# Championnat national des bagadoù 2016
Vous lisez un « bon article » labellisé en 2018.
Le championnat national des bagadoù 2016 est la 67e édition du Championnat des bagadoù. La fédération Sonerion organise tous les ans depuis 1949 ces rencontres autour de la musique bretonne jouée en formation bagad. En 2016, elle fête ses 70 ans. Les bagadoù adhérant à la fédération sont classés en 5 catégories : près de 90 groupes sur les 150 répertoriés en France et dans le monde y prennent part, sous forme de concours-concerts, en deux manches pour 73 d'entre eux.
Cette édition a débuté le 14 février 2016, à Brest, par la première manche du championnat de première catégorie et s'est terminée le 6 août 2016, à Lorient, lors du festival interceltique de la ville. Elle voit le Bagad Cap Caval sacré champion de Bretagne pour la deuxième année consécutive et la cinquième fois de son histoire.

## Autour de la compétition

### 70 ans de la fédération Sonerion

Logo réalisé par Primset.

Depuis 1949, l'association Bodadeg ar Sonerion, déclarée en 1946, organise et supervise le championnat des bagadoù, avec, tout au long de l'année, un rôle de formation musicale qui s'est accentué. La création de « Skol Muzik Sonerion » en 2015 fait de la structure la plus grande école de musique de Bretagne. La moitié de son budget annuel de 700 000 € est alloué à la formation, l'autre servant en grande partie à organiser les concours. En 2016, elle fédère 10 000 sonneurs, membres individuellement ou adhérents de 130 associations, portant 150 bagad.
Pour marquer cet anniversaire, plusieurs concerts-événements sont programmés durant les festivals estivaux en Bretagne. Lors de ces fêtes, une exposition est installée, baptisée « Sonerion, une extraordinaire aventure ». Des costumes de bagad, des instruments dans 18 vitrines et autant de panneaux thématiques sont présentés dans des lieux comme l'hôtel de ville de Quimper, l'espace Nayel de Lorient, le château de Tronjoly à Gourin, la mairie de Bourbriac ou encore la Maison de la Bretagne à Montparnasse. L'anniversaire est fêté par de nouveaux spectacles jusqu'en février 2017.
Les spectacles anniversaires sont conçus en parallèle des concours par les groupes, témoignant du travail de composition, d'orchestration et d'ouverture réalisé par les musiciens, le plus souvent amateurs. Dans sa création Tan De'i (« Allons-y ! »), le bagad Cap Caval met à l'honneur un répertoire de « fins de terre » (Bretagne, Galice et Écosse) et s'entoure d'un ensemble de cordes (Phil'Armorik Orchestra) ainsi que des chanteuses du groupe polyphonique Barba Loutig. La première représentation a lieu dans le cadre de Bagadañs à Carhaix en juillet, suivi d'un concert au théâtre de Cornouaille à Quimper. Pour l'Interceltique, au Grand Théâtre de Lorient, le bagad Kemper propose Melezour (« miroir »), faisant appel à des invités avec qui il a déjà collaboré : Marthe Vassallo et Sylvain Giro au chant, Bernard Le Dreau au saxophone, les guitaristes Erwan Volant et Thibault Niobé.
Le 6 novembre, deux événements ont lieu simultanément, dans le Finistère et en Loire-Atlantique : au Quartz à Brest, Tridal ! (« tressaillir ») propose les spectacles de trois bagad du département (Cap Caval, Kemper et Plougastell) et à Mesquer, dans le cadre du festival Celtomania, cinq bagad de Loire-Atlantique et plusieurs sonneurs animent un après-midi festif. Le 12 novembre, à Bourbriac, la fédération Sonerion Côtes-d'Armor co-organise la fête avec le Bagad Boulvriag. À l'occasion de ses 20 ans, le bagad sort l'album War Raok ! Aurrera ! et invite pour l'occasion le chœur basque Ezpeletan Kantuz qui chante sur l'album ainsi que le groupe Breizharock formé par les sonneurs et des musiciens des musiques actuelles. Le spectacle novateur Contrechamp du bagad Melinerion de Vannes est joué à L'Olympia de Paris le 5 février 2017.

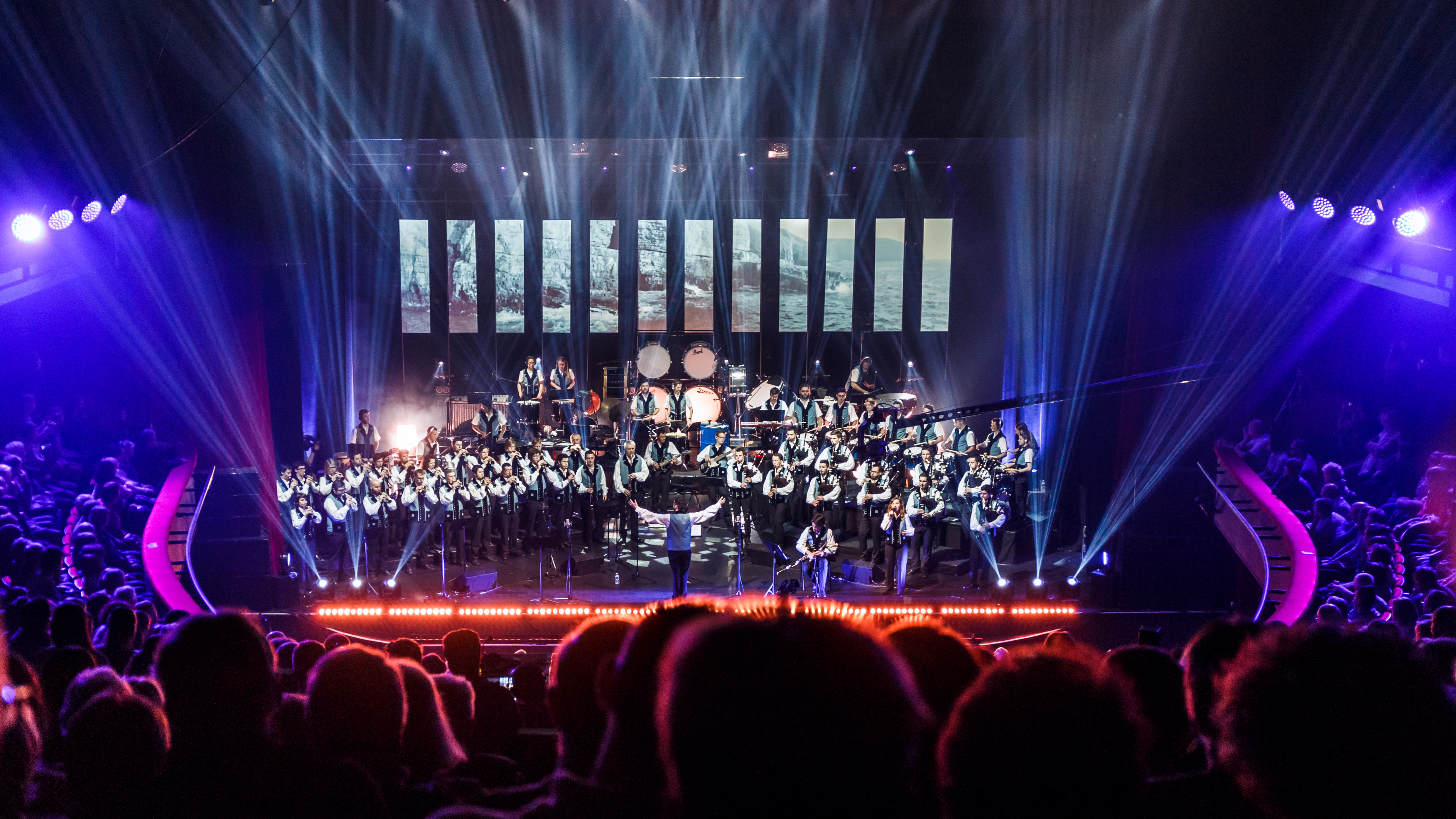
Spectacle Contrechamp du bagad Melinerion à L'Olympia.
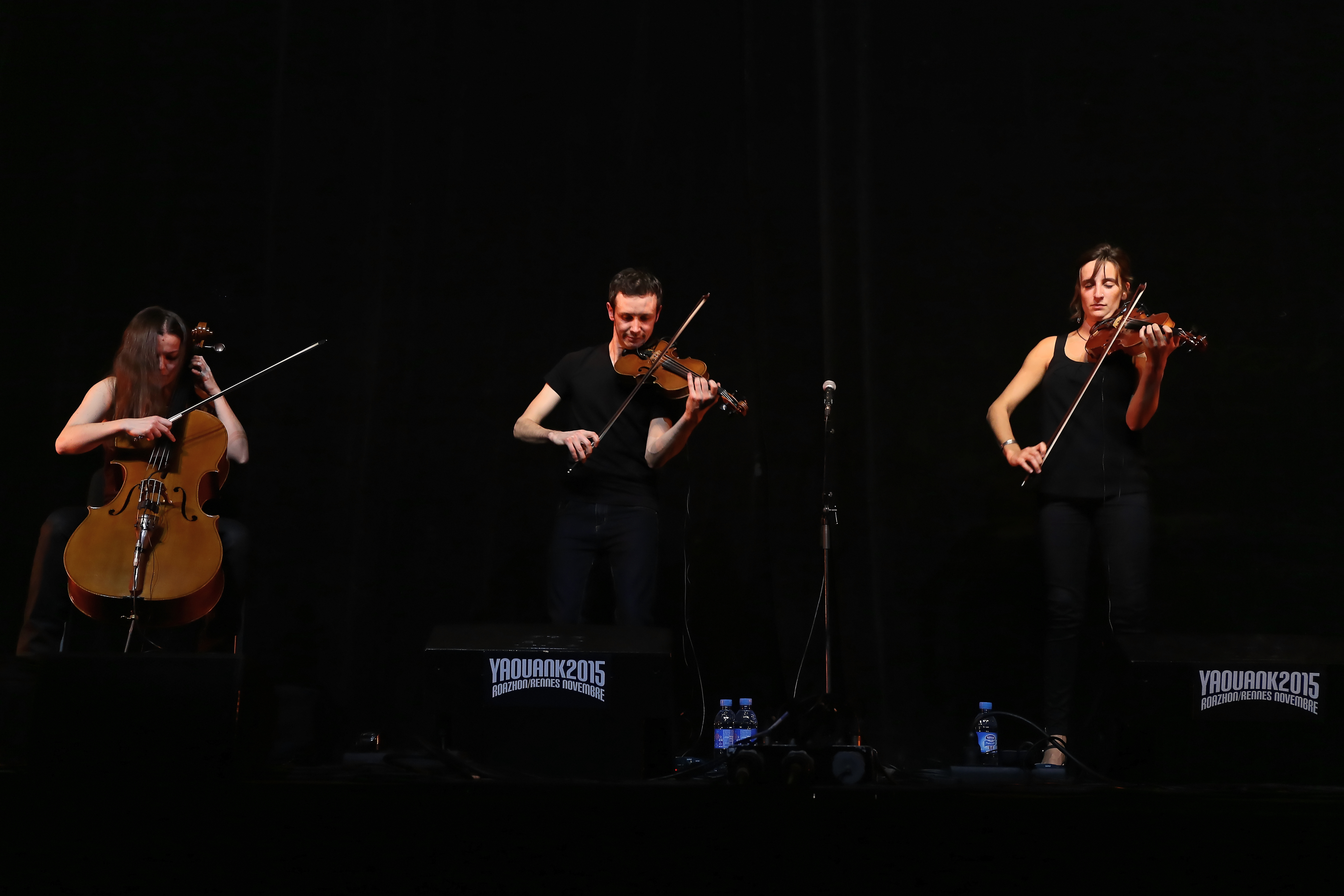
Dour/Le Pottier quartet du Phil'Armorik Orchestra.
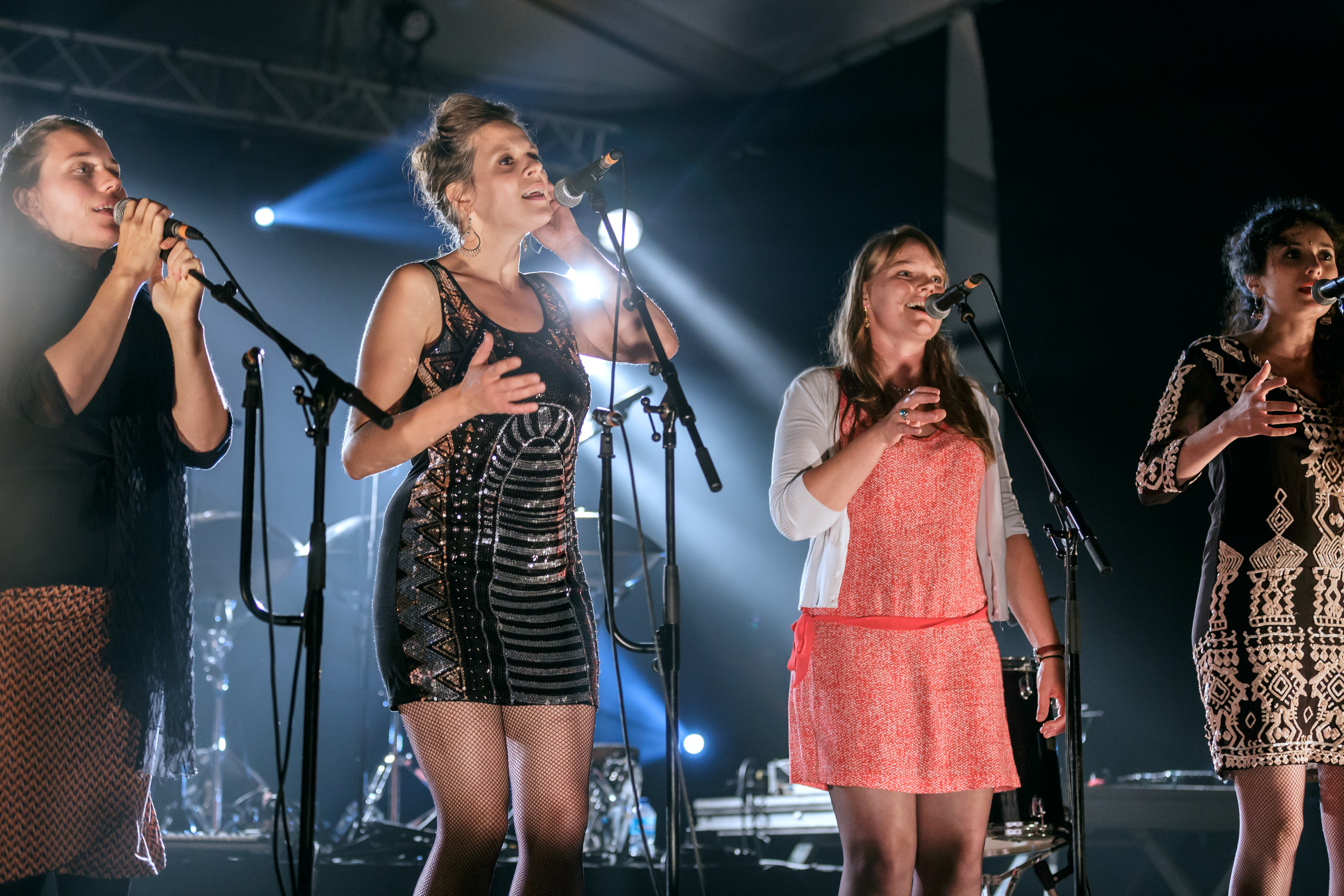
Barba Loutig avec le bagad Cap Caval dans Tan De'i.
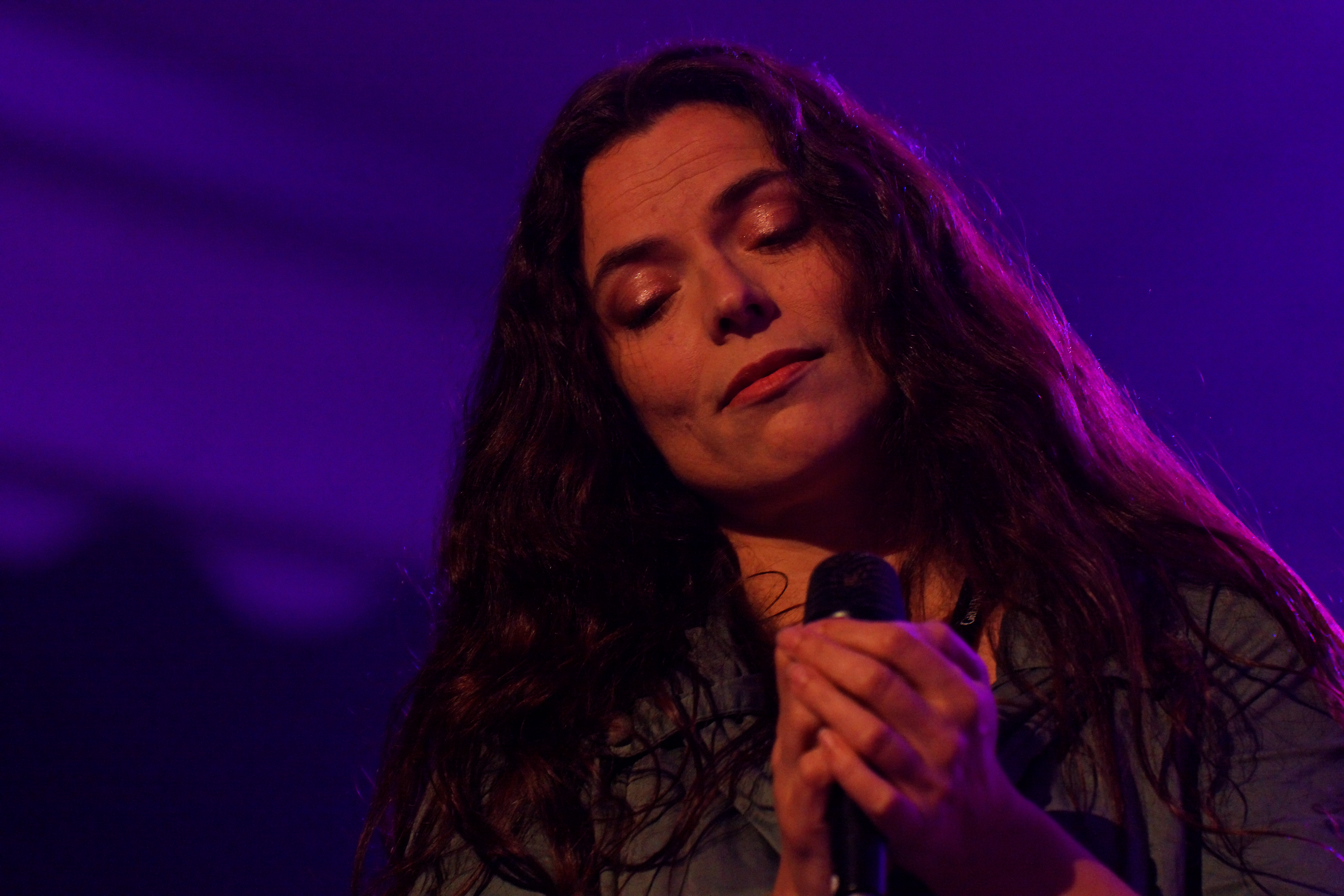
Marthe Vassallo avec le bagad Kemper dans Melezour.
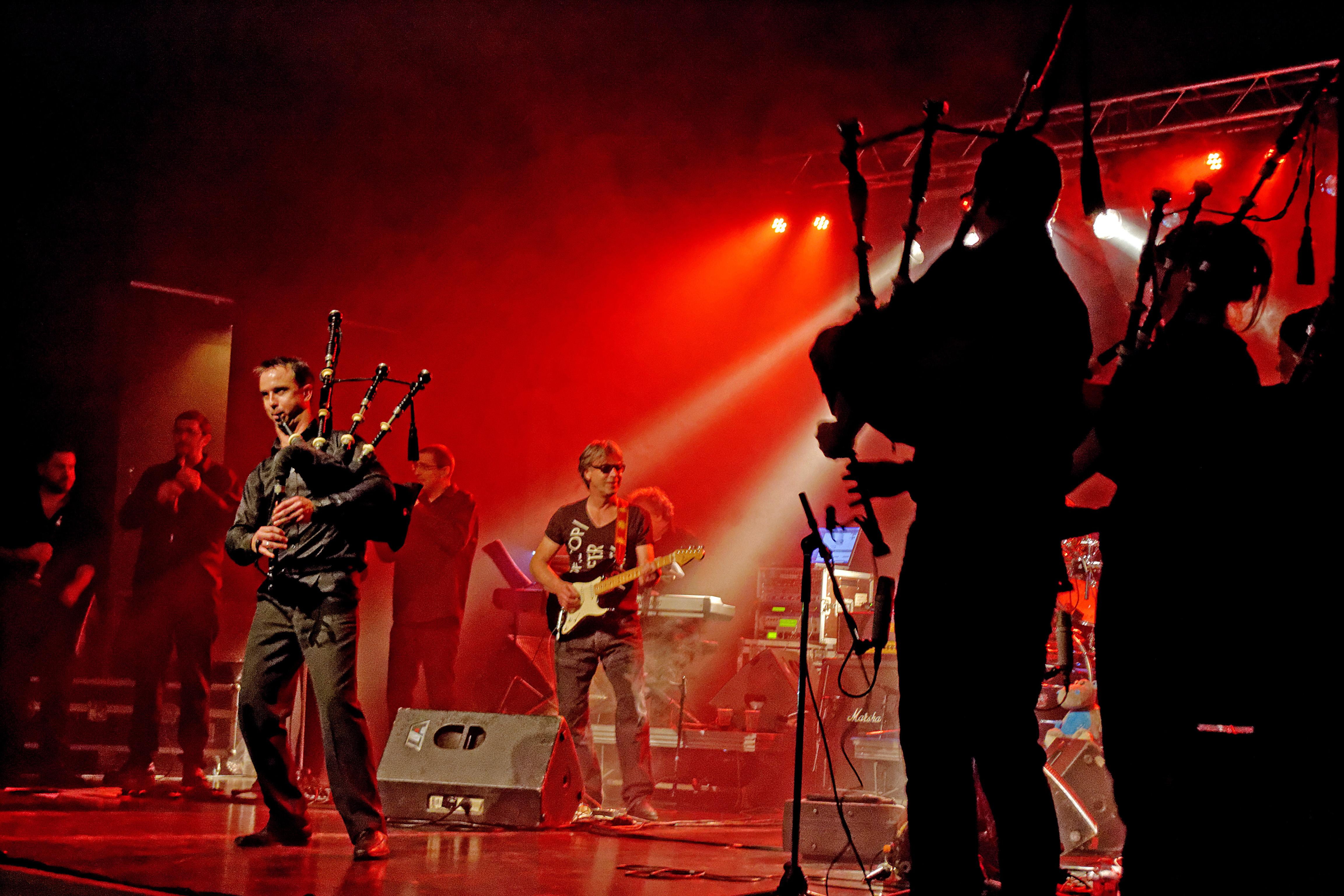
Le bagad Boulvriag avec Breizharock.

### Couverture médiatique

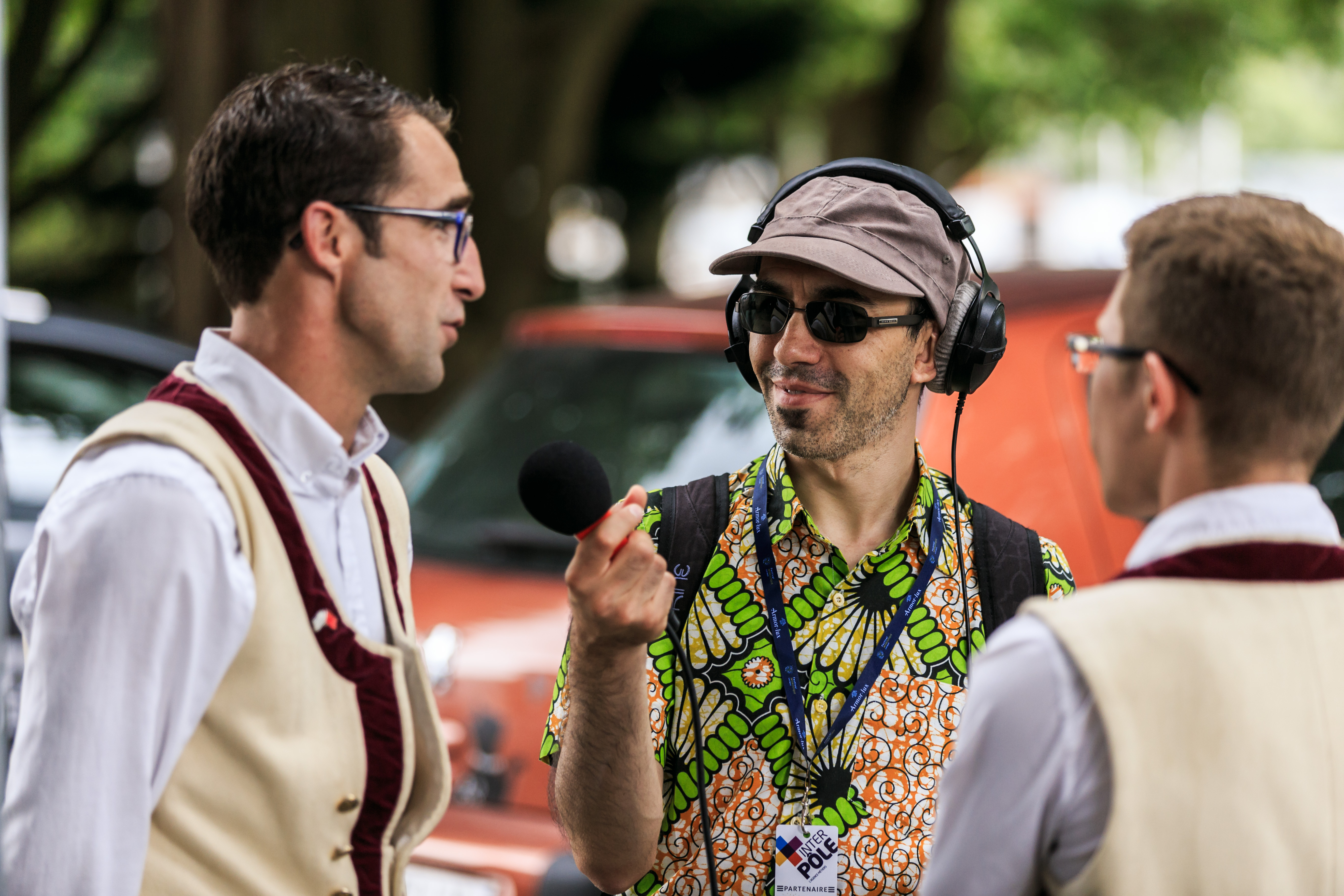
Interview du bagad Elven à Lorient.

Les différentes épreuves du championnat connaissent des degrés de couverture médiatique différents. Les deux principaux titres de la presse écrite régionale de Bretagne, à savoir Ouest-France et Le Télégramme, ainsi que leurs filiales et correspondants locaux, assurent une couverture des différentes épreuves et, dans leurs éditions locales, les évolutions de la plupart des groupes concourant. Des articles sont produits par des hebdomadaires (Le Poher, Côté Quimper, Sept jours à Brest) et des mensuels bretons (Bretagne Magazine, Bretons, Le Peuple breton). Les sites d'actualités en Bretagne mettent en ligne les résultats de concours, comme 7Seizh.info et l'Agence Bretagne Presse qui relaye des communiqués de presse.
Le championnat de première catégorie peut aussi être globalement évoqué cette année-là lors d'articles généralistes de titres de presse d'autres régions, comme Le Parisien et Aujourd'hui en France. Les chaînes de télévision régionales évoquent les concours de première catégorie, notamment Tébéo et France 3 Iroise à Brest, TébéSud et France 3 Bretagne à Lorient. À Brest, France Bleu Breizh Izel réalise des entretiens en breton avec des musiciens brittophones ; 5 enregistrements de 5 minutes sont podcastés sur le site de la radio.

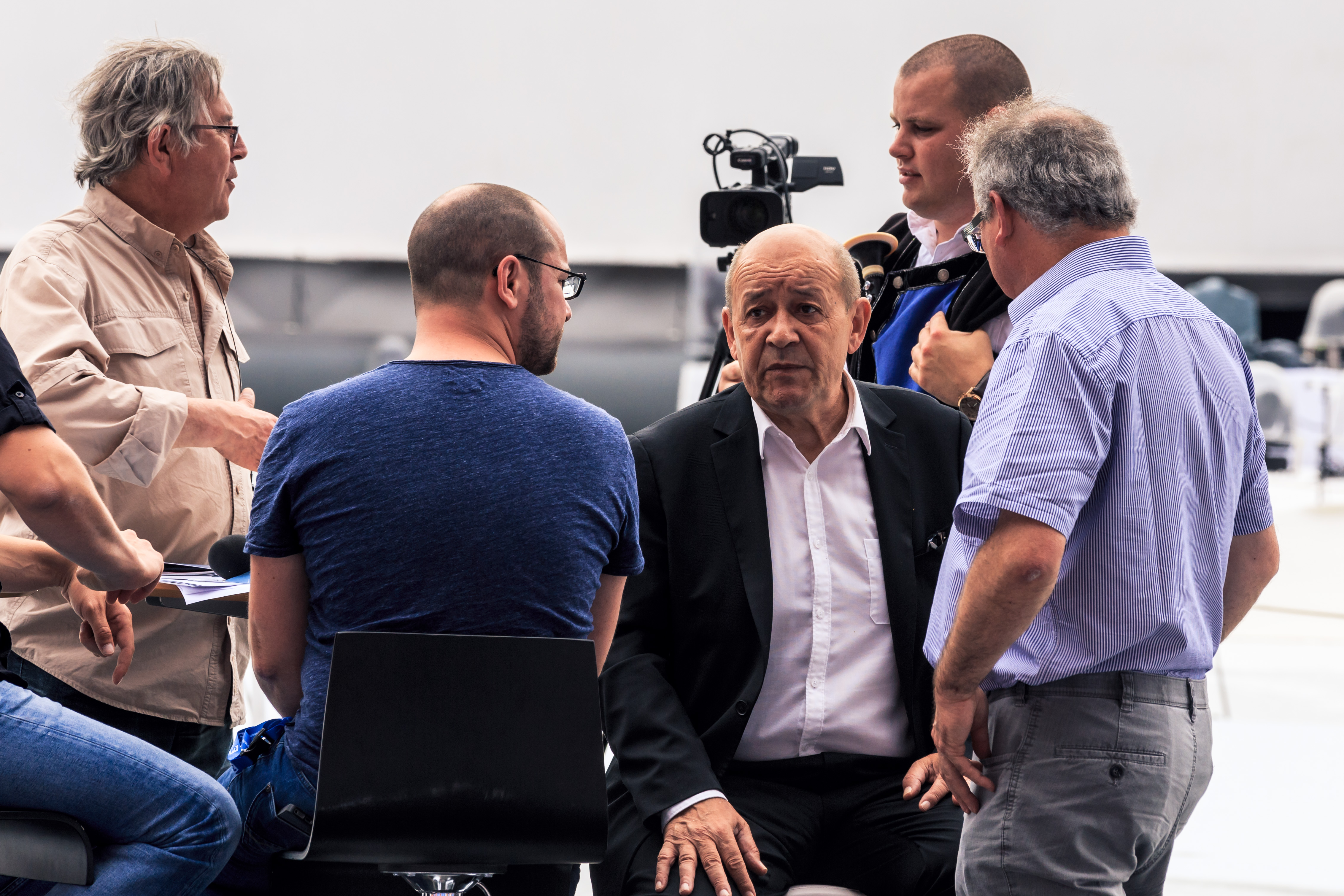
Le ministre de la défense et président de la région Bretagne Jean-Yves Le Drian sur le plateau de France 3 Bretagne à Lorient.

France 3 Bretagne relaye en direct sur sa page d'accueil les prestations de première catégorie, filmées par An Tour Tan. Sous forme d'intermèdes, des interviews sont réalisées par Youenn Chapalan à Brest, Clément Soubigou à Lorient ainsi qu'en breton par Bernez Quillien. La diffusion en direct sur le web enregistre environ 50 000 connexions longues. En aval de la retransmission, Sonerion fait supprimer les vidéos amateurs sur les réseaux sociaux, notamment YouTube. En contrepartie, les groupes reçoivent pour diffusion une vidéo en plan large de leur prestation. Dans la même optique qualitative, les captations multi-caméras en haute définition sont disponibles en vidéo à la demande le lendemain sur la plateforme Vimeo.
Ce procédé, mis en place afin de réduire la perte d'argent des captations (15 000 € en 2015), fait polémique auprès des internautes qui partageaient et commentaient les vidéos depuis plusieurs années, notamment Paul Emyque qui a vu sa chaîne Youtube être fermée à la suite des signalements de Sonerion. Le bagad Brieg, qui était accompagné à Brest d'une réplique en taille réelle de Paul Emyque, détourne cette fermeture avec humour, parlant de l’affaire du « Paul Emyque Gate ».

### Discographie
Le coffret CD/DVD Brest 2016 sort en juin et la captation de Lorient en décembre sous le label Coop Breizh.
Plusieurs bagadoù réalisent en 2016 des enregistrements de leurs nouvelles créations :
- Tan De'i ! du bagad Cap Caval
- Essentiel du bagad Melinerion
- Steir eo du bagad ar Meilhoù Glaz
- Bagad Istanbul du bagad Penhars avec le Kolektif Istanbul
- War Raok ! Aurrera ! du bagad Boulvriag et collaboration à Breizharock (3e album)
- #BSBD du bagad Sonerien Bro Dreger
- No Land du bagad de Cesson-Sévigné avec Olivier Mellano
- Pemp' du bagad Landi
- Perak A daol trumm du bagad Naoned.

## Première catégorie

### Composition
Quinze bagad concourent en première catégorie, principalement issus du Finistère et du Morbihan. À la suite de la 66e édition du championnat qui s'est déroulée en 2015, les groupes de Perros-Guirec (Sonerien Bro Dreger) et de Saint-Nazaire, respectivement arrivés premier et deuxième du championnat de deuxième catégorie, accèdent à la première catégorie. Si Saint-Nazaire remonte aussitôt après être descendu en deuxième catégorie, le bagad du pays de Tréguier n'avait pas joué en première catégorie depuis deux ans. Il est le seul représentant du département des Côtes-d'Armor.
Au total, entre 720 et 750 musiciens se présentent sur scène, avec une moyenne de 48 musiciens par groupe. L'ordre de passage fait suite à un tirage au sort réalisé pour toutes les catégories le 22 décembre 2015.

### Épreuve d'hiver à Brest
Le concours a lieu le 14 février au Quartz, dans le Grand théâtre rempli par les 1 450 spectateurs. An Tour Tan réalise la captation avec dix caméras et la retransmission en direct sur Internet. Dans l'attente des résultats, un film hommage au sonneur Erwan Ropars, réalisé par Youenn Chapalain, est diffusé en avant-première.
À l'occasion des 70 ans de Sonerion, le règlement est exceptionnellement changé afin de laisser une liberté dans le choix du terroir présenté, dans l'écriture de la suite interprétée et dans l'utilisation d'instruments extérieurs, mélodiques ou acoustiques, joués par des membres du bagad, pendant trois minutes maximum, essentiellement pour des intermèdes. Une ouverture que les bagadoù ont utilisée, selon Bob Haslé, responsable du jury, « avec tact et parcimonie ». La suite doit comprendre au minimum une danse et durer dix minutes, avec un écart de plus ou moins une minute.

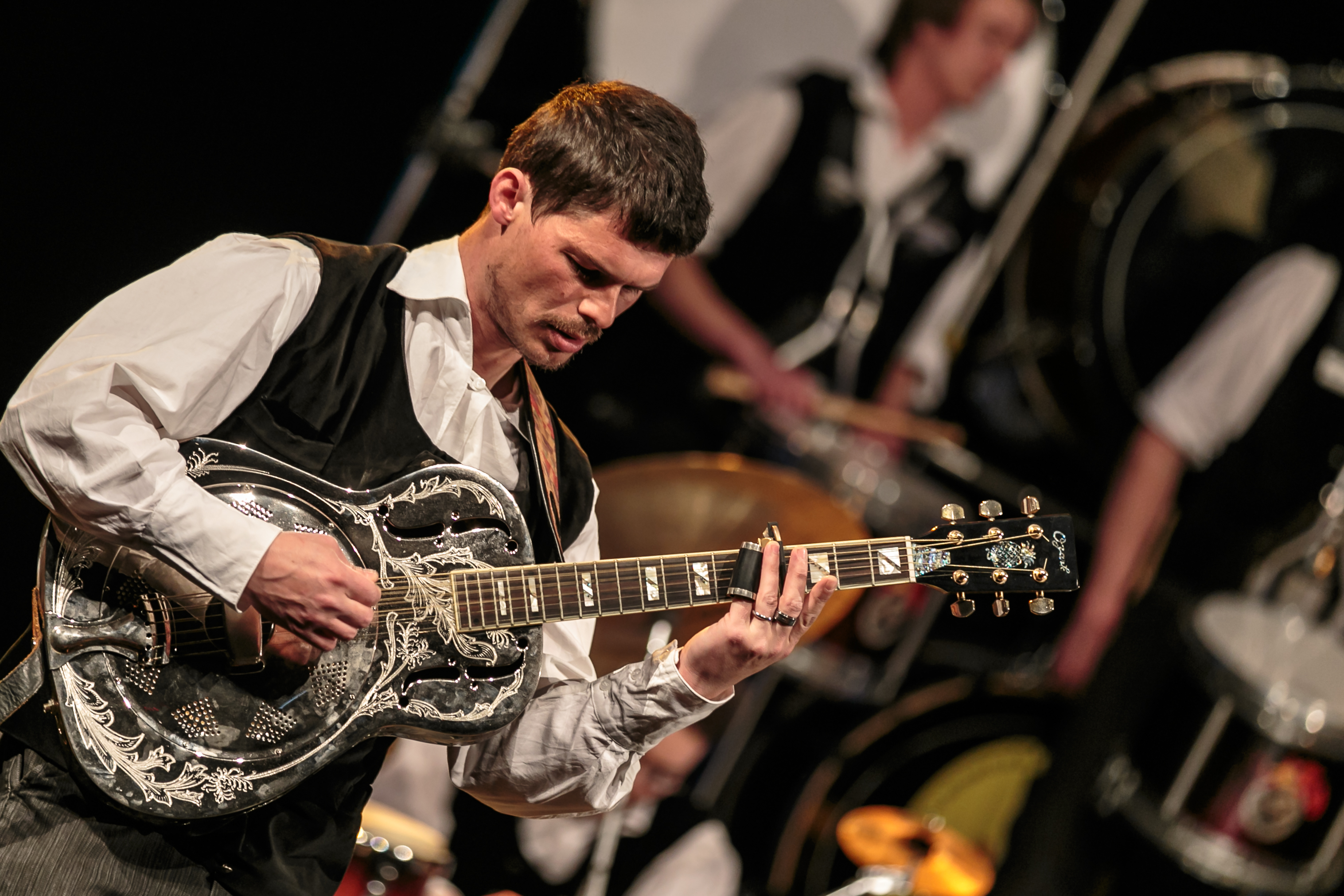
Le Bagad Sonerien Bro Dreger convainc le jury pour son arrivée en 1re catégorie, n'hésitant pas à innover.

Cap Caval et Kemper choisissent de présenter le répertoire du pays Fisel, dont une mélodie identique, Deus an-dro nevez-amzer, tirée du répertoire de Christian Duro. Cap Caval ressort son « Cavalophon », déjà utilisé à Brest en 1998 mais que le règlement a interdit depuis. Alre reste à Auray en arrangeant deux cantiques de sainte-Anne accompagné d'un cor symphonique, tout comme Roñsed-Mor et son chant Deziradell, du pays de Kervignac. D'autres se tournent vers le Centre-Bretagne : Brieg, pour une suite de gavottes des montagnes intitulée Mod du-mañ (« à la façon de chez nous ») et Karaez, qui fait intervenir une chanteuse pour le Cantique de la vierge de Kleden ainsi que deux accordéonistes. La suite Na dorromp ket ar vrochenn de la Kerlenn Pondi, qui comporte le plus jeune musicien (14 ans), mêle marche, laridé, andro et une mélodie inspirée d'un crime commis en 1564 près de Loudéac. Des airs du pays de Loudéac sont sélectionnés par Beuzec ar Ch'ab (marche Chaseour Redon, ronds de Loudia, baleu) ainsi que Dreger (suite de ronds faisant intervenir guitare Dobro bottleneck, trompette et Korn Bass, un prototype de didgeridoo inventé et joué par un trégorois).
Meilhoù Glaz intègre le mélodica dans le début d'une suite dédiée au centenaire de la bataille de Verdun, des gwerzioù bigoudènes sur le répertoire des sonneurs Tymen/Kerveillant et Henaff/Meunier ; champions de Bretagne de sonneurs en couple en titre. Sant Nazer se promène dans le pays gallo, « En descendant la Vilaine », agrémentant la suite d'accordéon, veuze, biniou coz, dont la prestation est remarquée « par son énergie communicative : cris festifs, accordéons, saxophones, percussions afro-cubaines style Yabara et tournoiements dans les déplacements de scène. ». Melinerion construit sa suite autour d'une mélodie, Écoutez-bien la jeunesse, collectée lors d'une noce à Elven en 1967, jouée par des instruments à vent, à cordes, à percussion : basson, hautbois, cor, violoncelle, saxophone, vibraphone, glockenspiel. Elle est introduite par un rond de Saint-Vincent et se termine par des tours. Dans La Dame de fer, située dans le pays de Baud, Elven utilise également des saxos, violoncelle, violons, clarinettes mais cet ajout de cordes et de cuivres ne semble pas séduire le jury, le bagad finissant dernier.
Kemperle choisit de présenter le terroir de l'Aven qu'il maîtrise, en invitant notamment trois musiciens professionnels : Jean-Louis Le Vallégant, Stéphane Dufleit et Youn Kamm. Penhars, tout comme Kemper, n'ajoute pas d'instruments extérieurs et fait un clin d'œil à cette décision dans sa suite, Istor an hini gozh (« L'histoire de la vieille »), une gavotte bigoudène sonnée à l'exposition universelle de 1900, mettant en scène une vieille femme et une belle jeune femme, qui oppose par métaphore la campagne à la ville, la Bretagne à Paris, et dit préférer « la vieille ».
À l'issue de cette première épreuve, le Bagad Kemper remporte le « prix batterie » et la première place du classement, se positionnant en favoris pour récupérer le « maout » à Lorient. Cap Caval, tenant du titre mais distancé de 0,36 points, reste le principal prétendant pour la seconde manche. Ensuite, sont à égalité Kemperlé et Roñsed-Mor, suivis par les Melinerion. Arrivée 9e, la Kevrenn Alre dit s'être « pris une claque » qui fait qu'à Lorient, le penn-soner Loïc Le Cotillec, âgé de 20 ans, souhaite avant tout que le groupe prenne du plaisir. Les bagadoù de Perros-Guirrec et Saint-Nazaire, derniers arrivés, sont dans le milieu du classement, alors qu'en bas de tableau, les bagadoù de Carhaix et d'Elven, respectivement en première catégorie depuis un et trois ans, sont menacés de relégation.

Première manche
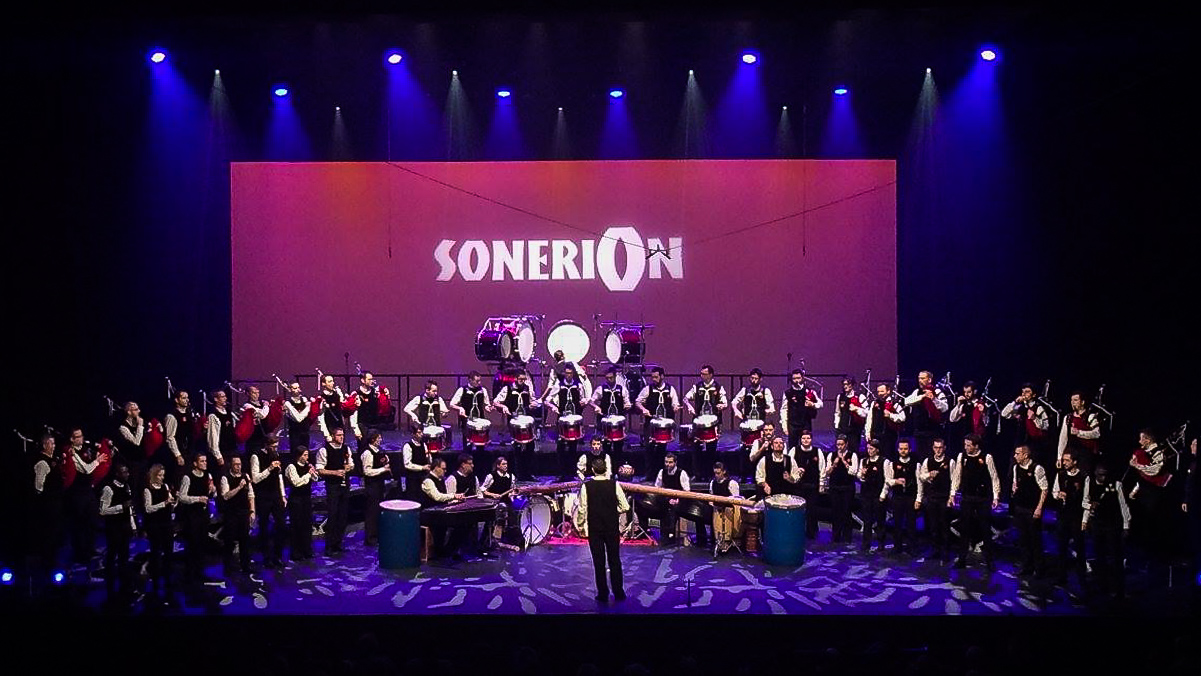
Bagad Cap Caval
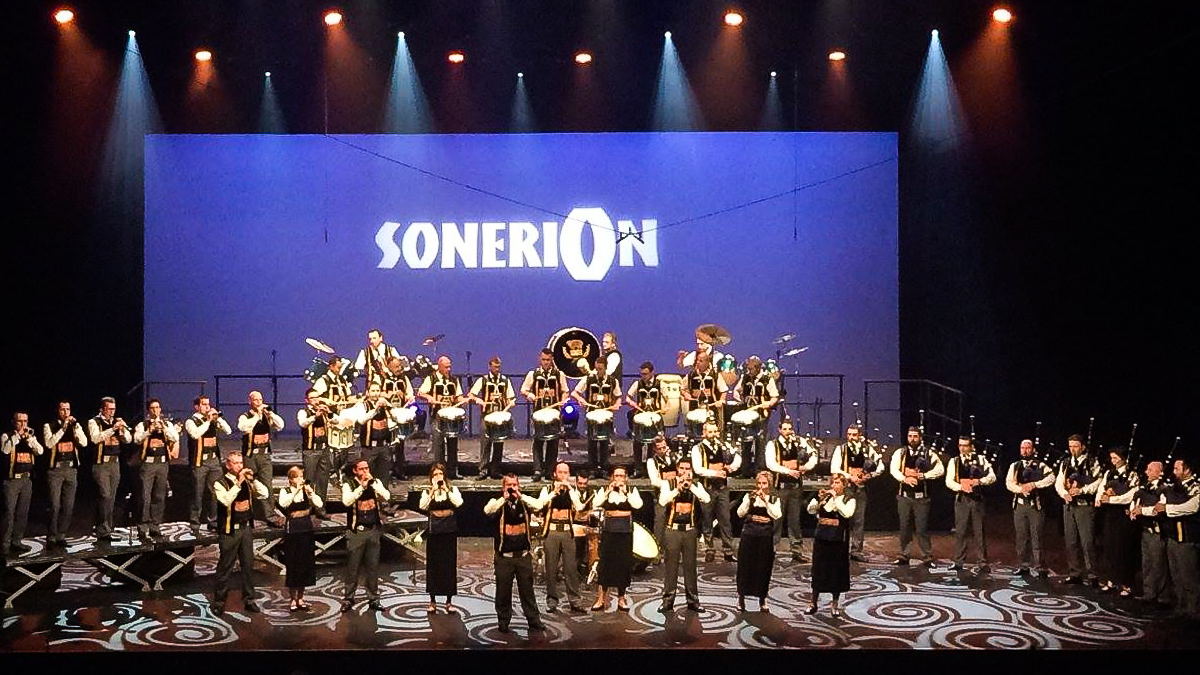
Bagad Kemper
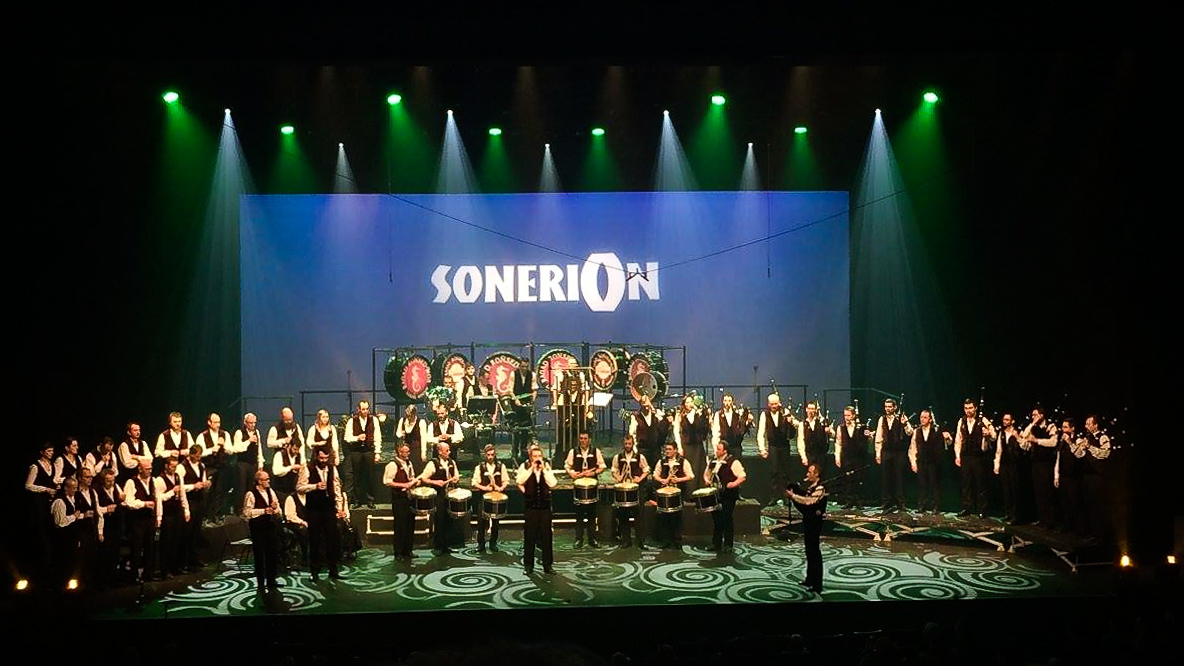
Bagad Roñsed-Mor
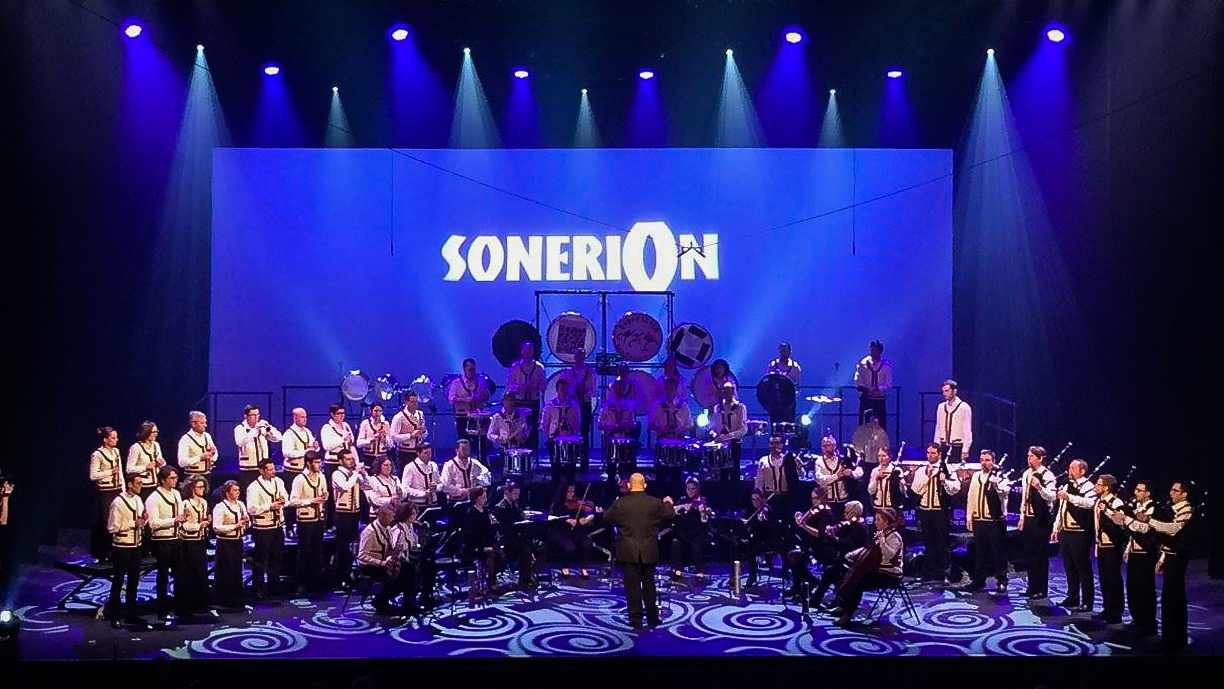
Bagad Elven

### Épreuve d'été à Lorient

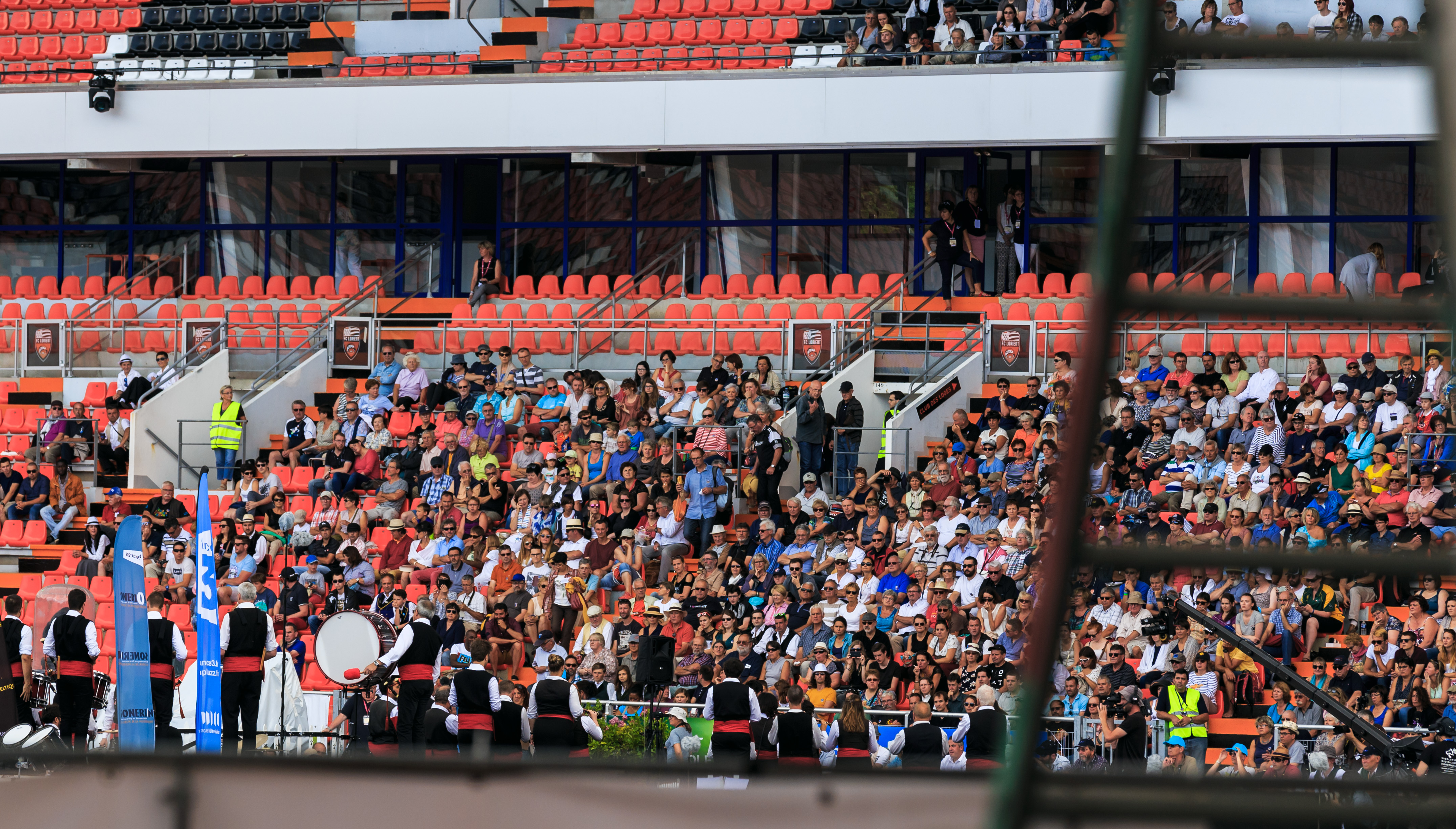
Les gradins du stade à l'ouverture du concours.

Le concours a lieu le 6 août, au stade du Moustoir, dans le cadre de la 46e édition du festival interceltique de Lorient, qui met l'Australie à l'honneur (avec son basson deejeridoo, Bro Dreger y fait écho). Les gradins comptent parmi les 5 000 spectateurs le président de la région Bretagne, ministre de la Défense et ancien maire de Lorient Jean-Yves Le Drian. Cette manche est retransmise en direct sur Internet par France 3 Bretagne et est couverte par sept caméras de télévision, dont une grue. Bien que s'étant produit à Brest, le Bagad Saint-Nazaire renonce à se présenter à Lorient pour se consacrer à une création en cours. Les 14 participants sont libres de choisir leur répertoire, qu'ils doivent jouer dans le temps imparti de douze minutes.
Cap Caval joue Trezherien soñjou (« passeurs de mémoire »), des gavottes et plinn qui s'inscrivent dans une tradition vivante, faisant référence au patrimoine du Centre-Bretagne tout en laissant la place à des airs composés. Steven Bodenes, penn-soner du bagad Kemper, compose une suite basée sur le répertoire chanté avec trois airs de dañs plinn de Madame Bertrand, célèbre chanteuse du pays Fañch. La danse plinn est également mise à l'honneur dans les compositions de Roland Becker pour la suite du bagad Elven, MacGregor, du nom d’un pirate highlander. Brieg base sa suite Vive les Bretons ! sur des airs du pays Bigouden, toujours avec un trait d'humour, en intégrant des percussionnistes en perfecto tapant sur des bidons, accompagnés de la réplique grandeur nature de l'internaute Paul Emyque. Alré joue sur l'émotion et le spirituel en s'inspirant du poème de Victor Hugo La tombe dit à la rose, une suite présentée comme « un hommage à toutes ces personnes que l'on perd au cours d'une vie ». Bro Kemperle choisit également la sobriété, appropriée pour l'hommage que le bagad souhaite rendre au dernier résistant quimperlois, Georges Hotte, cofondateur de l'ensemble décédé deux semaines plus tôt.
Melinerion fait intervenir des instruments qui complètent les pupitres par l'apport du jazz : des gavottes montagnes qui « swing » et l’esprit musette d'une valse, le tout composé en se référençant au travail d'Yves Menez. Roñsed-Mor démarre en douceur par une valse, suivie de scottishes puis d'une mélodie en trois temps, Ar en hent Sant-Jakez Kompostell, jusqu'à une gavotte finale, coude à coude (kof ha kazell). Penhars interprète Karvador, une suite en trois temps : une marche inspirée du cantique Me a lakaat va fiziañs, une gavotte des montagnes et la mélodie Pourlet Er Skorv. Ar Meilhoù Glaz présente une suite du terroir Montagnes concoctée par le penn-soner du bagad, Julien Tymen, qui y possède des origines familiales, en réalisant un travail sur les percussions. Pour Beuzeg c'est également une suite de gavottes, Ton eured. Karaez présente sa suite une semaine avant au Paléo Festival en Suisse, composée d'une marche (Patr Saout Chik), une mélodie (L'épine noire), des ronds de Saint-Vincent et une ridée de Guillac.

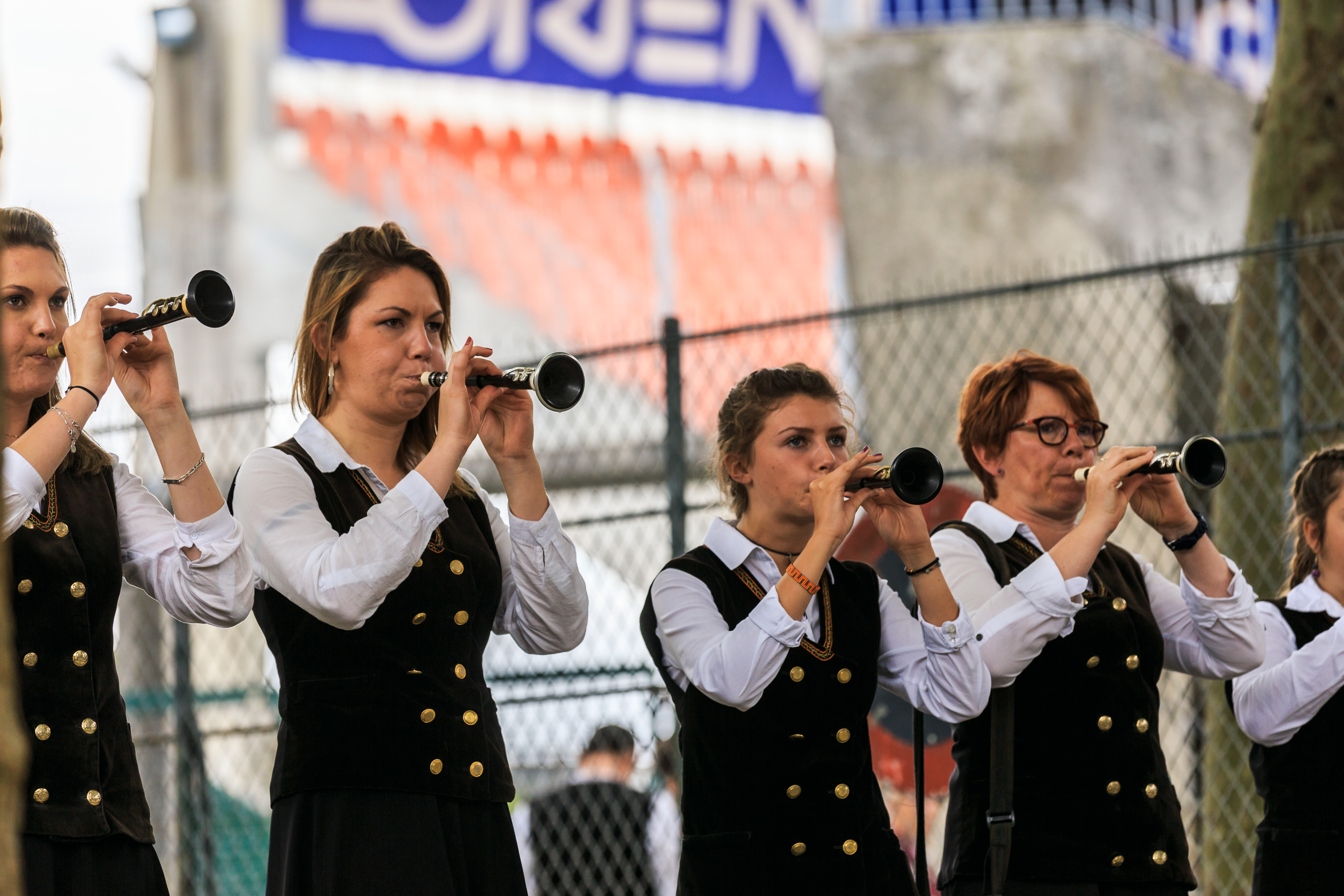
Le bagad Beuzec Ar C'hap est relégué en 2e catégorie.

Cap Caval remporte l'étape en plein air à Lorient avec une prestation jugée plus variée que celle des quimpérois « un peu trop classique ». Le bagad Bigouden conserve ainsi son titre de Champion de Bretagne, face au Bagad Kemper et obtient l'opportunité de se produire le soir même lors de la « Nuit interceltique » au stade du Moustoir devant 10 000 spectateurs. Pour Bro Kemperle, qui ouvre la compétition, le jury attribue son satisfecit aux pupitres batterie et cornemuse mais l'ensemble peine à convaincre : après avoir décroché la 3e place en hiver, c'est à la 8e place que le bagad se classe à Lorient, ce qui donne finalement une 6e place . La Kerlenn Pondi atténue sa « contre-performance » de la première manche (10e) en finissant 5e lors de cette seconde manche. Pour son retour dans le haut niveau, le bagad trégorois Sonerien Bro Dreger séduit par son originalité, partant dans sa suite du plus ancien (partition du XVIe siècle) au plus moderne (mélodies), et termine 7e, 8e au général. La Kevrenn Alré, habituée à se situer dans le haut du classement, termine dixième sur quatorze à Lorient et au classement final. Roñsed-Mor est également déçu d'une 6e place après avoir fini 4e à Brest, mais se satisfait de la 3e marche du podium final. Melinerion gagne une place pour finir juste derrière Roñsed-Mor. Penhars, sous pression à la suite d'une 13e place obtenue à Brest, réussit à se placer 12e à Lorient et n'est donc pas relégable. Cependant, Beuzec-Cap-Sizun évoluera l'année suivante en deuxième catégorie, aux côtés de la petite ville voisine Pouldergat, ainsi que Carhaix, dernier du classement.

Seconde manche
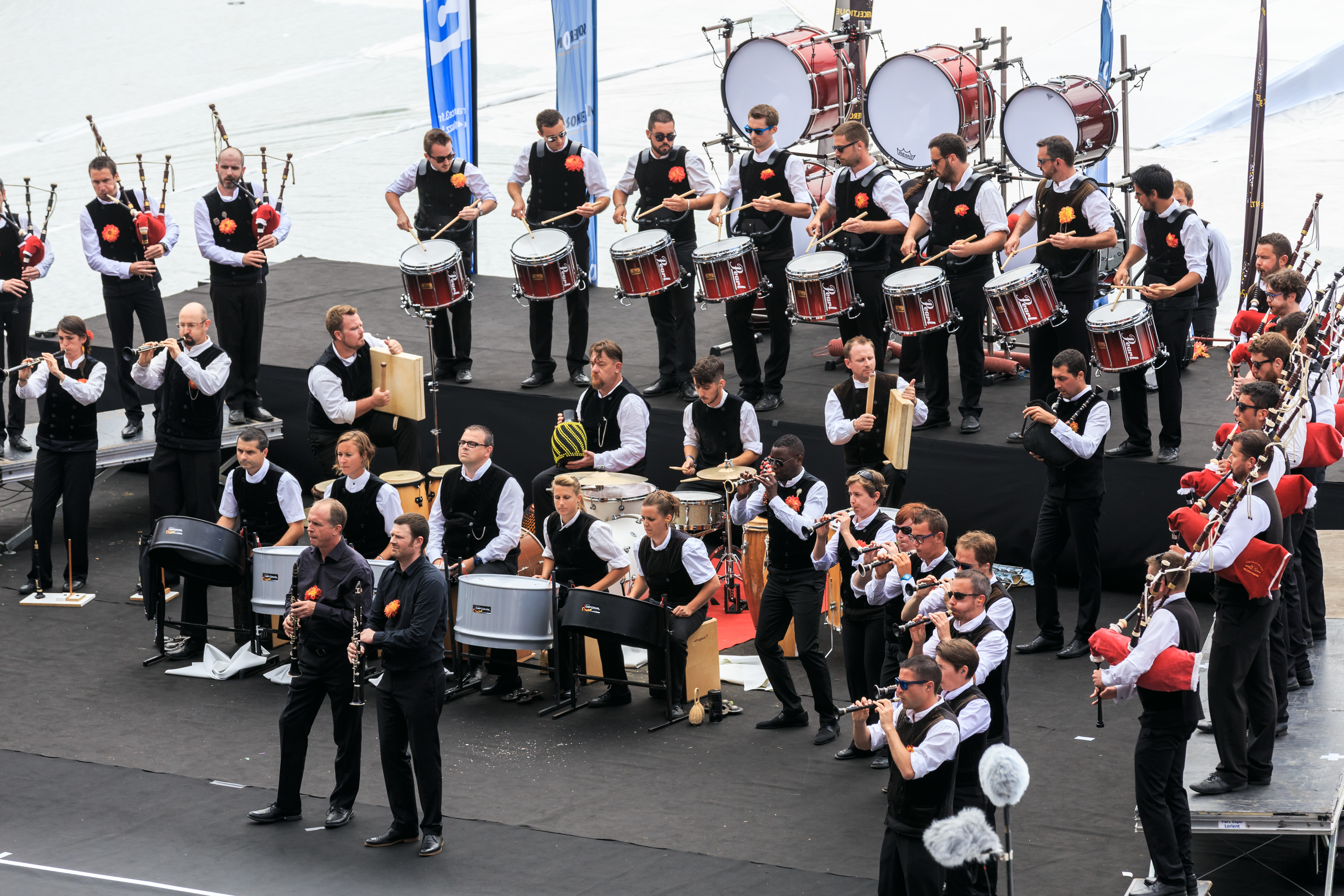
Bagad Cap Caval
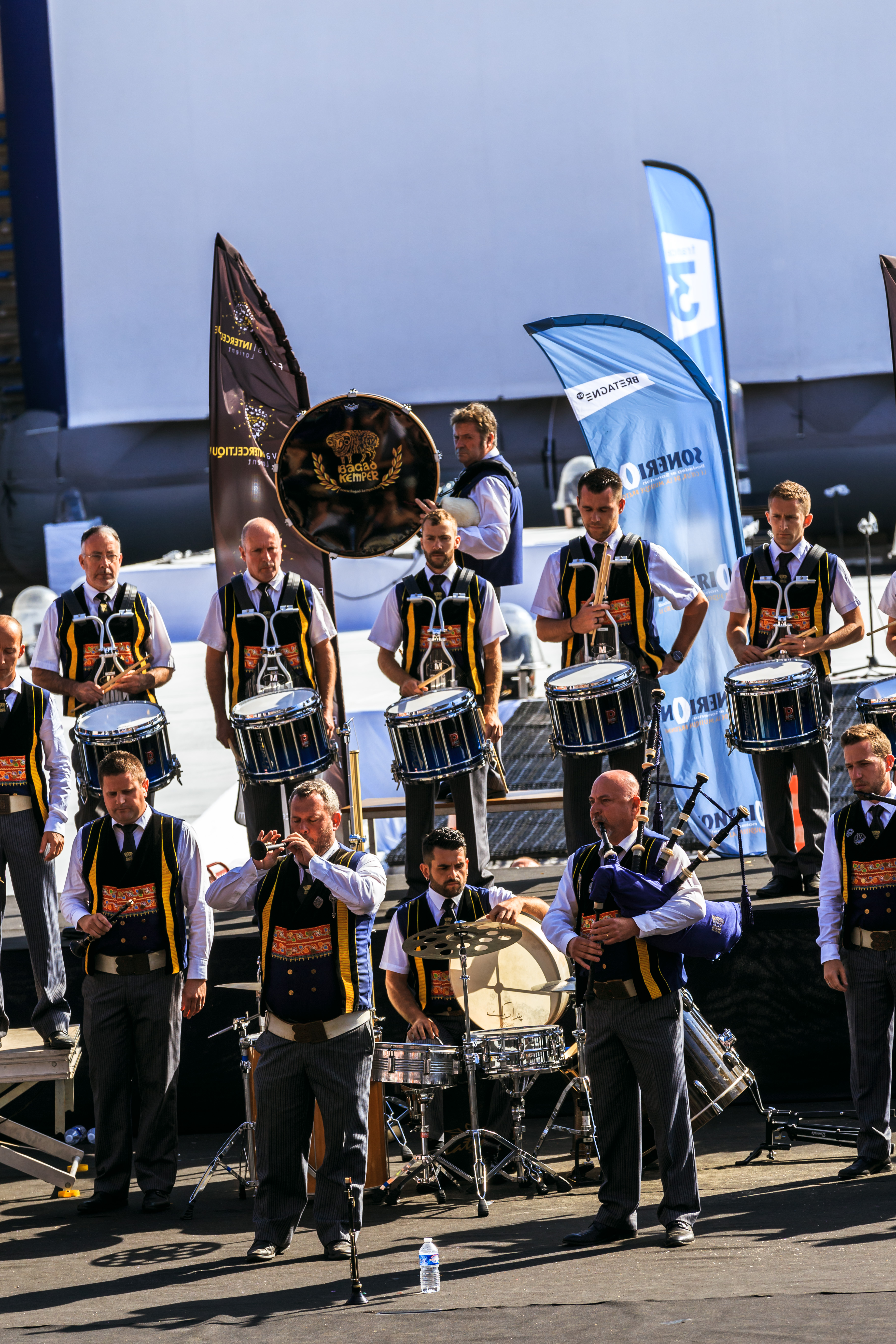
Bagad Kemper
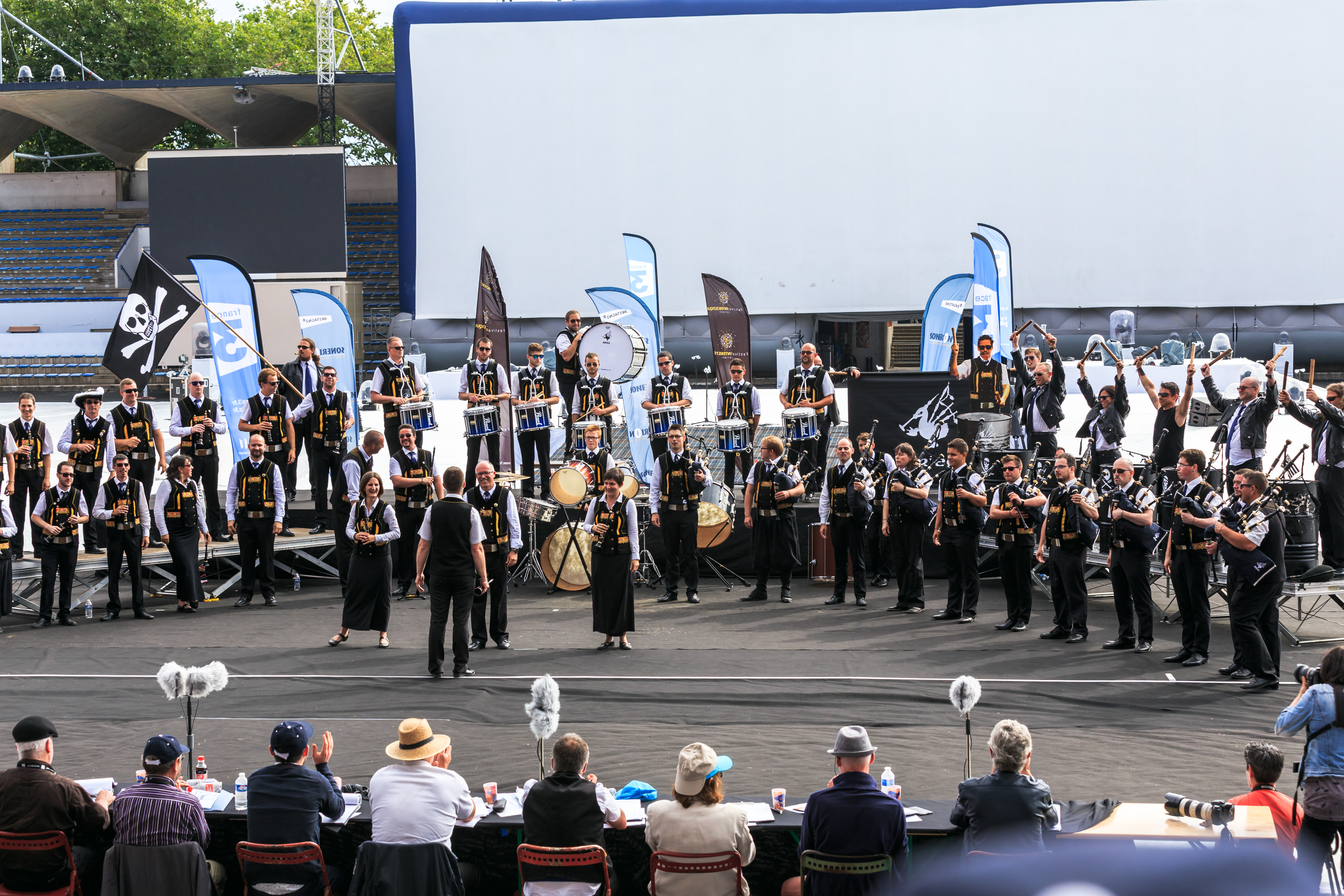
Bagad Brieg
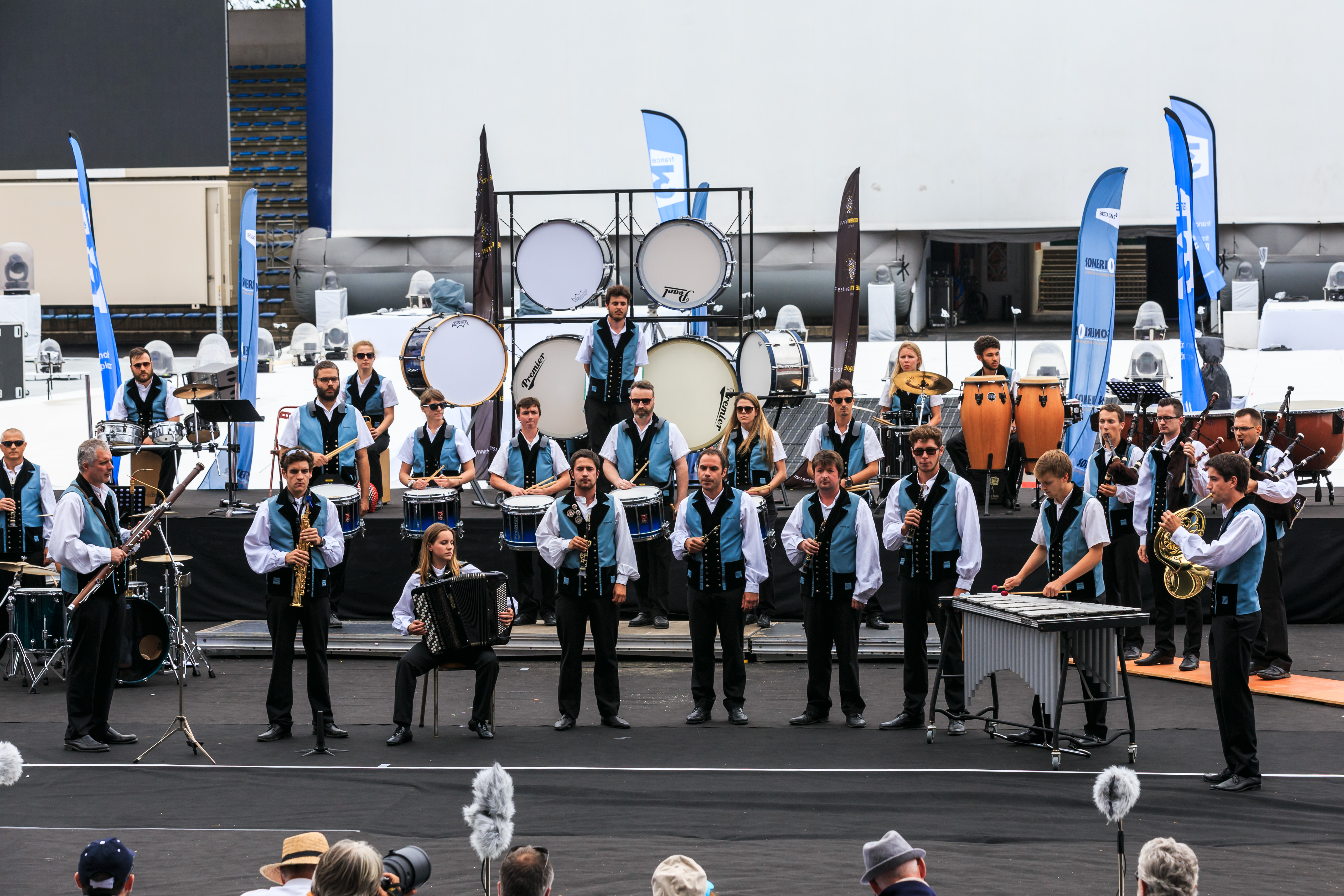
Bagad Melinerion
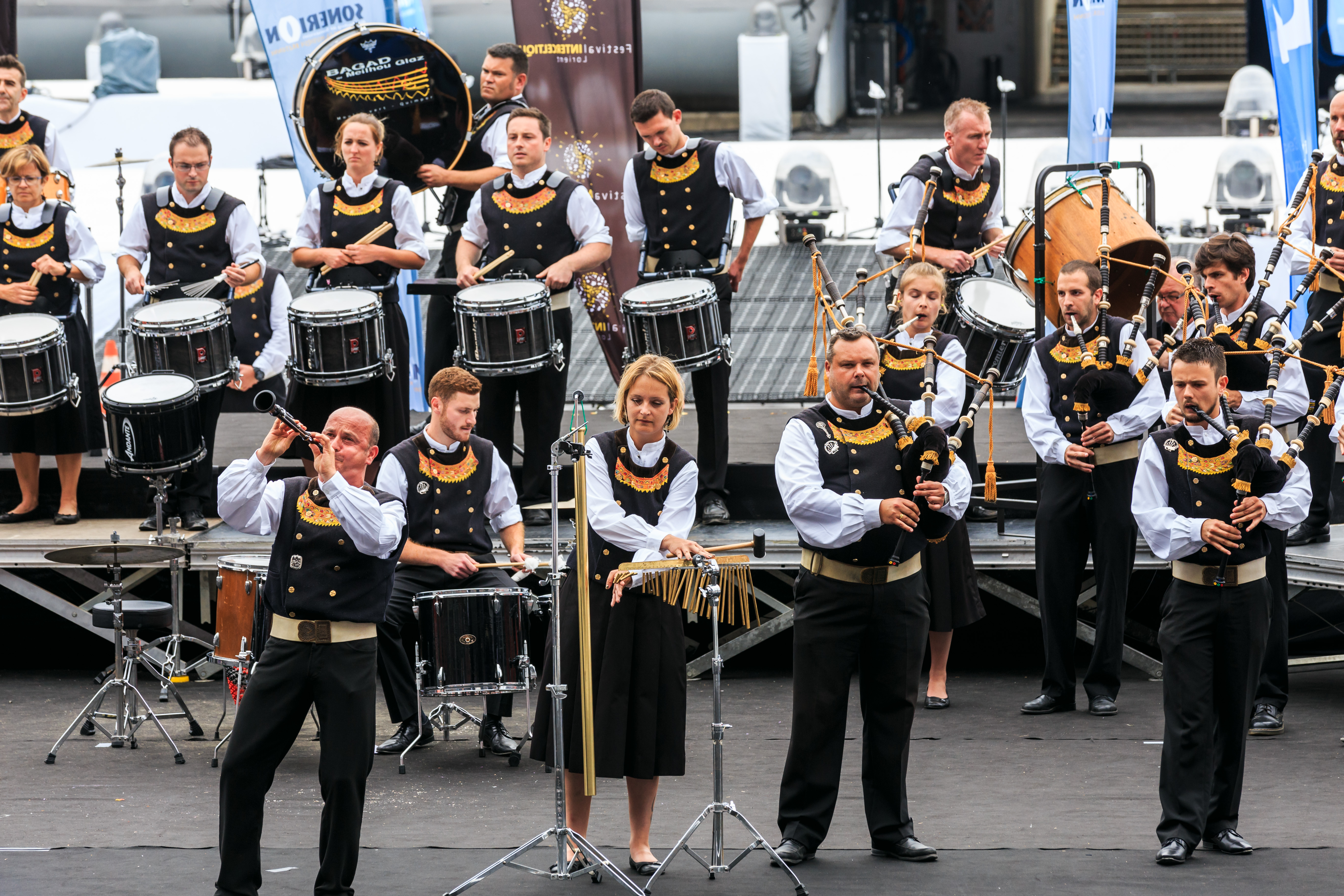
Bagad Ar Meilhoù Glaz
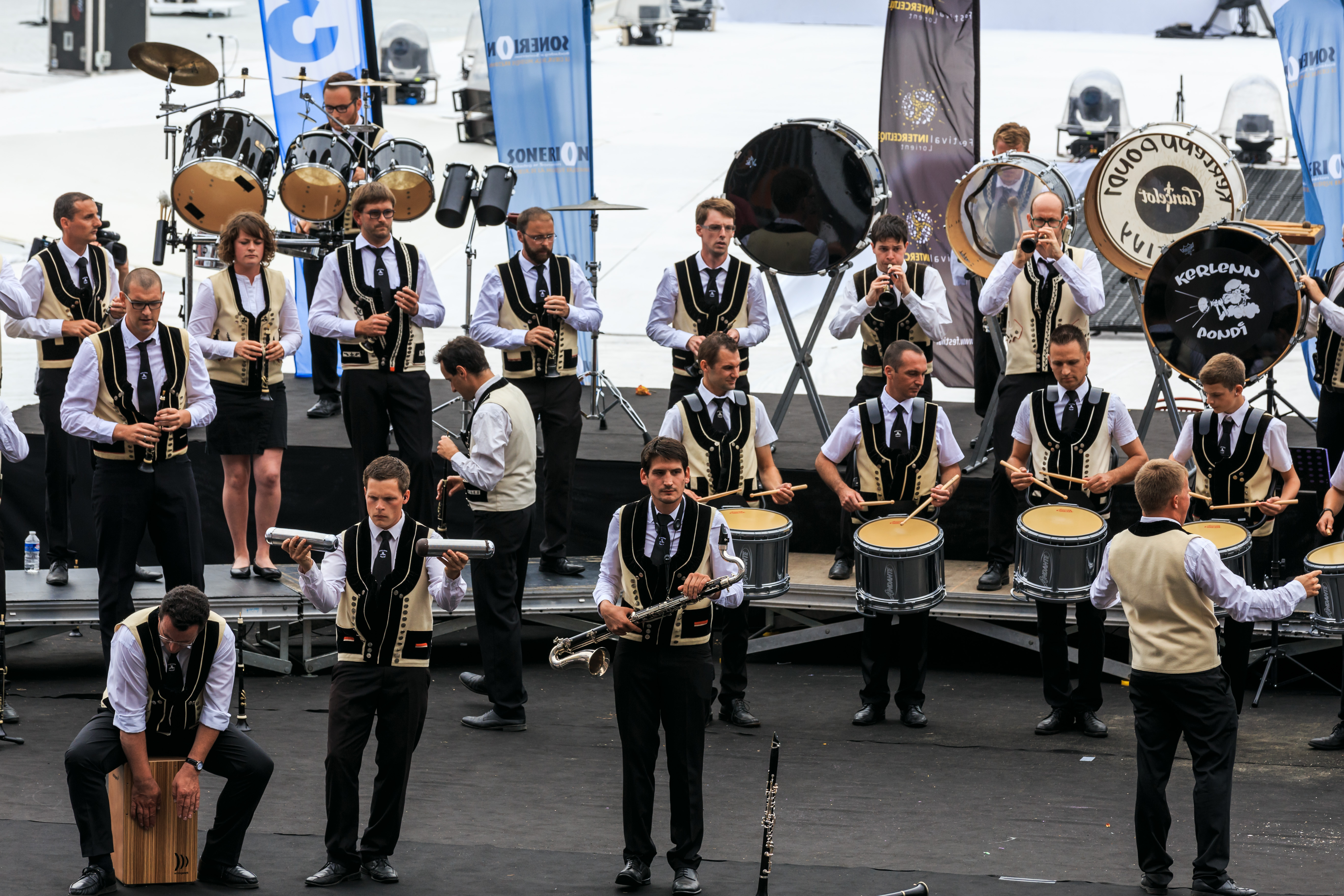
Kerlenn Pondi

Classement final
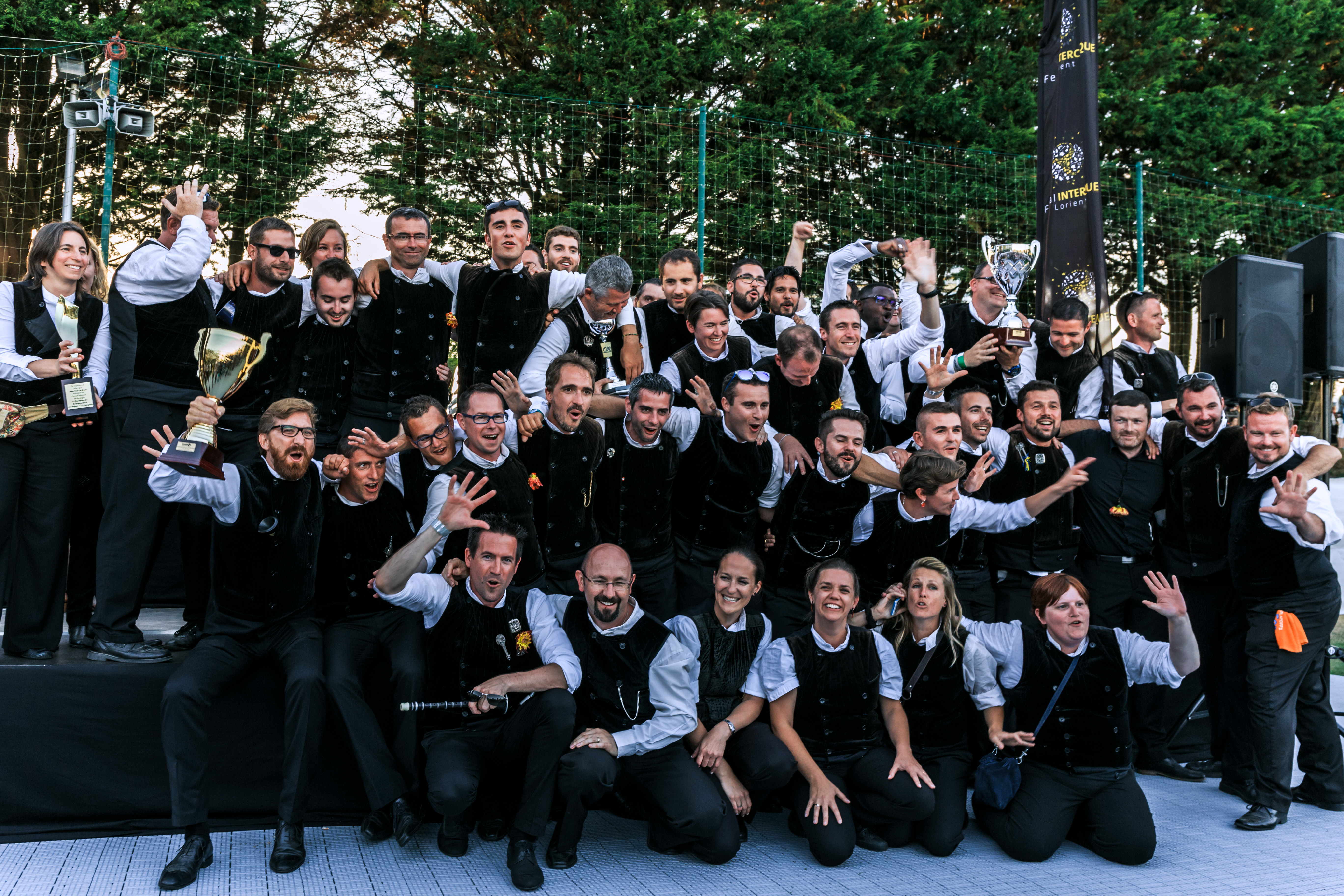
Bagad Cap Caval (1er)
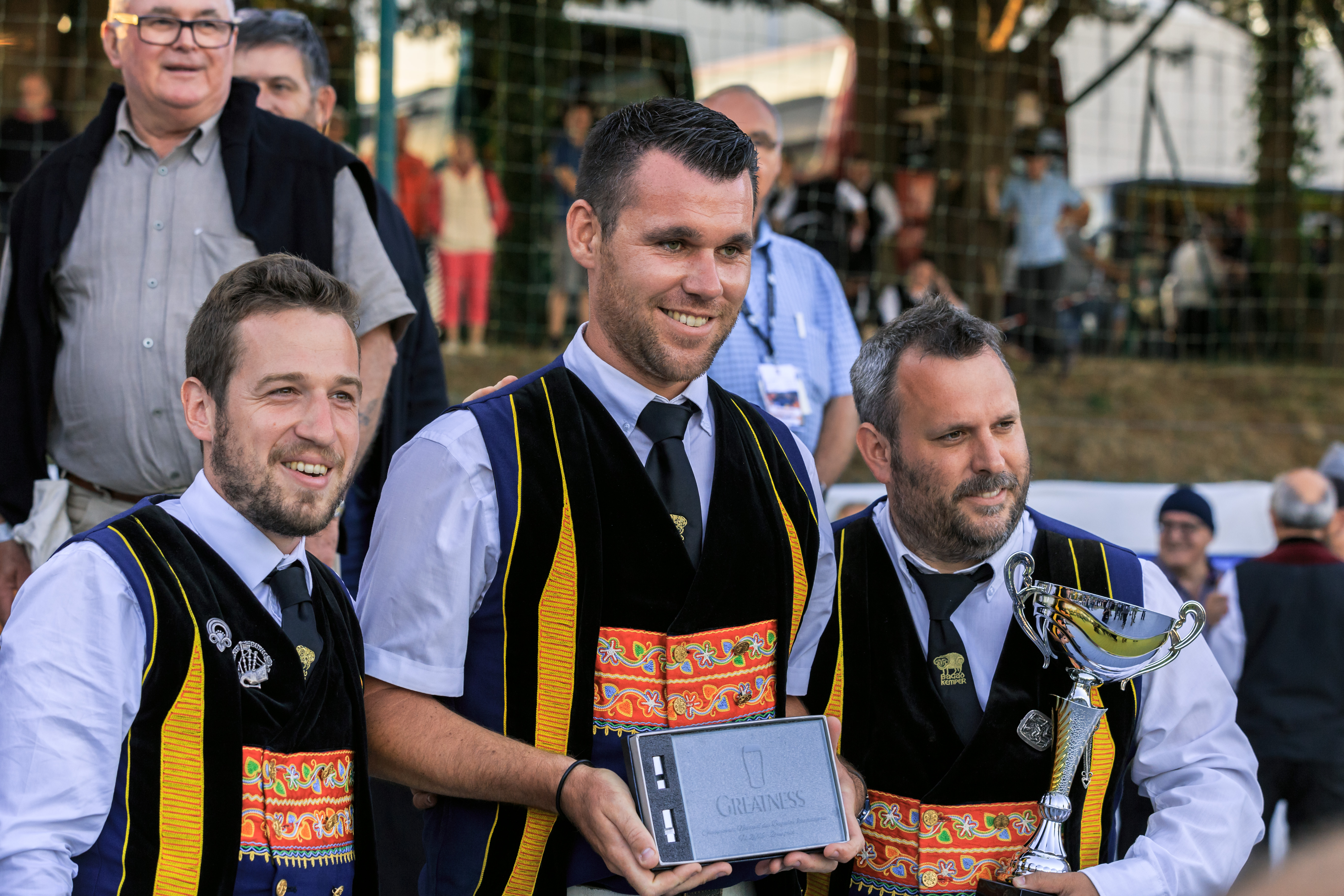
Bagad Kemper (2e)
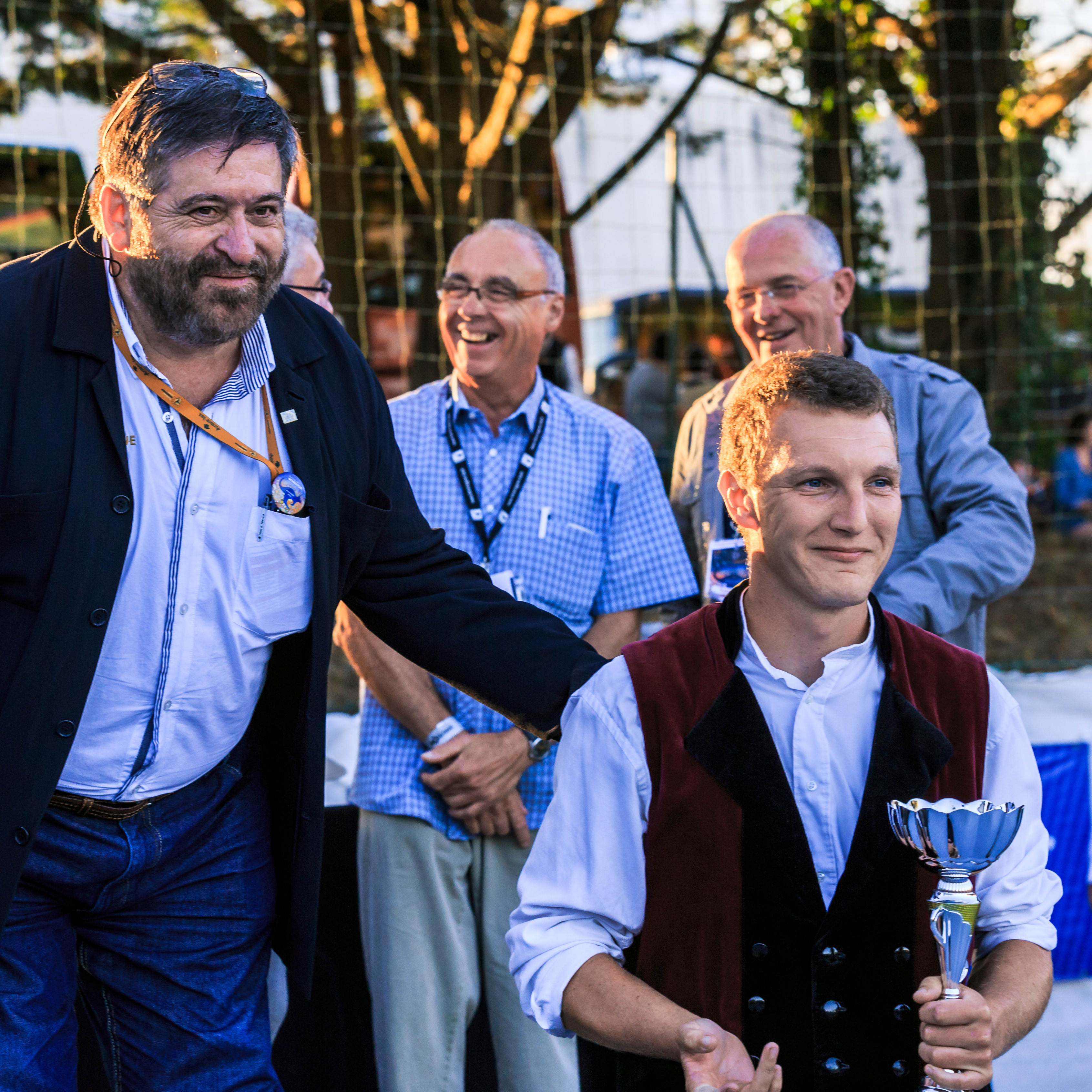
Bagad Roñsed-Mor (3e)
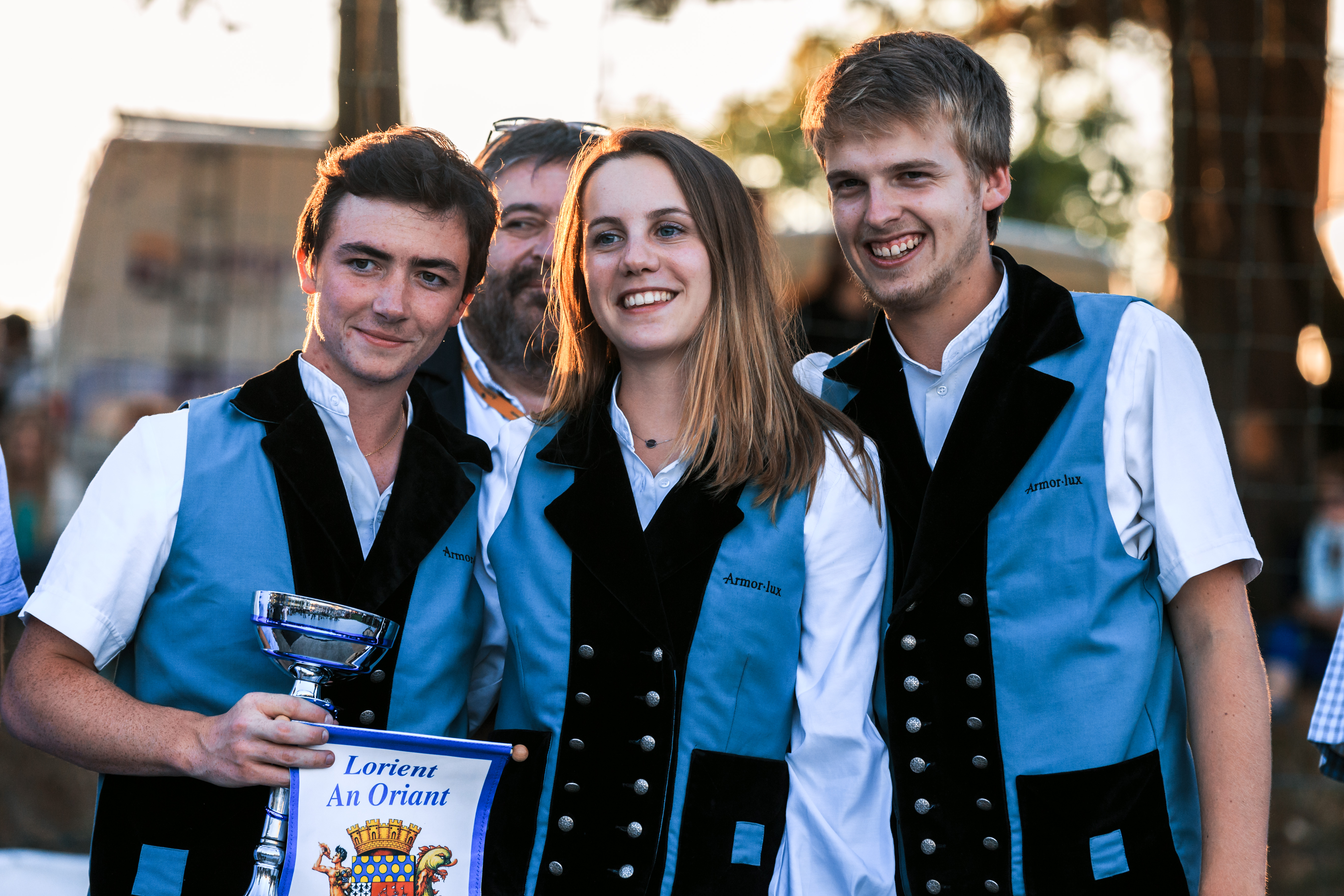
Bagad Melinerion (4e)
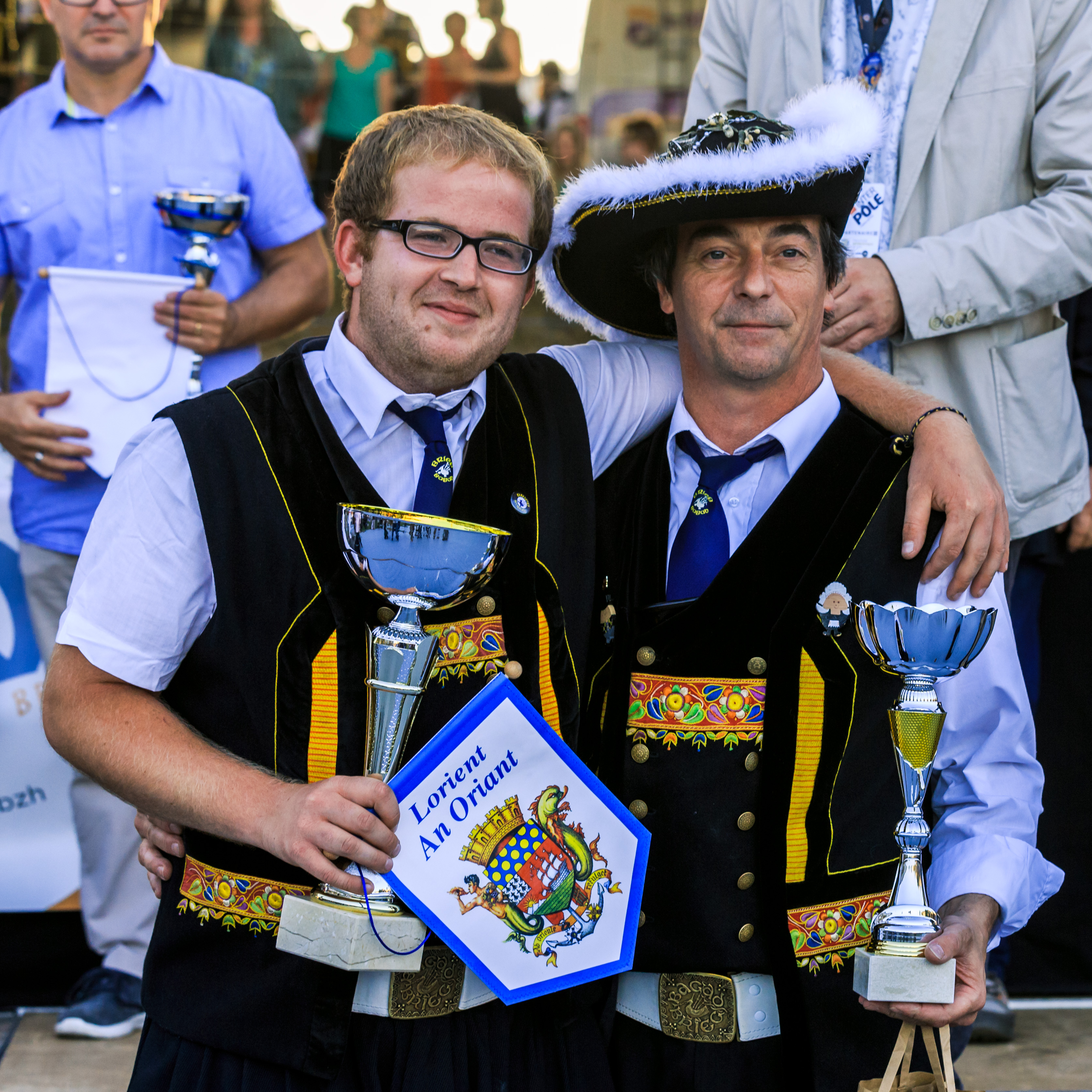
Bagad Brieg (5e)

## Deuxième catégorie

### Composition
La deuxième catégorie voit jouer, cette édition, les groupes de Saint-Malo (Ille-et-Vilaine) et de Pommerit-le-Vicomte (Côtes-d'Armor) issus de la première catégorie, ainsi que le bagad de Bourbriac (Côtes-d'Armor) en troisième catégorie l'an passé. Le bagad Bleidi Kamorh (Morbihan), arrivé premier de la troisième catégorie lors de l'édition 2015, accède à la deuxième catégorie mais n'est pas dans la liste des groupes participant au championnat 2016. Son absence s'explique sans doute par le projet de création d'un album mené à l'occasion du 60e anniversaire du bagad. Tout comme Sonerion, les Glaziked de Pouldergat fêtent les 70 ans du bagad.
Le bagad Keriz revient à Lorient après trois ans d'absence et le bagad Konk Kerne déclare forfait, privilégiant la préparation de ses spectacles, avec Yvan Le Bolloc'h pour Brest 2016, Carlos Nuñez et l’orchestre symphonique de Bretagne au festival des Filets Bleus et avec le groupe Pevarlamm pour ses 30 ans. En clôture du festival interceltique de Lorient, le bagad an Oriant a retrouvé les DJs Samifati et Raymon Lazer du Red Bull Boom Bus pour un duel électro-trad.

### Épreuve d'hiver à Saint-Brieuc

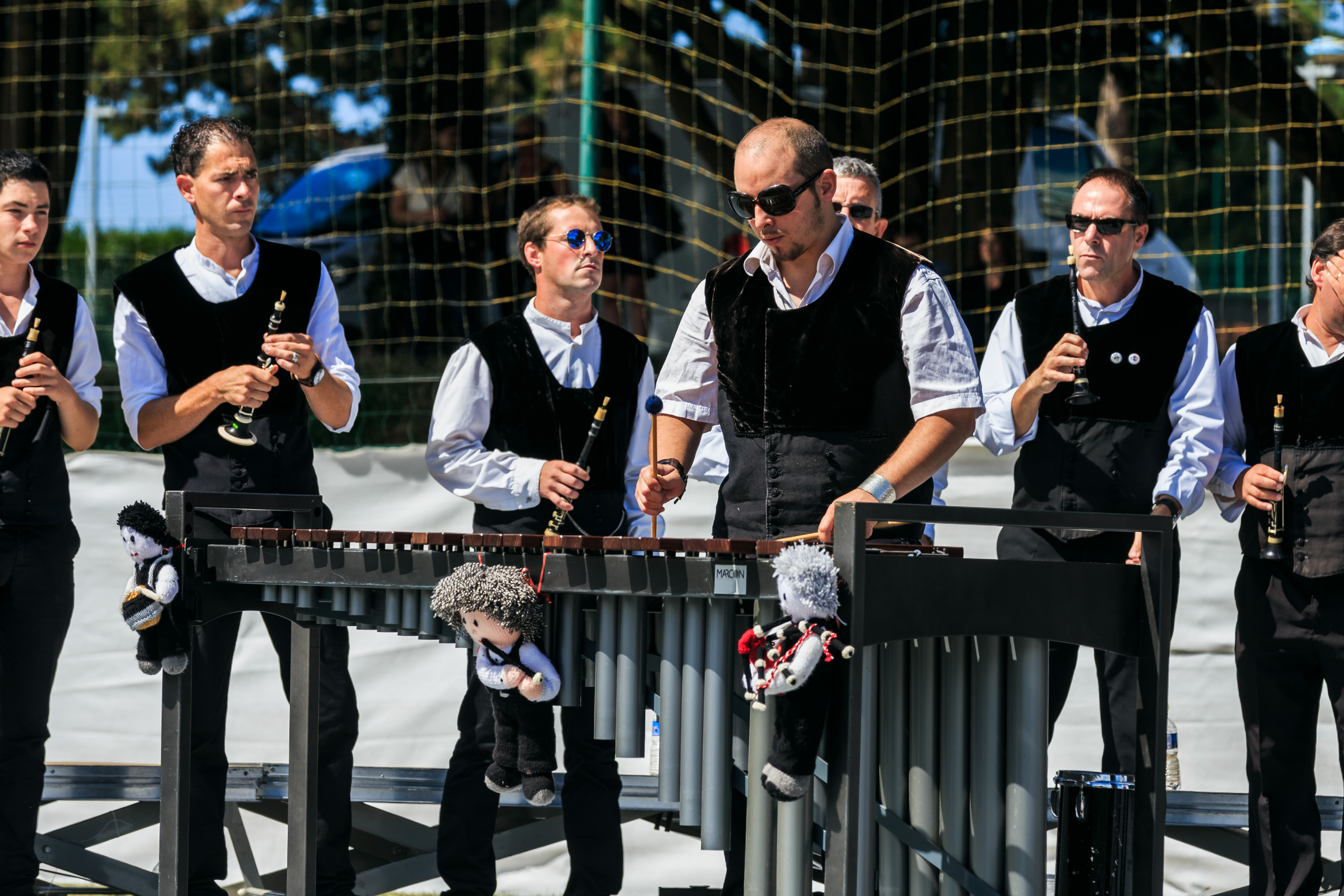
Xylophone du bagad de Lorient.

Le concours a lieu le 13 mars, salle Hermione, à Saint-Brieuc, devant des spectateurs fervents et le jury, dont trois juges blancs en formation. Les groupes sont libres de choisir leur répertoire, qu'ils vont jouer dans le temps imparti de dix minutes, avec un écart de plus ou moins une minute. Avec une moyenne de 17,48, le bagad Quic-en-Groigne devance de peu la formation lorientaise (17,37). Le penn-soner de Quic-en-Groigne, Julien Le Mentec, compose une suite intitulée À Saint-Malo, la violette, du nom de la danse et en clin d'œil au fait qu'il vise « nos bravos et les compliments d'un grand numéro ». Le penn-soner du bagad de Lorient, Christophe Le Govic, compose une suite vannetaise structurée autour de chansons interprétées par des femmes du pays de Lorient (Marie-Françoise Peron, Louise Le Gal...), de Kervignac à Plouay. La musique se distingue en utilisant des instruments frappés, notamment un xylophone.
Plougastell obtient une 3e place avec une suite des terroirs Trégor et plin : un air de mariage (Ton evid mont d'ar bourk d'Iwan Thomas), une mélodie de Soubenn al laezh (« soupe au lait »), un thème de Pierre Thielemans (organiste à Guingamp au XIXe siècle). Dans Da bloan galon, er plinn evit e sklerijenn (« au cœur brisé, le plinn est le remède »), le bagad Boulvriag raconte l'histoire d'une fille de meunier, triste du départ de son amant, parti vivre en Italie, en intégrant notamment la mélodie An dragon, un air chanté dans différentes versions à travers la Bretagne. Avec Eus ar grilhed-sabl d'ar sardin (« de la langoustine à la sardine »), le  Bagad Bro Landerne met à l'honneur Thierry Goudedranche, sonneur Bigouden venu s'installer au Croisic dans le pays paludier, décédé en octobre 2015. Autour de Kerpert en pays Kreoc'h du bagad Landi s'articule autour d'une dañs tro Plinn (ton berr et ton hir) et de deux mélodies, issues du répertoire de Jean-François Kemener, dit le Vieux Kemener, chanteur de Kerpert, qui inspirent ensuite la marche finale. Pañvrid ar Beskont choisit de rester dans sa région du Trégor, reproduisant le passage des danses Treger à la danse Kernev, tout comme le groupe de Cesson-Sévigné qui présente Au soleil de haute Bretagne (avant-deux de Bazouges, Sur la montagne, y'a des petits oiseaux, aéroplane).
Keriz, qui se classe onzième, ose incorporer des cuivres (saxo, trompettes...). Bro Felger arrive juste derrière. Obtenant une moyenne de 11,61 pour sa suite Du pays de Loudéac, le bagad Sant Erwan Bubry a pour objectif de réduire en août l'écart d'un point avec Landivisiau, avant-dernier. Le bagad Landi sera 10e à Lorient alors que Bubry occupera à nouveau la dernière place.

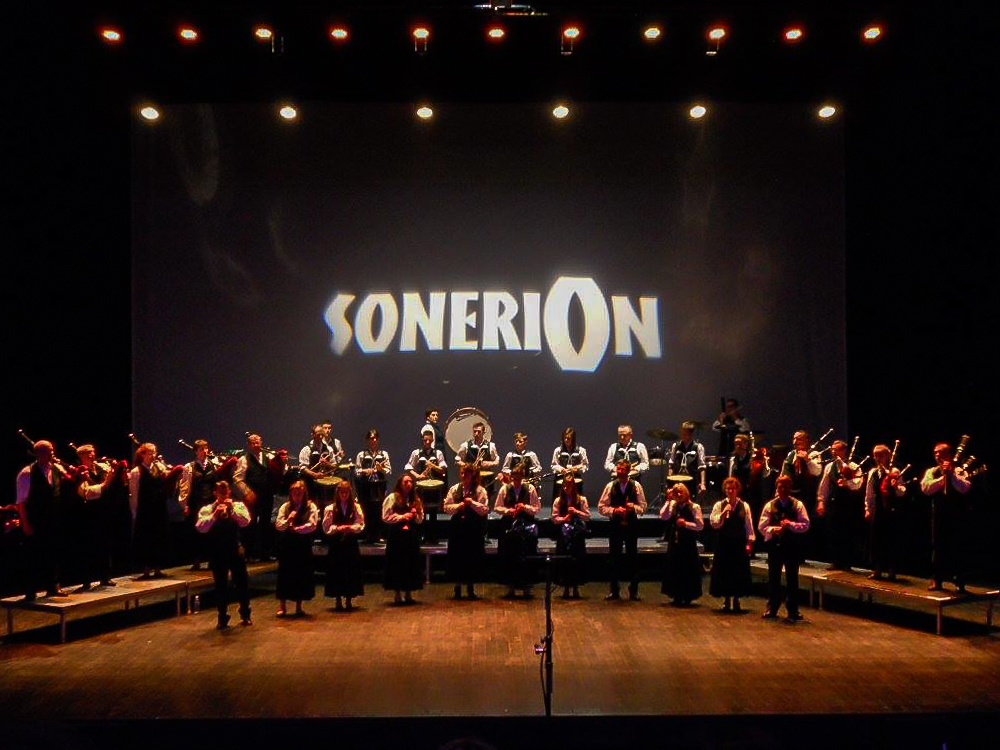
Bagad Pañvrid
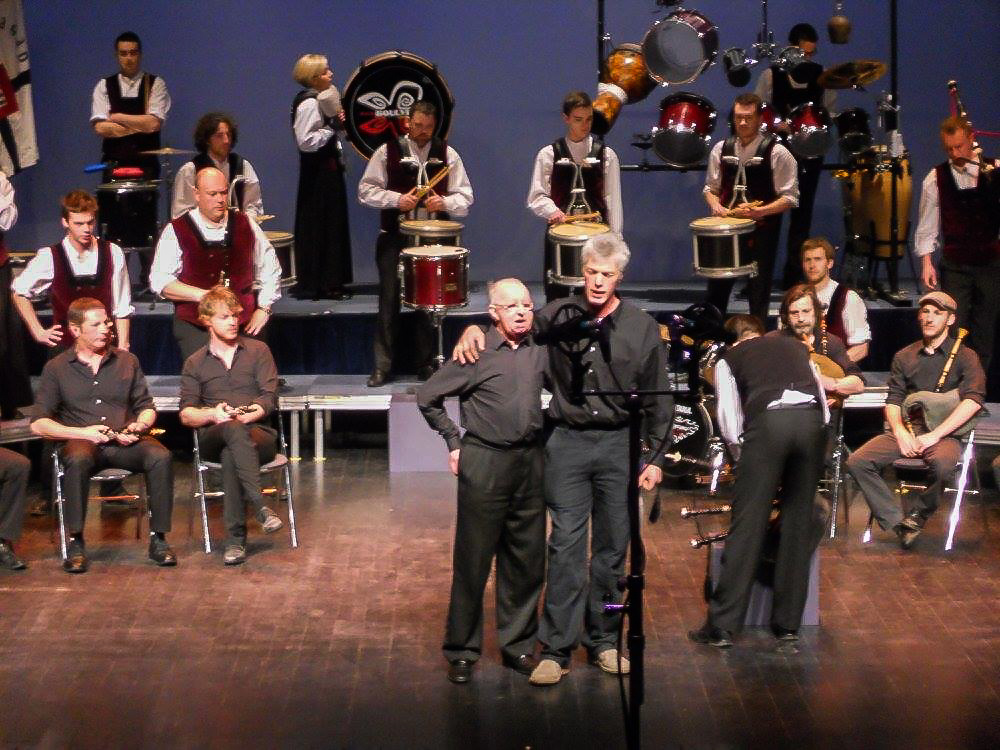
Bagad Boulvriag avec Marcel Guilloux au chant
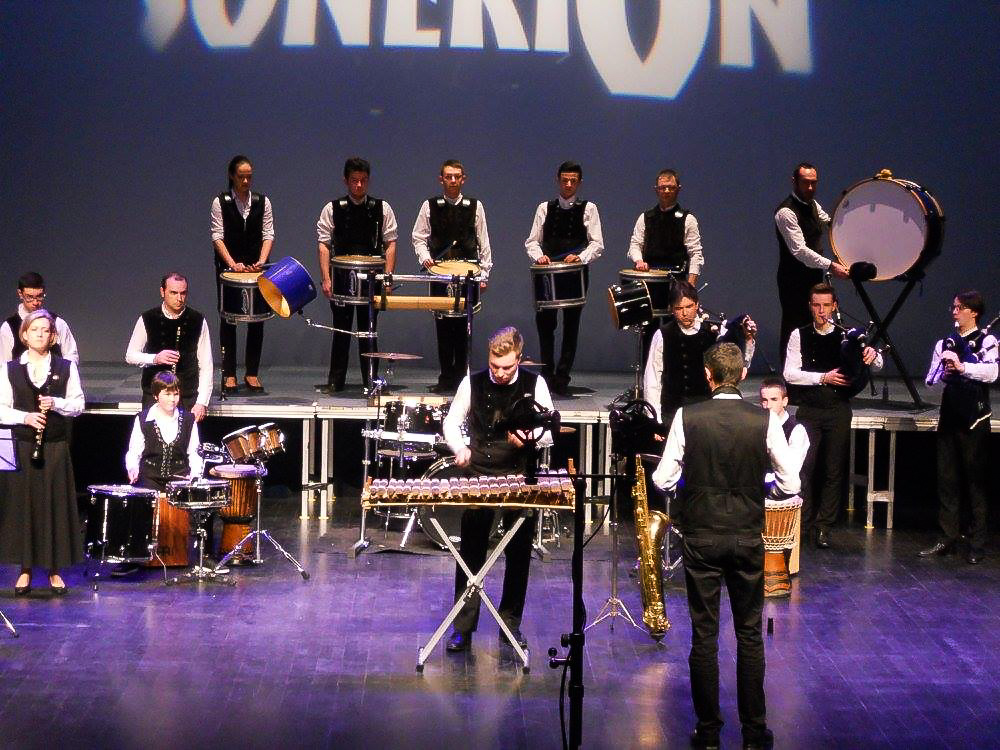
Bagad Bro Konk Kerne
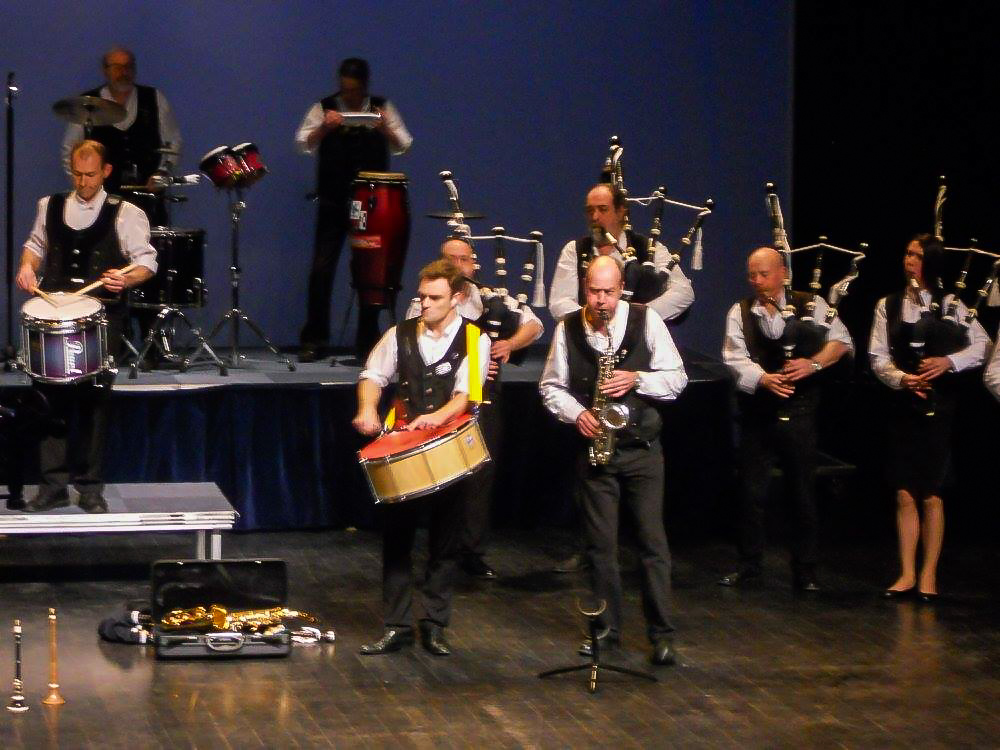
Bagad Naoned
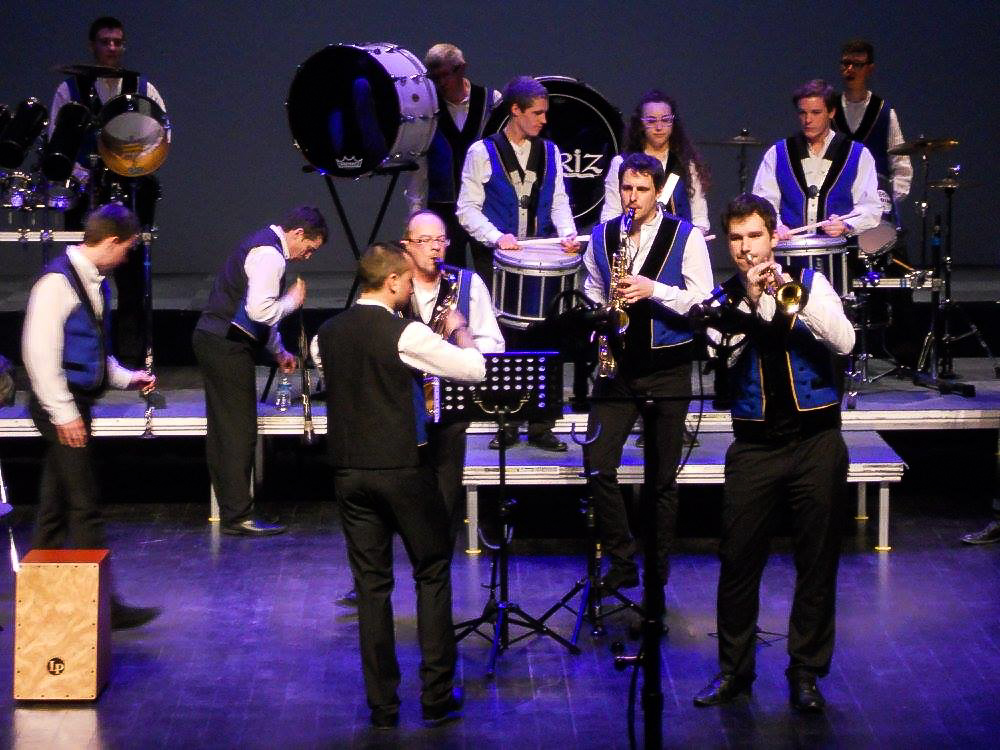
Bagad Keriz
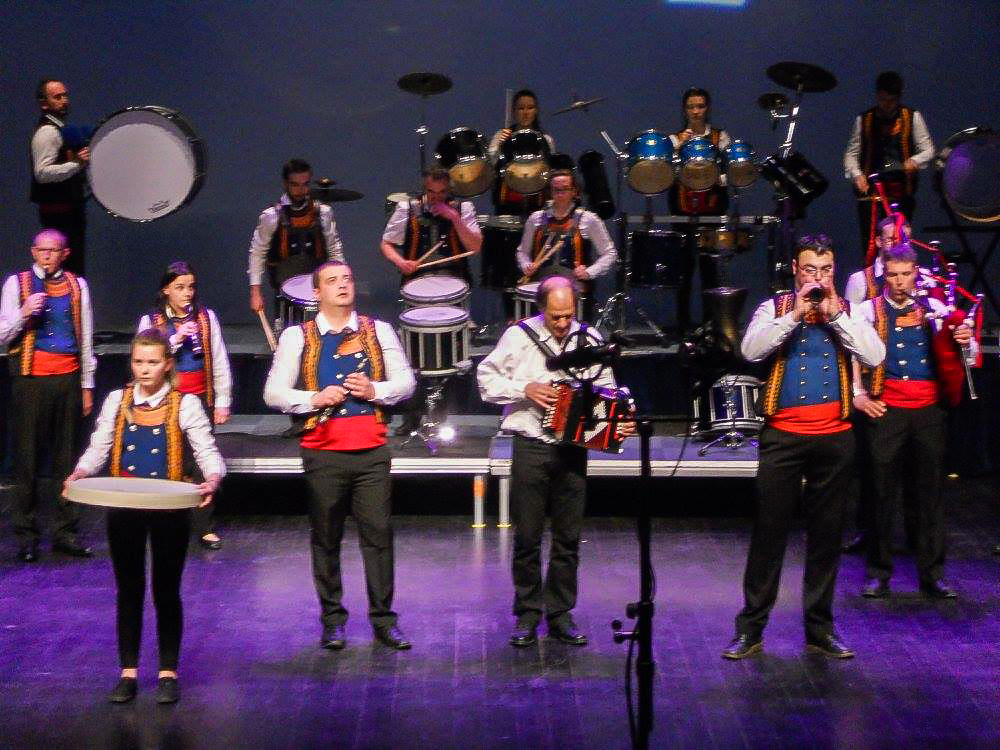
Bagad Glaziked Pouldregad

### Épreuve d'été à Lorient
La seconde manche est organisée à Lorient, le 6 août, au cours du Festival interceltique, dans le Breizh Stade à côté du stade du Moustoir. La suite doit toujours durer dix minutes et comprendre un air de danse bretonne. La semaine précédant le concours, le bagad Plougastell peaufine sa création en Espagne, composée autour de gavottes bigouden avec jabadao et marches. Le bagad lorientais arrange des airs qui font écho aux 350 ans d'histoire de leur ville : une marche intitulée 1666 aux sonorités orientales qui rappellent la compagnie des Indes, un laridé en six temps pour rappeler le siège des Anglais en 1746, puis deux mélodies en hommage à Auguste Brizeux et Hippolyte Bisson. Dans Deiz al lid ba Rostren (« jour de fête à Rostrenen »), le Bagad Boulvriag présente des danses du pays Fisel ce qui l'amène à la 3e place. Pañvrid ar Beskont prend la 4e place avec une suite de ronds de Loudéac.
Cesson interprète la suite Au soleil de Haute Bretagne agrémentée de la complainte M'y promenant dessus l'herbette. Keriz de Clichy interprète une suite des Montagnes et Sant-Ewan de Bubry reste en pays Vannetais en présentant E-barzh ar gêr-mañ (« dans ce village... ») : une mélodie de Baud collectée par Jude Le Paboul et chantée par Éléonore Le Provost, des kas a-barh entendus auprès des Frères Mahevas et du couple Le Meut-Le Blay et des gavottes pourlet. Dans Dessous les rosiers blancs, le bagad Landi intègre un ensemble de cuivres et bois. Dans Valigansoù, Bro Landerne réalise des « variations » autour de thèmes de gavottes des montagnes, entrecoupés de morceaux plus « électro » et « jazzy » : six danseurs du cercle Eskell an Elorn rythment les gavottes finales au son de leurs talons.
Les musiciens Malouins réalisent un doublé à Lorient : le bagad Quic-en-Groigne est Champion de deuxième catégorie et son bagadig décroche également la première place de la quatrième catégorie. Le bagad Sonerien An Oriant, « local de l'étape », ne parvient pas à passer en tête du classement mais se satisfait d'une 2e place, lui permettant de retrouver l'élite des bagadoù. Treizième à l'issue de la première manche, Landi réussi à décrocher la dixième place à Lorient ainsi qu'au classement général. Après avoir obtenu une 12e place en mars, le bagad Bro Felger joue son maintien avec une suite qui s'articule autour de la chanson  Silvestrig ; sa 11e place à Lorient ne lui permet pas de se maintenir, se classant avant-dernier, à six centièmes de Nantes. À la 13e place, le bagad Sant Erwan Bubry retrouvera également la troisième catégorie l'édition suivante.

Seconde manche
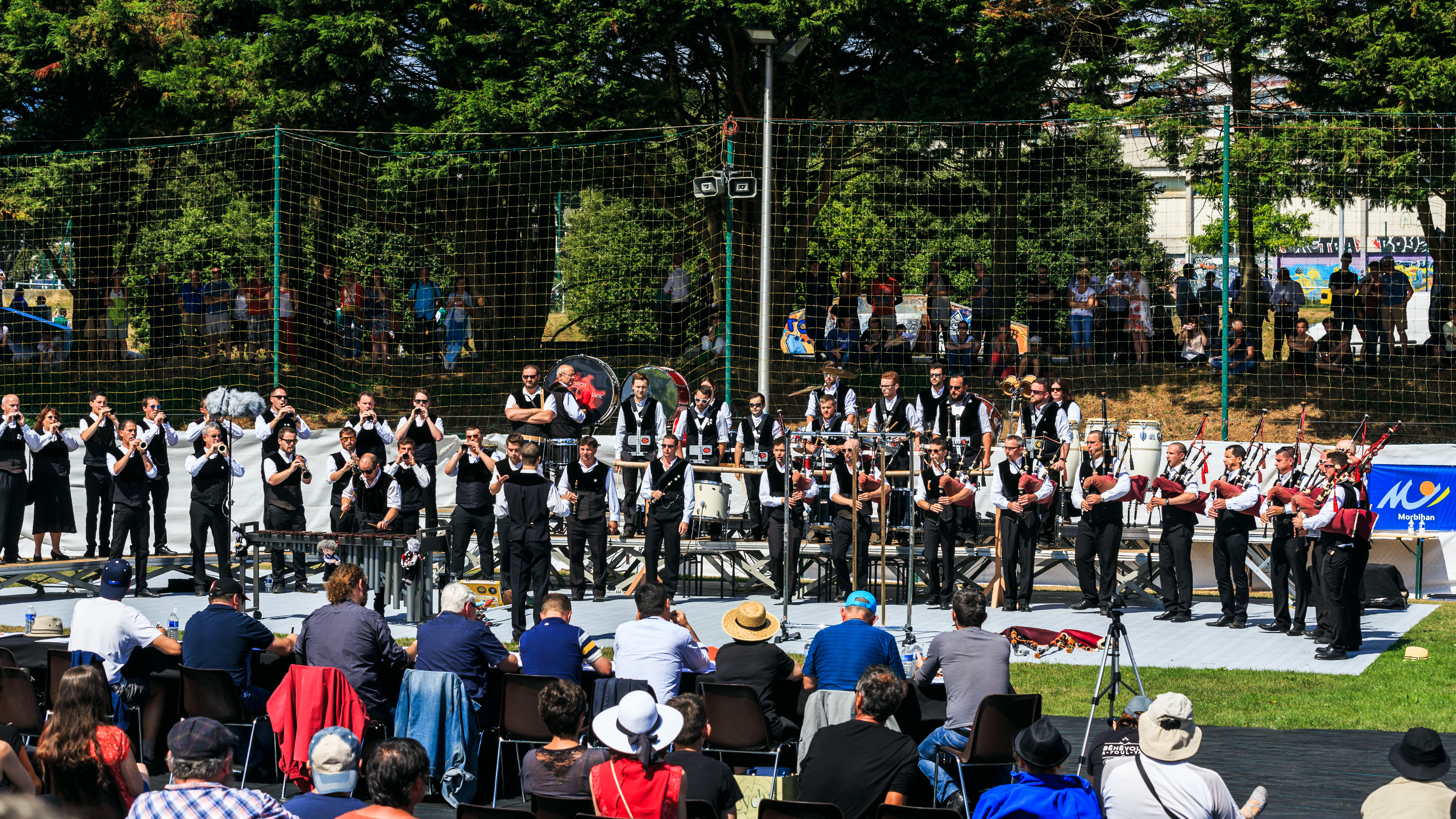
Le bagad Sonerien An Oriant devant le jury
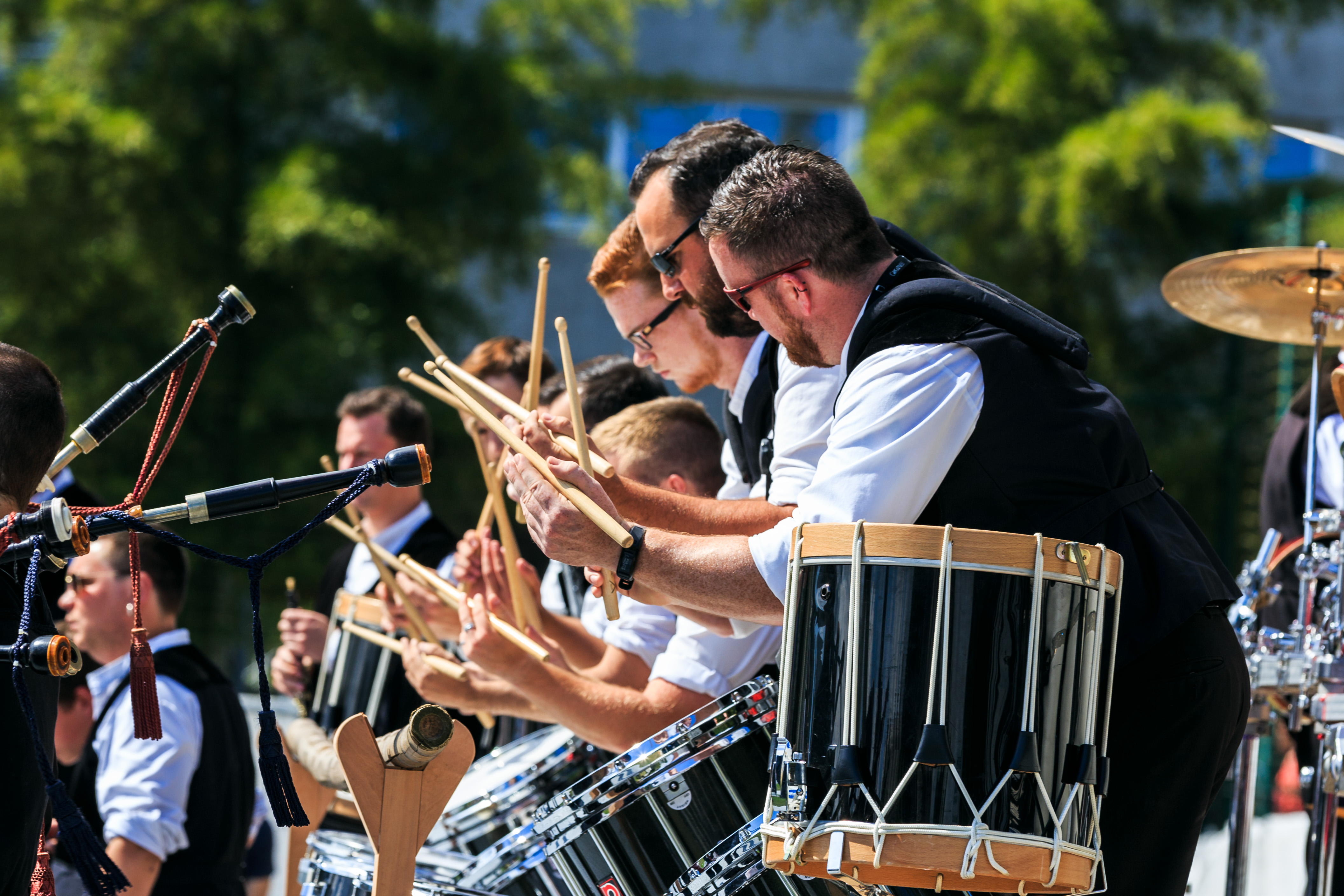
Caisses-claires du bagad Sonerien An Oriant
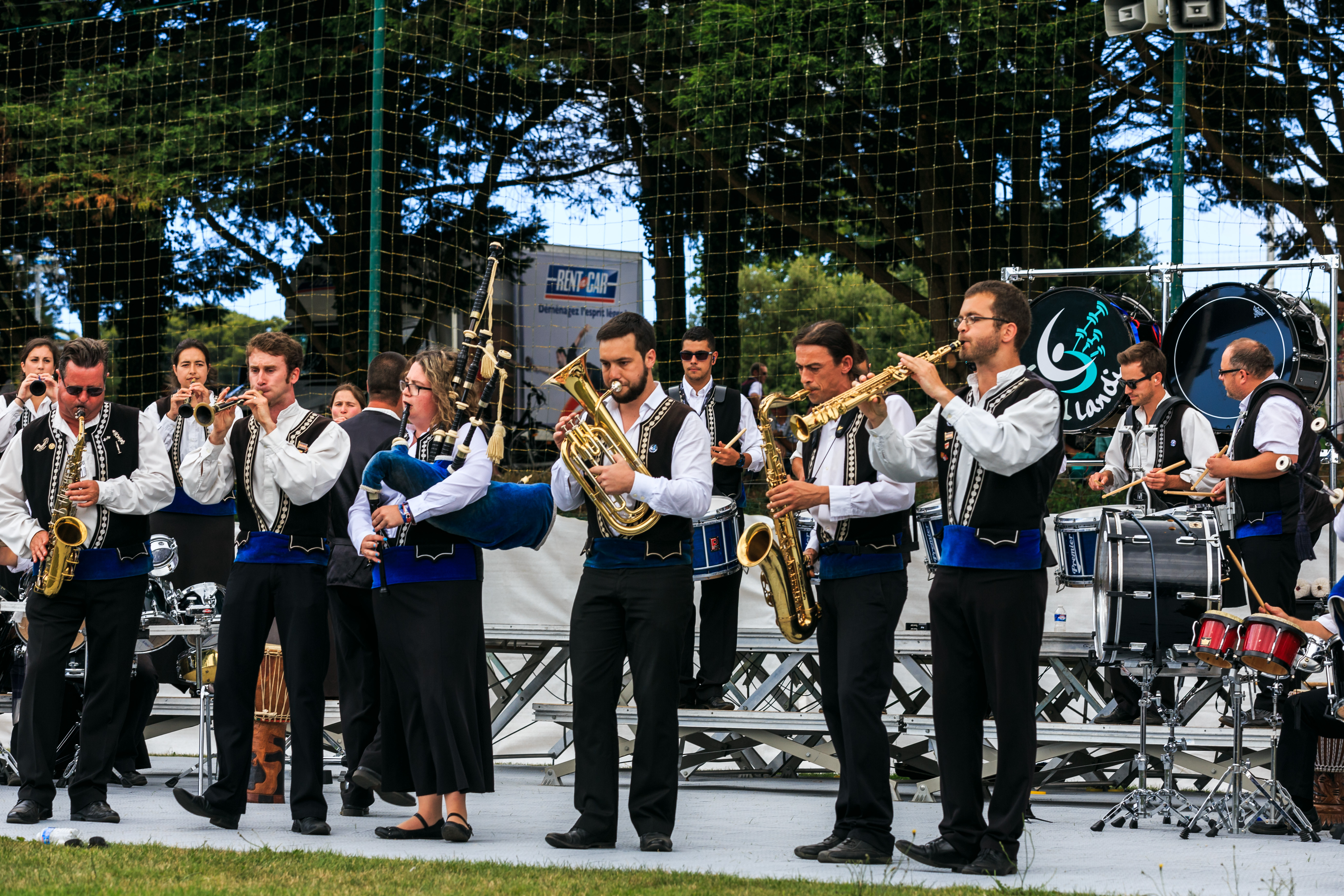
Cuivres avec le bagad Landi
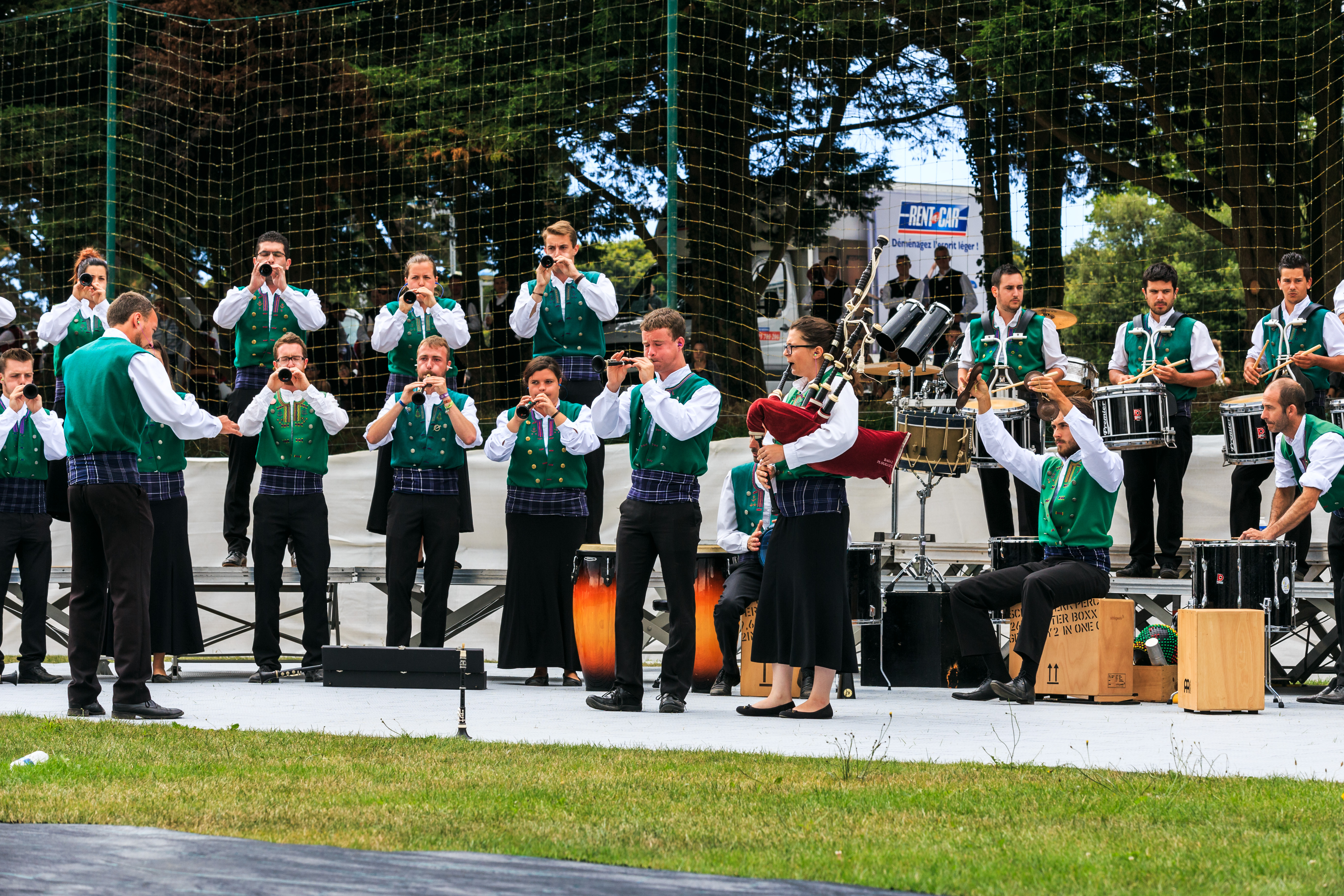
Bombardes et percussions du bagad Plougastell
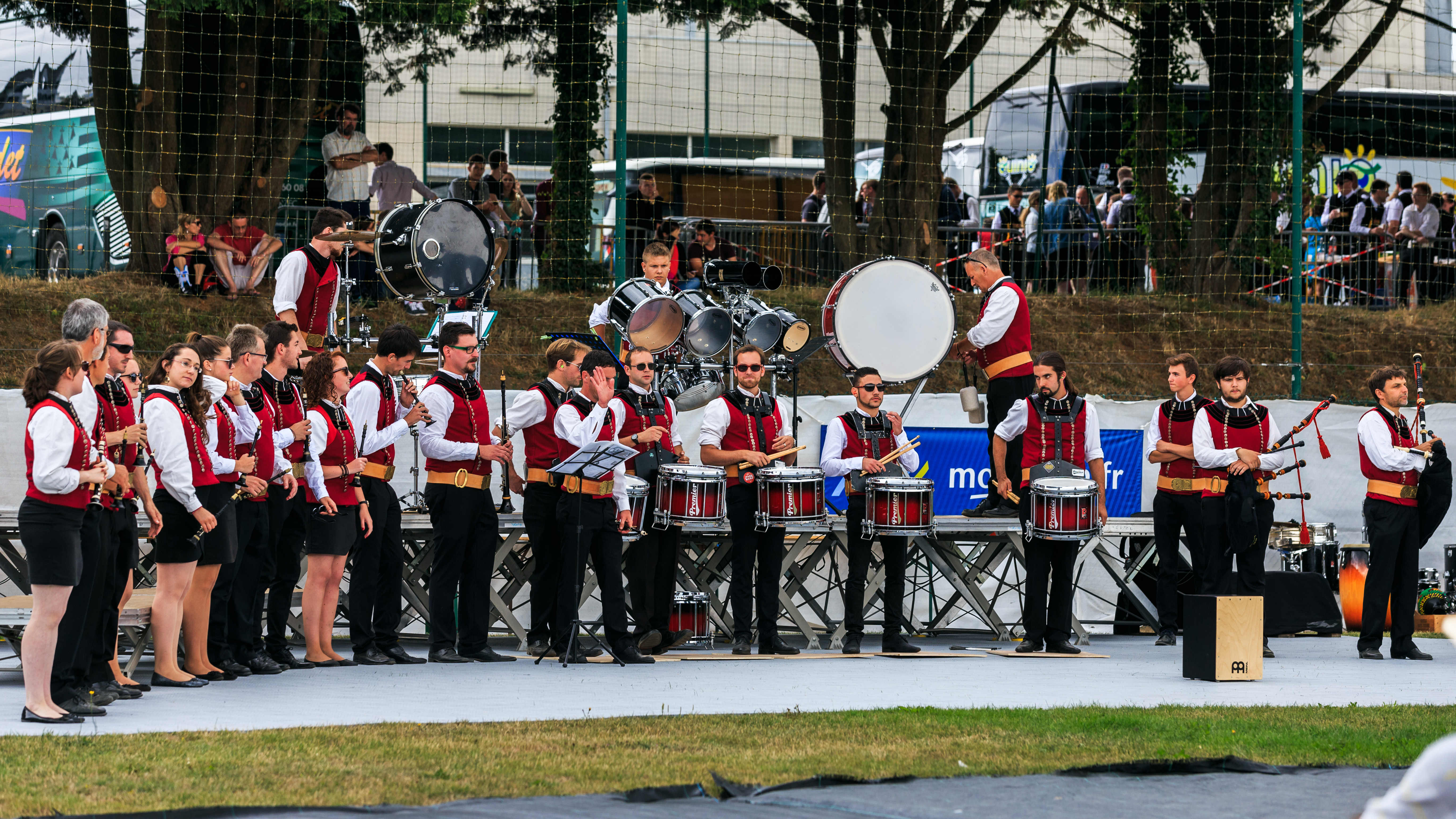
Le bagad Sant Ewan Bubri termine dernier du classement

Classement final
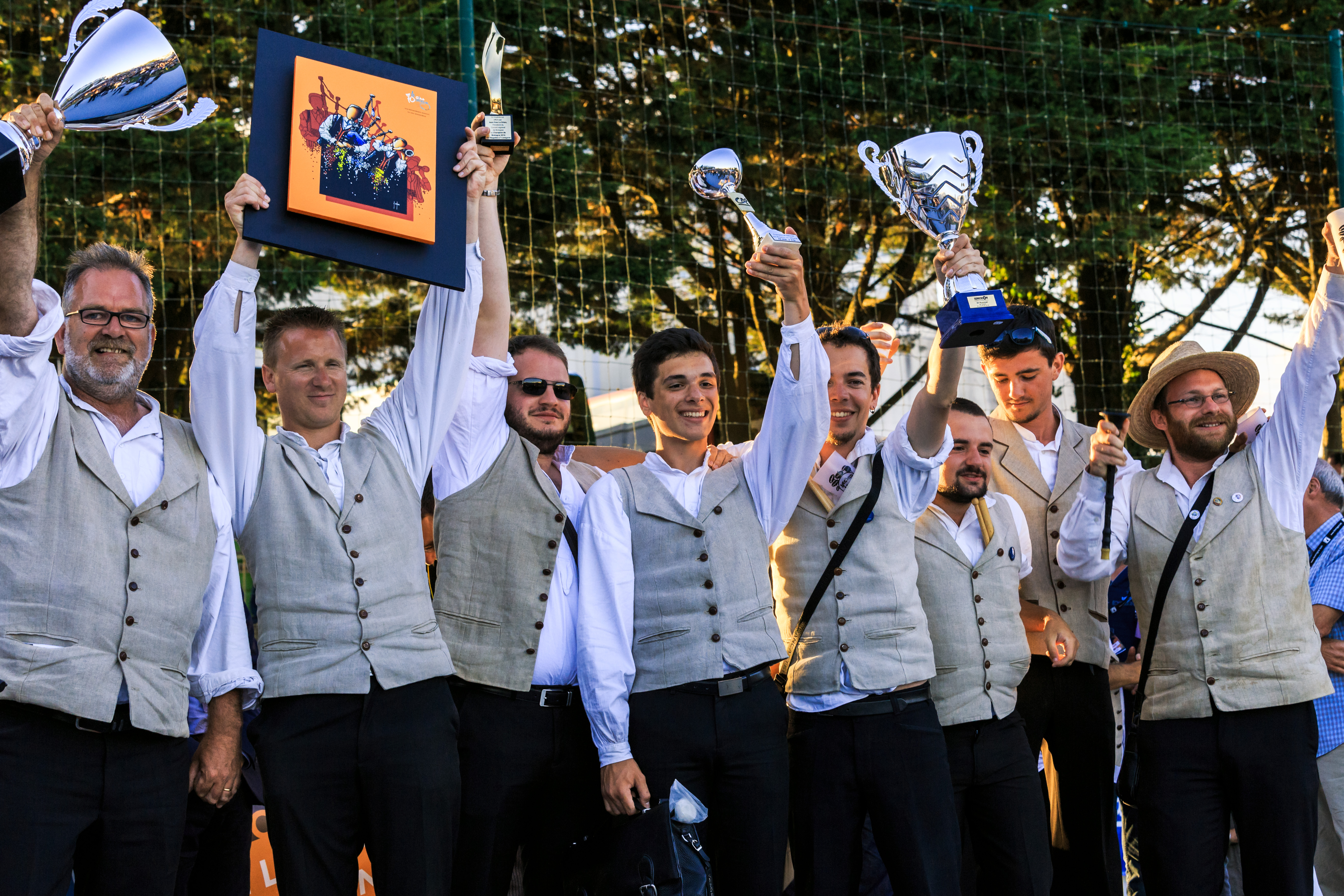
Bagad Quic-en-Groigne (1er)
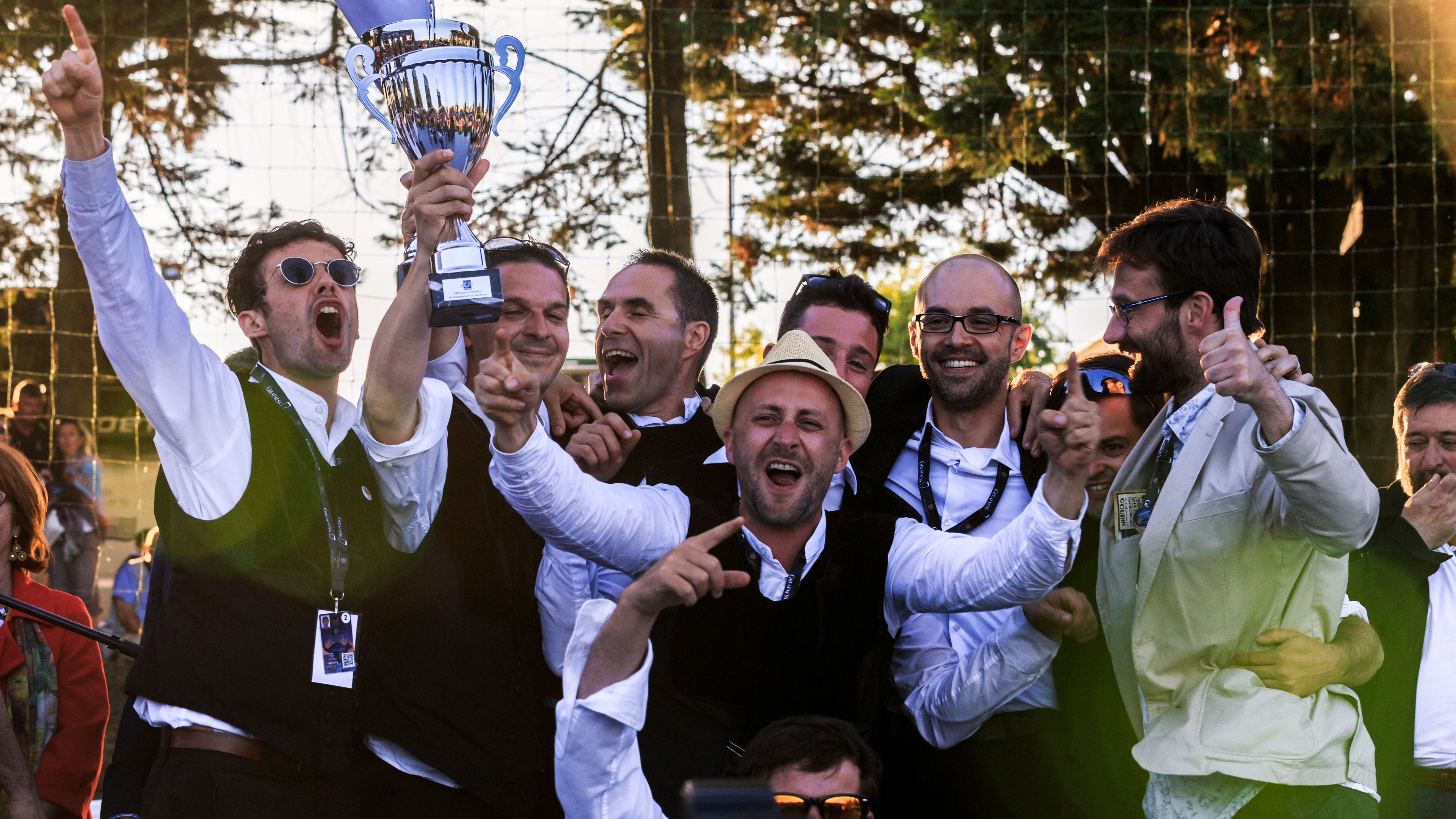
Bagad Sonerien An Oriant (2e)
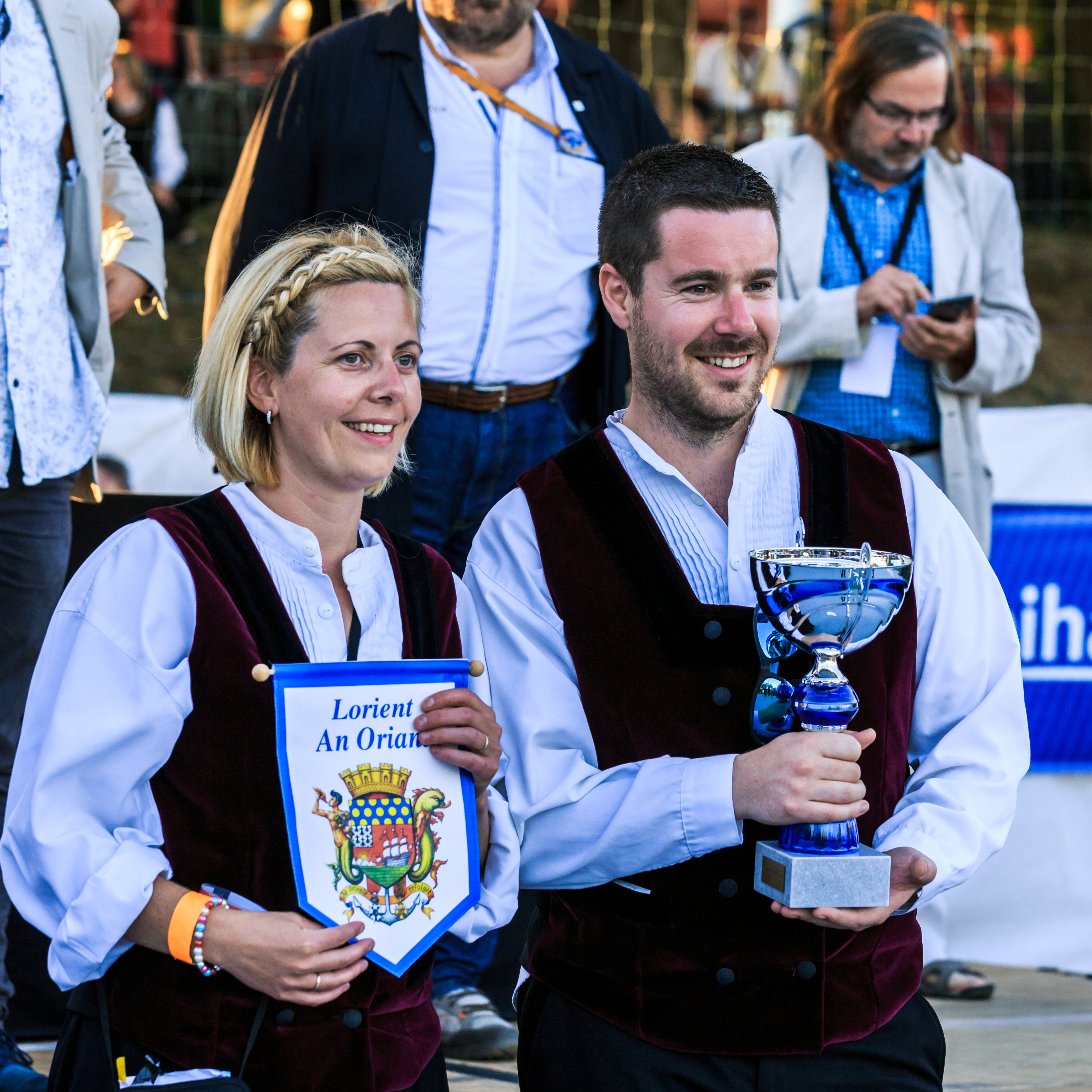
Bagad Boulvriag (3e)
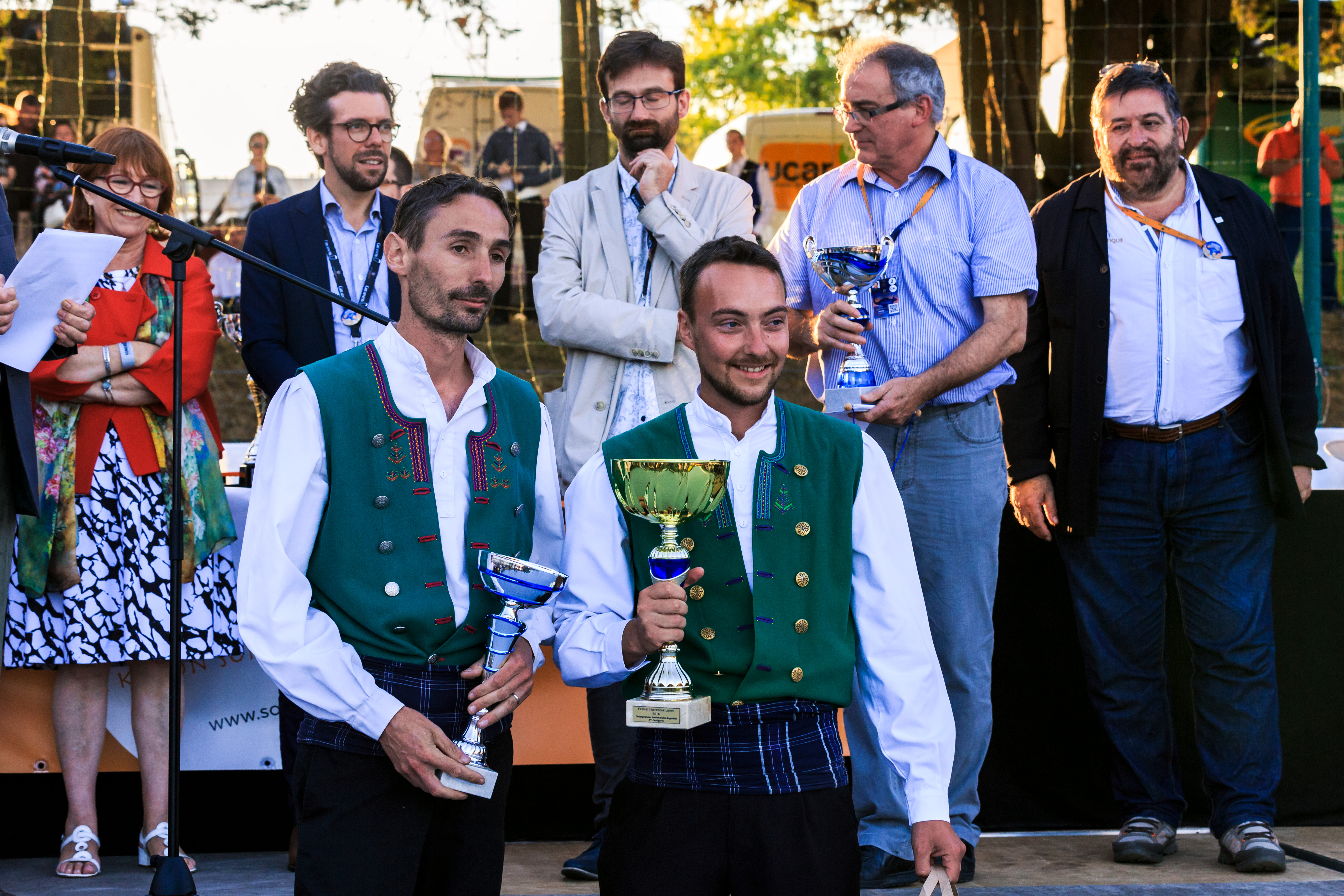
Bagad Plougastell (4e)
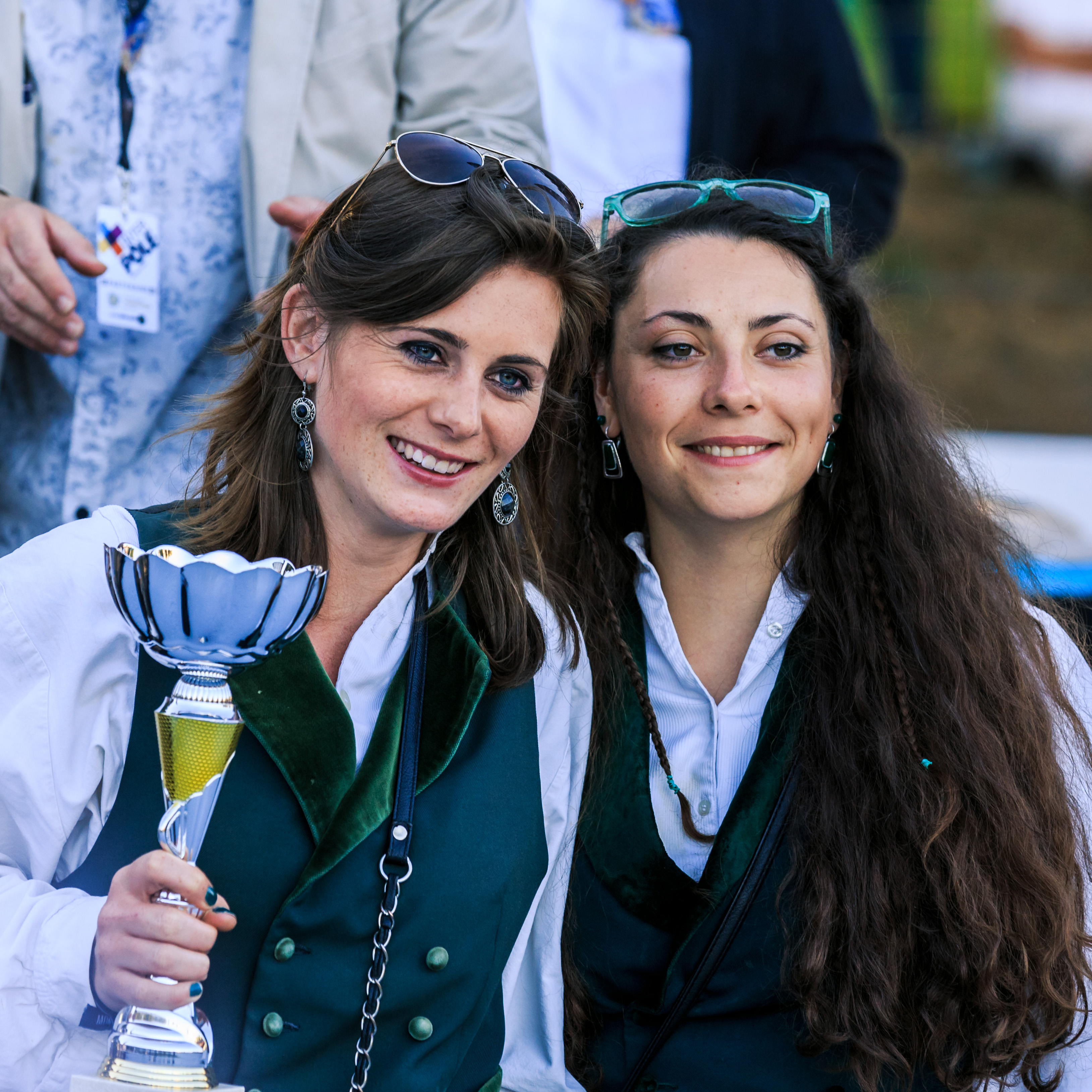
Bagad Pañvrid (5e)

## Troisième catégorie

### Composition
Les bagadoù de Bourbriac et Camors montent en 2e catégorie en 2015 et ceux de Guingamp et du Pays des Abers descendent en troisième catégorie. Ils y sont rejoints par le groupe de Locminé (Morbihan), Champion de 4e catégorie. Le bagad d'Athis-Mons (Essonne), deuxième de 4e catégorie en 2015, choisissant de rester dans cette catégorie en 2016, permet au bagad Marionig ar Faoued (arrivé avant-dernier du concours de 2015) de rester en 3e catégorie. Le bagad du Pays de Morlaix ne figure pas dans la liste des bagadoù qui participent à l'édition 2016. Le Bagad Kadoudal, descendu en troisième catégorie en 2015, participe à l'épreuve de Vannes mais pas à celle de Quimper.
Le bagadig Kerlenn Pondi change de penn-soner avec l'arrivée de Clément Guillermic, âgé de 20 ans. Carlos Nuñez fait appel à la kevrenn de Brest à Brest Arena et au bagad Plouha au festival de Buguélès. Dans cette catégorie, les bagadoù explorent également d'autres univers musicaux : les Glazik Kemper participent au projet Kemmeskañ, associant musique bretonne et hip-hop avec une centaine de danseurs dans les rues de Quimper. Après avoir créé des spectacles avec différents groupes (rock celtique, orchestre d'harmonie), le bagad Hiziv publie son premier album compilant ses créations marquantes de 2011 à 2016.

### Épreuve d'hiver à Vannes

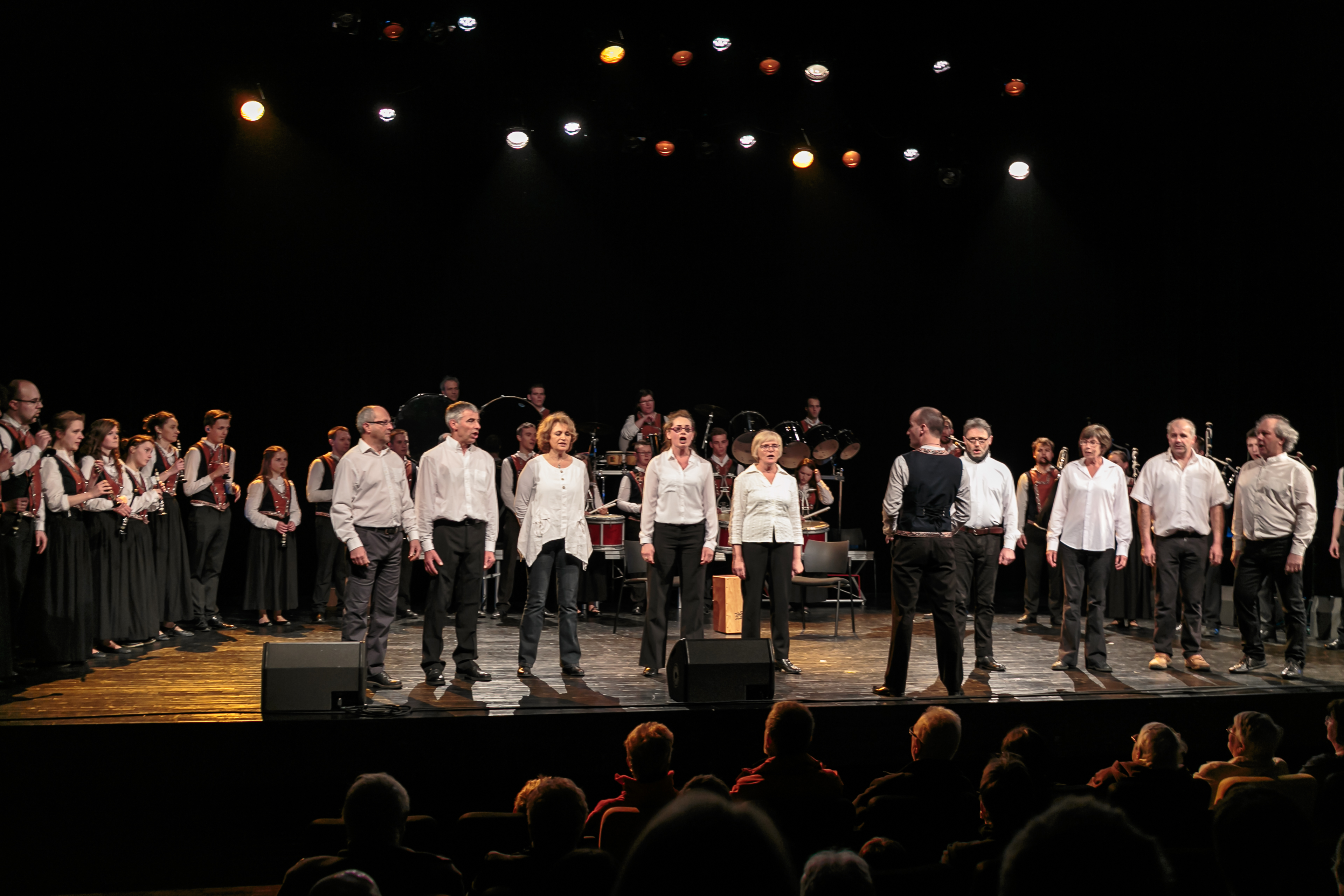
Bro an Aberioù s'entoure de dix chanteurs (en photo pour ses 21 ans).

La première manche du championnat national des bagadoù de 3e catégorie a lieu le 6 mars 2016 au Palais des Arts et des Congrès de Vannes, devant environ 500 spectateurs. Quatorze ensembles, soit plus de 500 musiciens, présentent leurs créations. Les groupes sont libres de choisir leur répertoire, qu'ils vont jouer dans le temps imparti de dix minutes, avec une tolérance de plus ou moins une minute.
Glazik Kemper remporte cette manche, en proposant une suite de danses du pays de Loudéac en 3 parties (ronde, baleu, ronde) articulée autour d'une mélodie Nous étions cinq enfants et de deux ballades, En chevauchant mon cheval rouge et C'était une jeune fille native de Saint-Aignan. Juste derrière (2e avec 16,95), Hiziv d'Hennebont associe dans sa suite une mélodie vannetaise de Languidic à une gavotte Pourlet, avec l'ajout de percussions et d'un xylophone type marimba. Troisième avec une moyenne de 16, Bro an Aberioù reste en terroir Léon : sa suite Son ar Briadelezh est interprétée par une quarantaine de musiciens, dont dix chanteurs. Dans Ba penn ar pont (« De l'autre côté du pont ») Kombrid navigue sur l'Aven avant de retourner en terre bigoudène, et obtient 15 points pour une 5e place.
La Kevrenn Bro Logunec'h, champion de quatrième catégorie en 2015, se classe à la 4e place, en interprétant Tro vale e bro Gwened (« La promenade au pays Vannetais ») : une suite de laridé de Pluvigner, une mélodie Disul vintin pa savan mintin mat, une marche Fest an hoc'h (clin d’œil au cochon très présent vers Locminé) et des gavottes  pourleth. La Kevrenn Brest Sant Mark choisit également un répertoire Vannetais qui lui vaut une 9e place. Le bagad de Plouha représente les pays d'Oust et du Lié mais la réinterprétation du répertoire chanté ne convainc pas le jury.  Bro Ar Faoued ouvre sa suite par un chant gallo collecté par Dastum accompagné d'un accordéon ; il se classe avant-dernier. Le bagadig Kerlenn Pondi termine dernier, avec le retrait d'un point, une pénalité infligée pour « non-respect du règlement et du timing ».

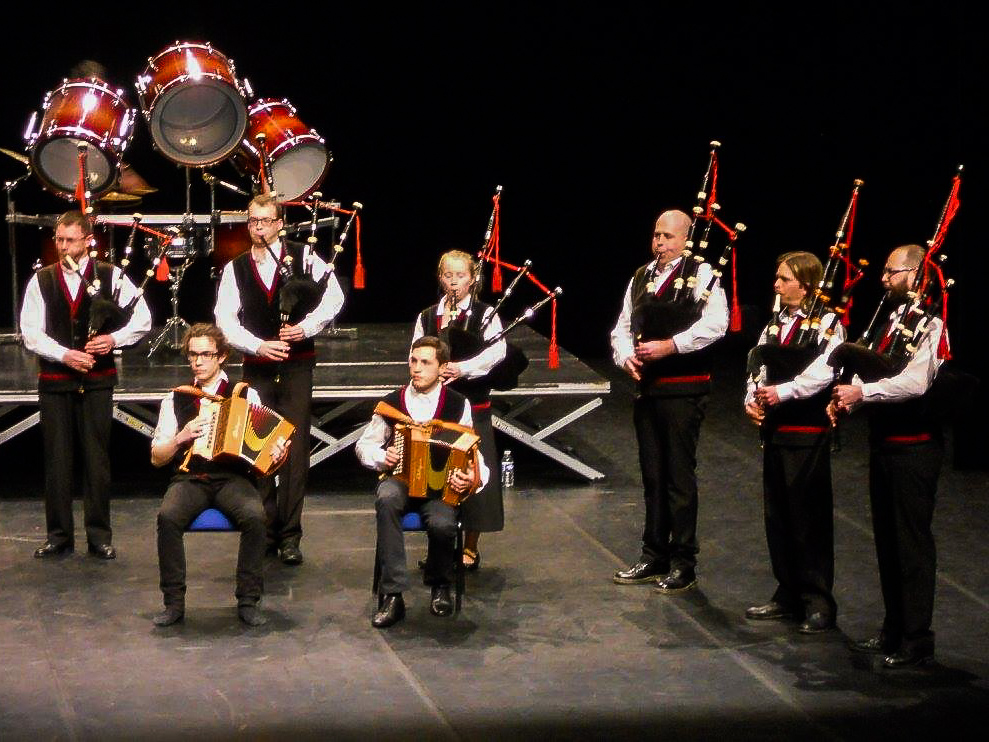
Bagad Gwengamp
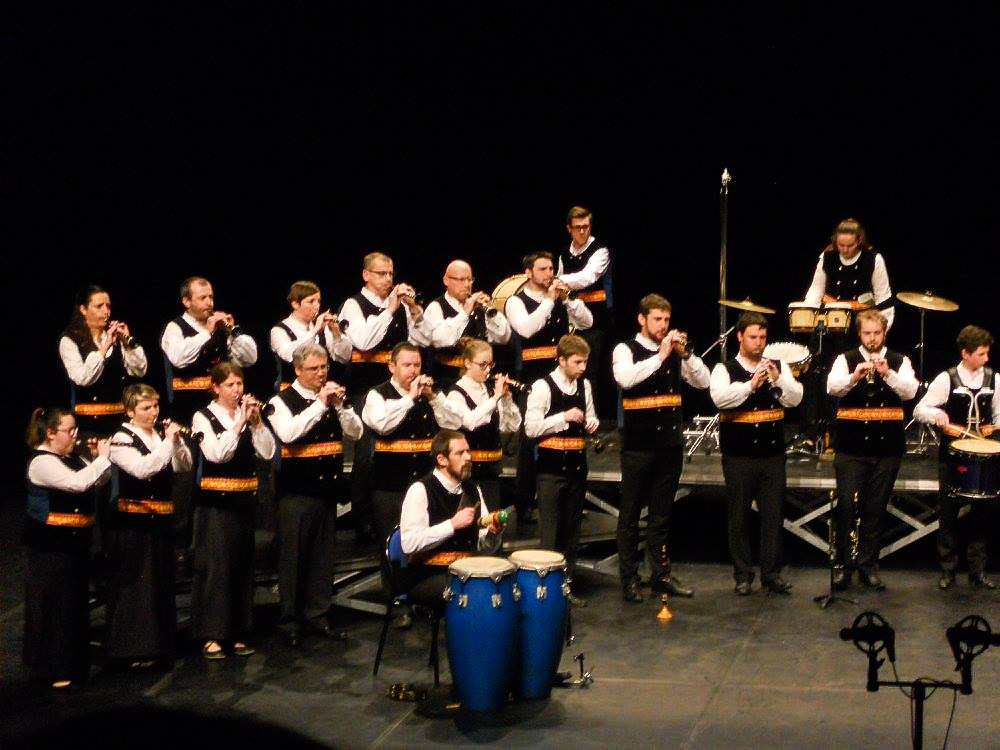
Bagad Eostiged ar Mene
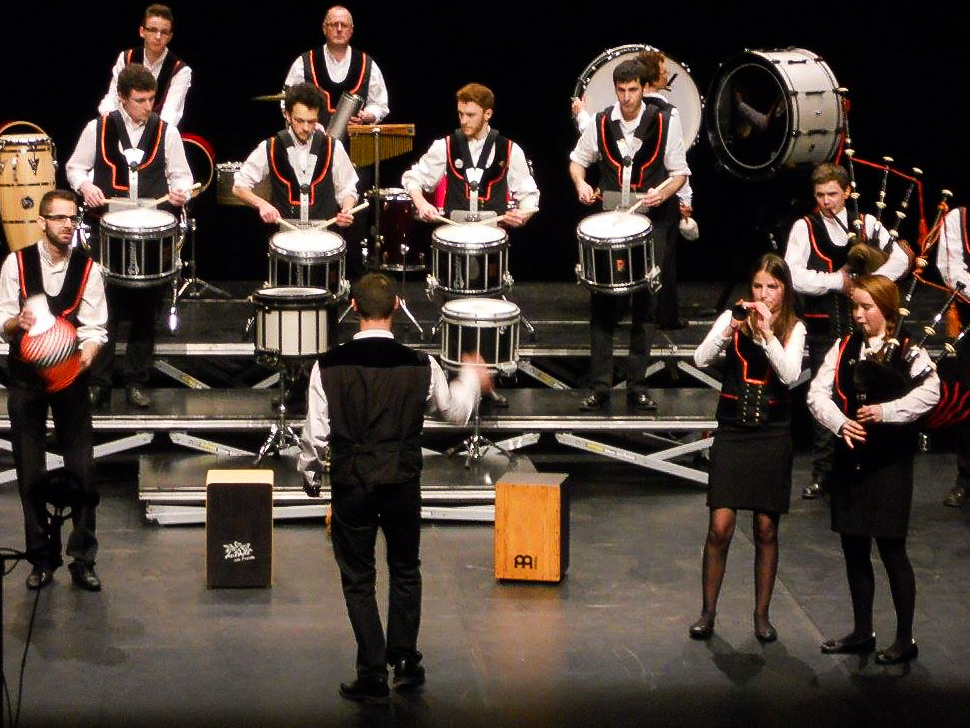
Bagad Hiziv bro Henbont
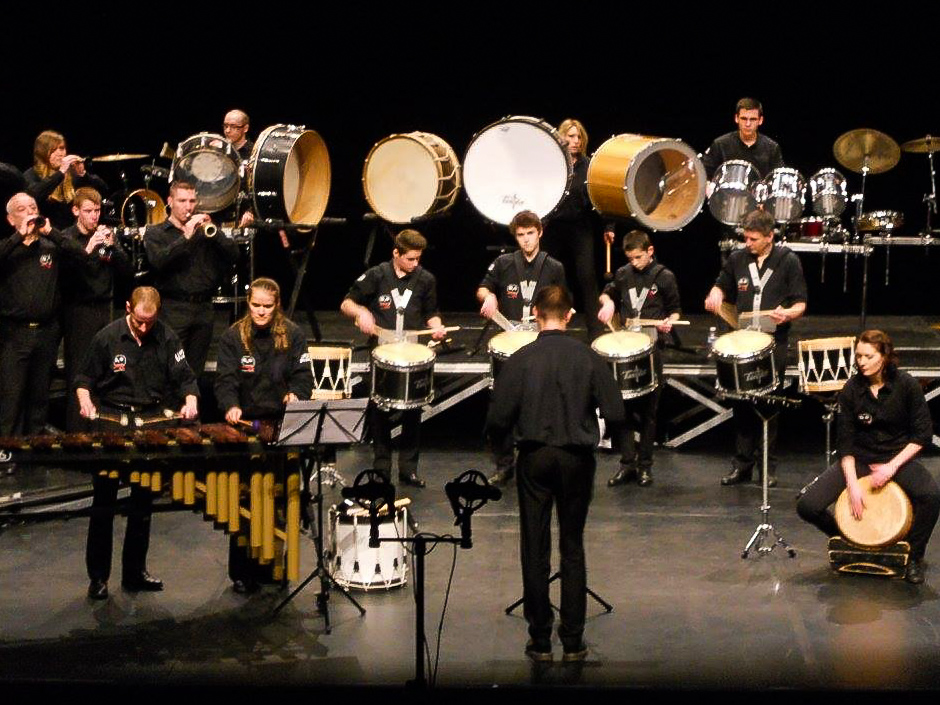
Bagadig Kevrenn Alre
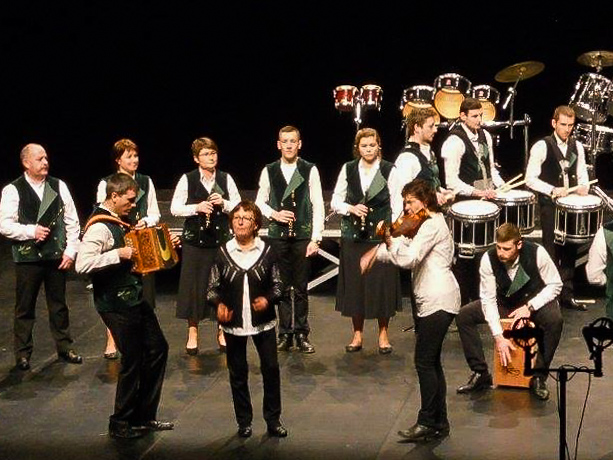
Bagad Kadoudal

### Épreuve d'été à Quimper

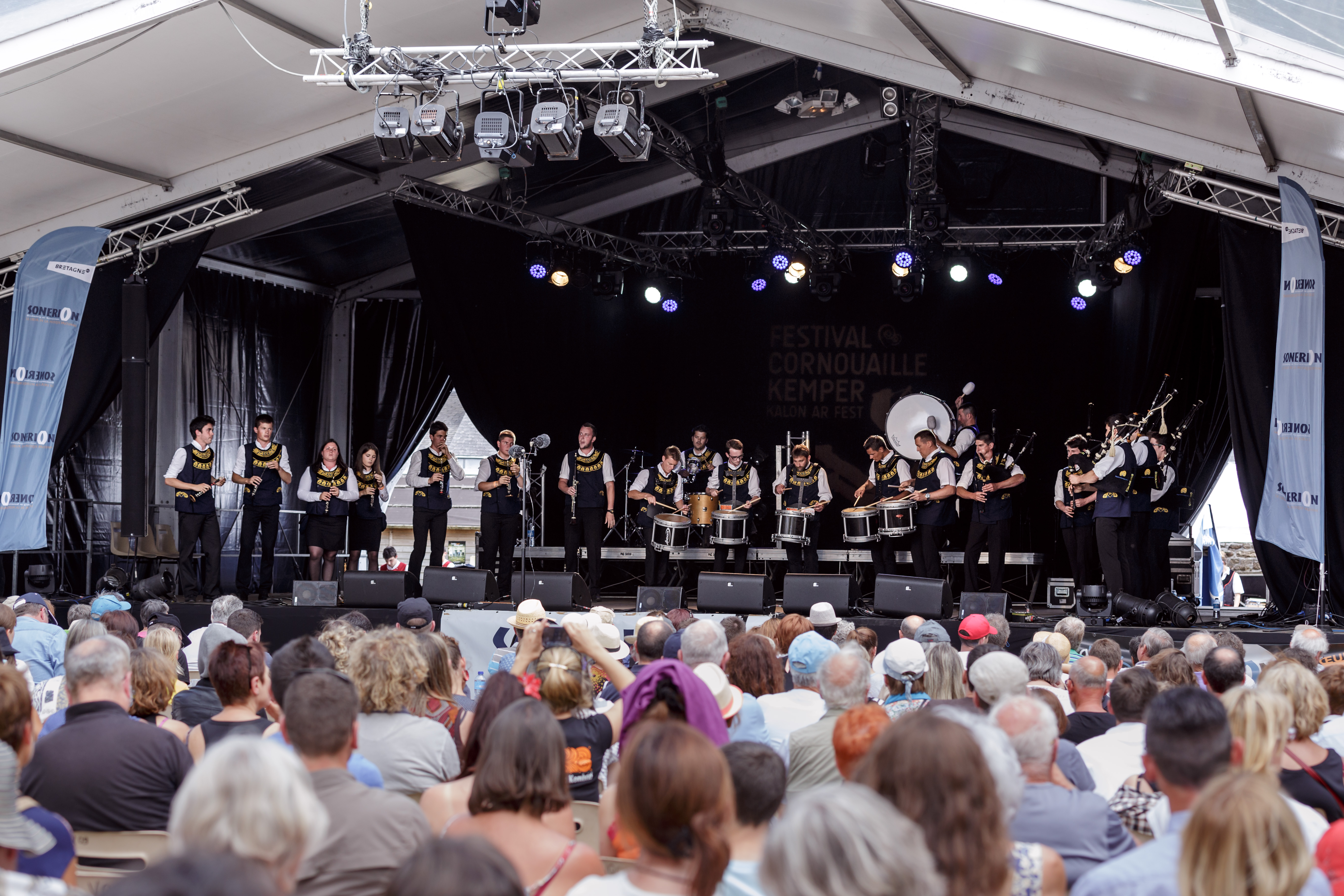
Le bagad Kombrid sur scène.

La seconde épreuve a lieu le samedi 23 juillet lors du festival de Cornouaille à Quimper, au Jardin de l'Évêché. Treize groupes montent sur la scène de l’espace Per Jakès Hélias, Vern-sur-Seiche ayant décidé de ne pas participer à la seconde manche du championnat. Ils ont droit à neuf minutes pour convaincre les douze membres du jury. Environ 300 personnes assistent aux prestations.

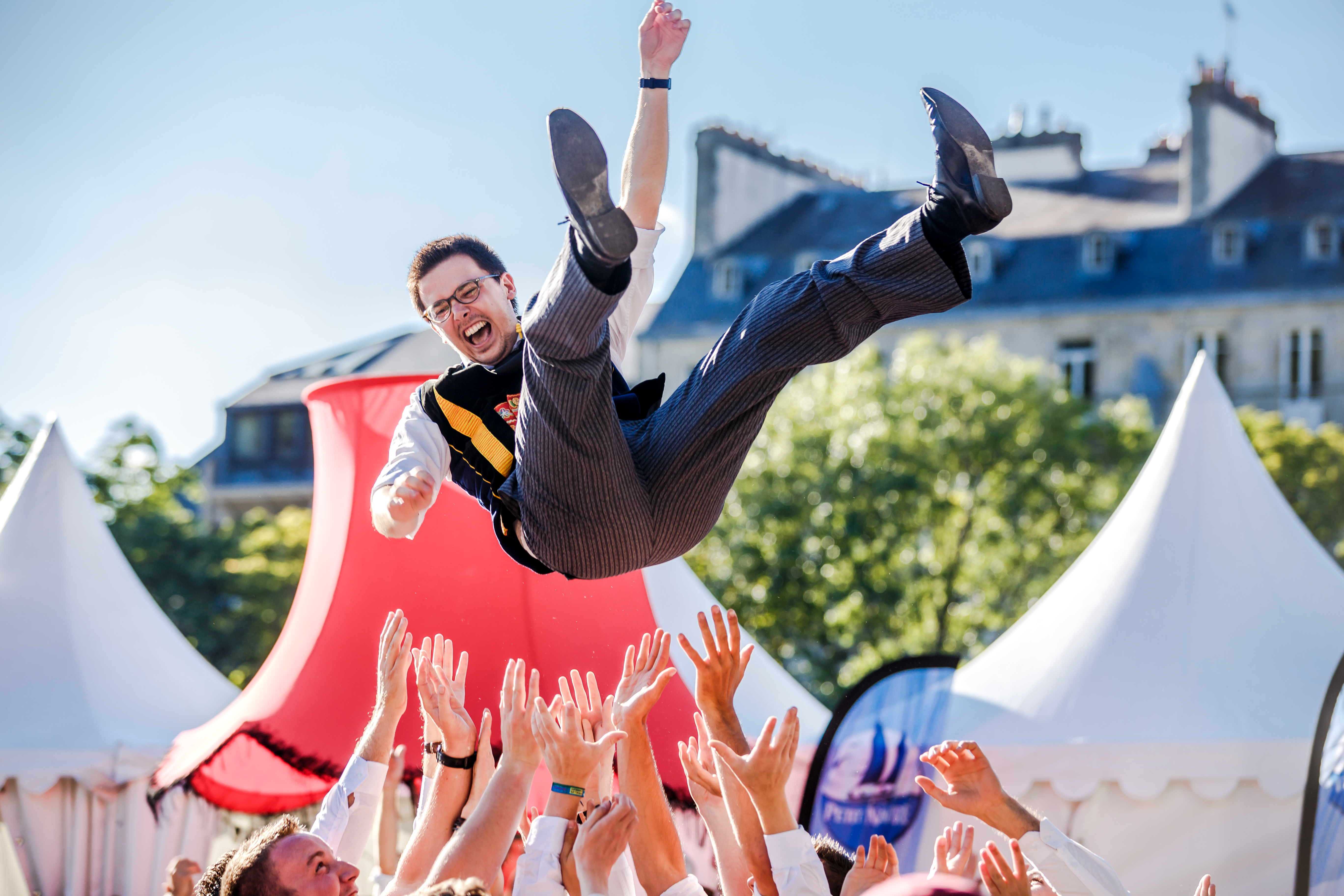
Le Bagad Glazik remporte le championnat et fête son titre.

Le Bagad Kombrid remporte l'épreuve avec sa suite Eured, articulée autour du thème de la noce, comportant des interprétations différentes d'une mélodie vannetaise, jouée dans les années 1980 par le couple Le Buhé père et fils. Deuxième du classement, le Bagad Glazik valorise durant sa prestation le Sud de la Bretagne et de la France avec la marche War-zu ar c’heisteiz, une danse Mazurka (recueillie dans la région du Gers puis pratiquée par d’autres cultures), une mélodie du pays vannetais (Ton Ar Moign) et un rond (Oust). Hiviz d'Hennebont arrive troisième avec sa suite intitulée Mon père m'a marié, ne m'en déplaise !. En quatrième position, le bagad du pays des Abers joue sa suite Sur la route de Loudéac : Amzer Report en marche d'introduction, une mélodie très harmonisée (Belle batelière) ainsi que des baleux et contre-ronds de Loudéac.
Plusieurs des formations font la part belle au chant, comme le bagadig Kerlenn Pondi (deux jeunes chanteuses scolarisées à l'école Diwan) et le bagad Bro Logunec'h, qui atteint la 5e place. Plusieurs introduisent des instruments extérieurs, comme Ploërmel avec son saxophone, Guingamp avec sa clarinette, ou Plomodiern avec ses percussions. Le bagad Glazik Kemper est le champion de troisième catégorie, ce qui n’était pas arrivé depuis 2001. Du fait que le bagad Kemper évolue en première catégorie, il est obligé de rester dans cette division à deux catégories d'écart. À un point d'écart, Hiviz d'Hennebont accède à la deuxième catégorie, un an seulement après son accession à la troisième catégorie. Descendu en 2015, Gwengamp arrive 6e dans cette catégorie. Dernier à Quimper, le bagadig Kevrenn Alré termine finalement avant-dernier grâce à sa 8e place obtenue à Vannes. Dixième de cette seconde manche, le bagadig Kerlenn Pondi ne compense pas sa dernière place de la première manche. Ces deux bagadig rejoindront la quatrième catégorie la saison suivante.

Seconde manche
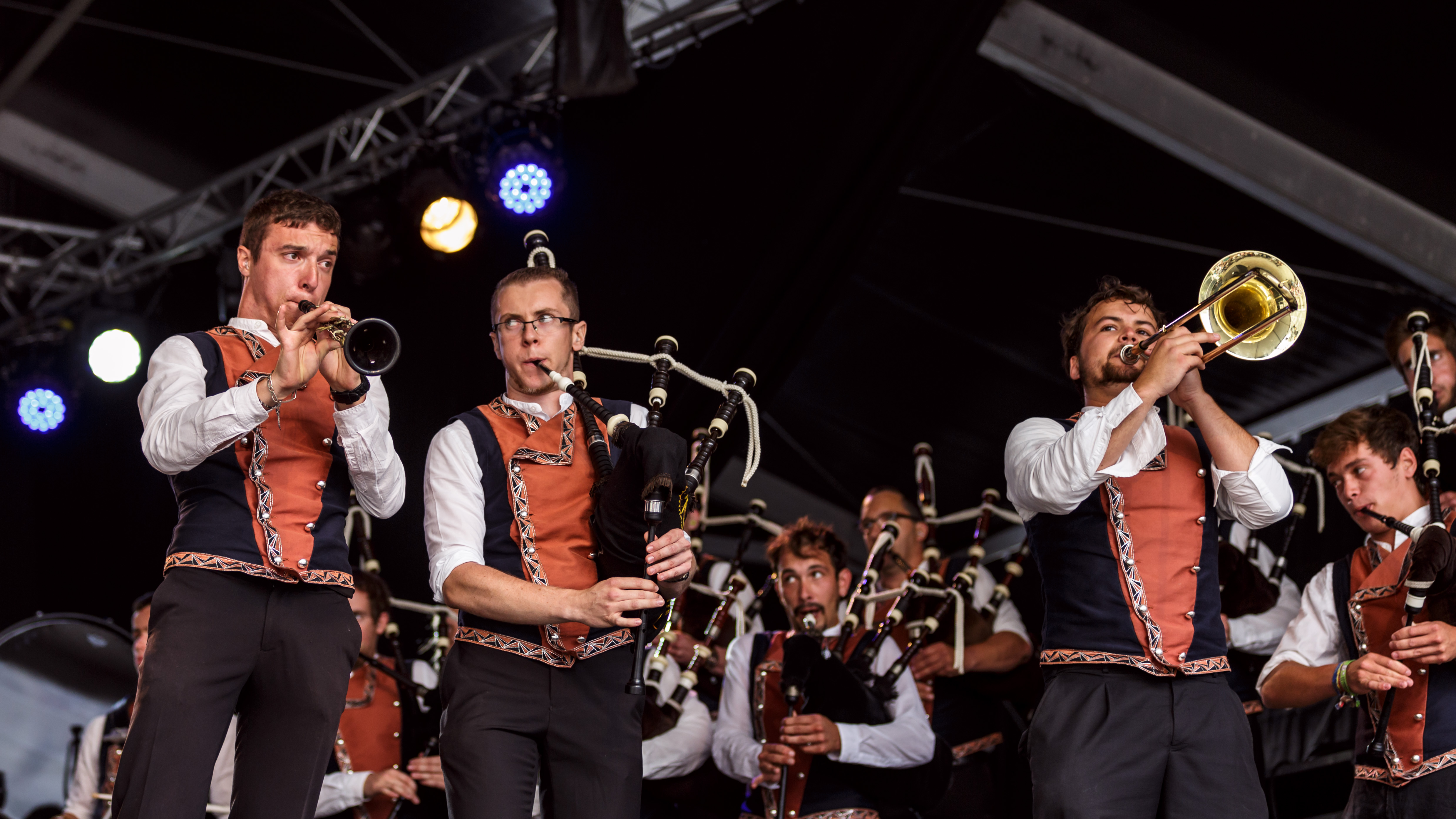
Trombone avec le bagad Bro An Aberioù
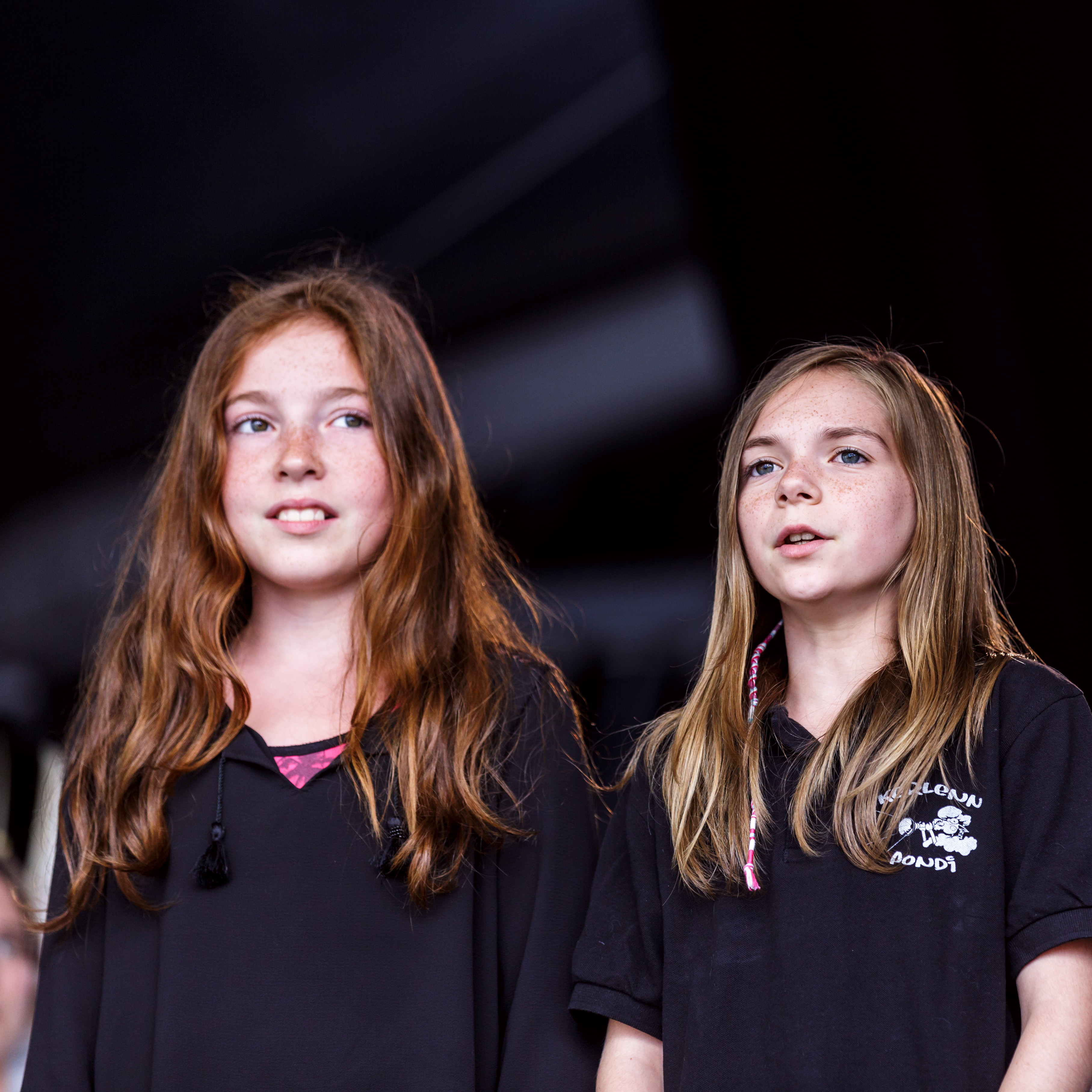
Jeunes chanteuses de la Kerlenn Pondi
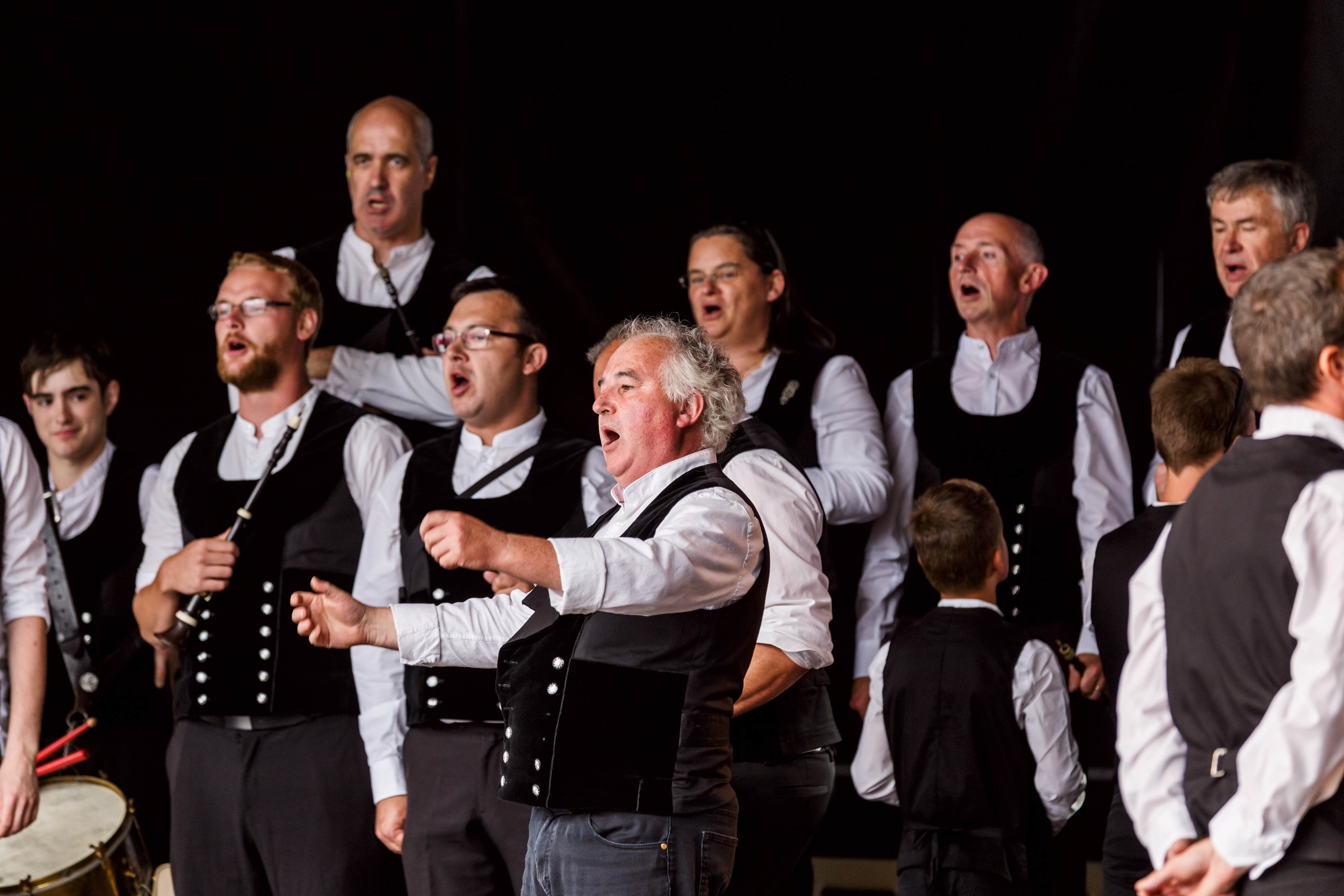
Chanteurs du bagad Bro Logunec'h
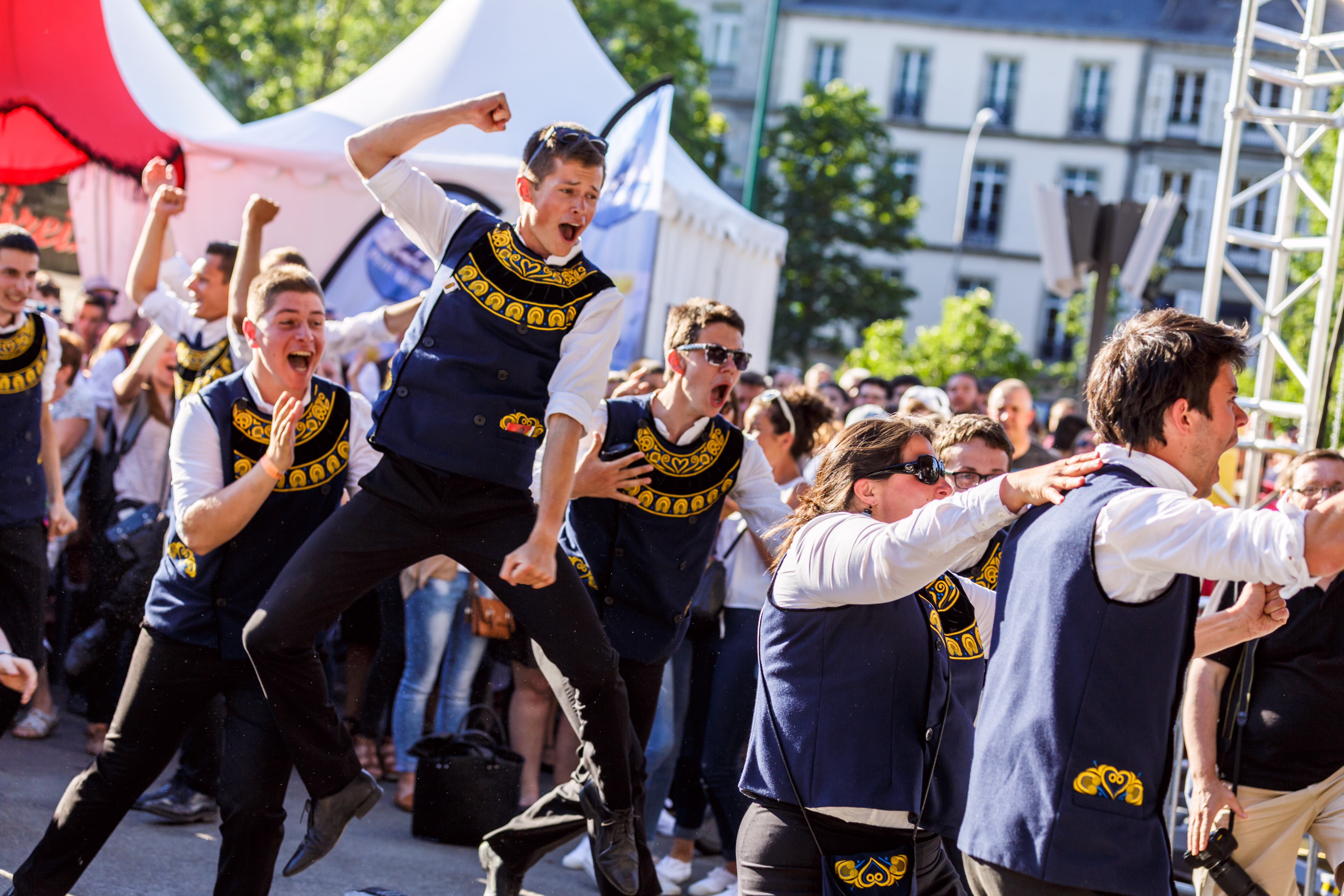
Le bagad Kombrid à l'annonce du vainqueur de l'épreuve d'été
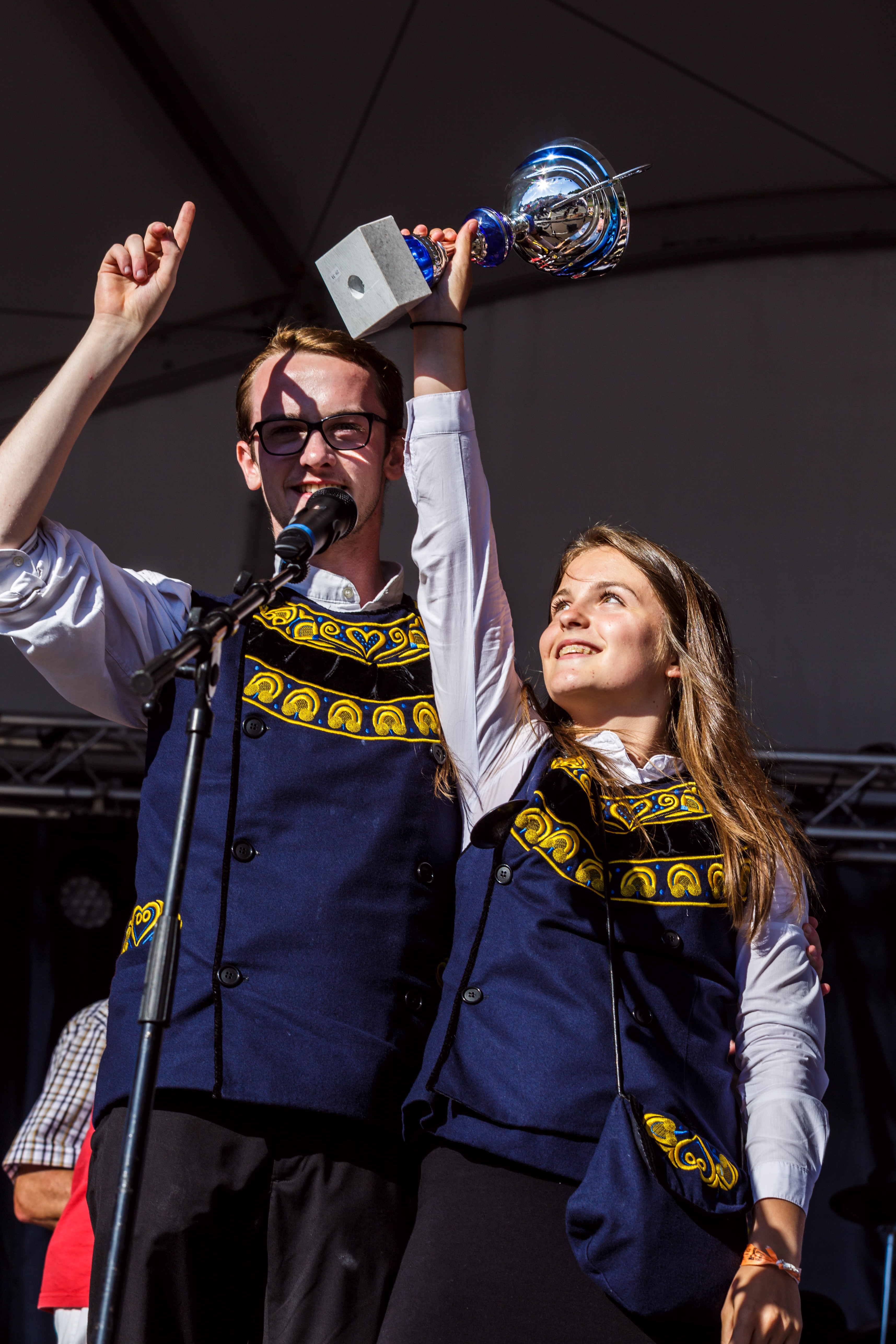
Trophée de l'épreuve
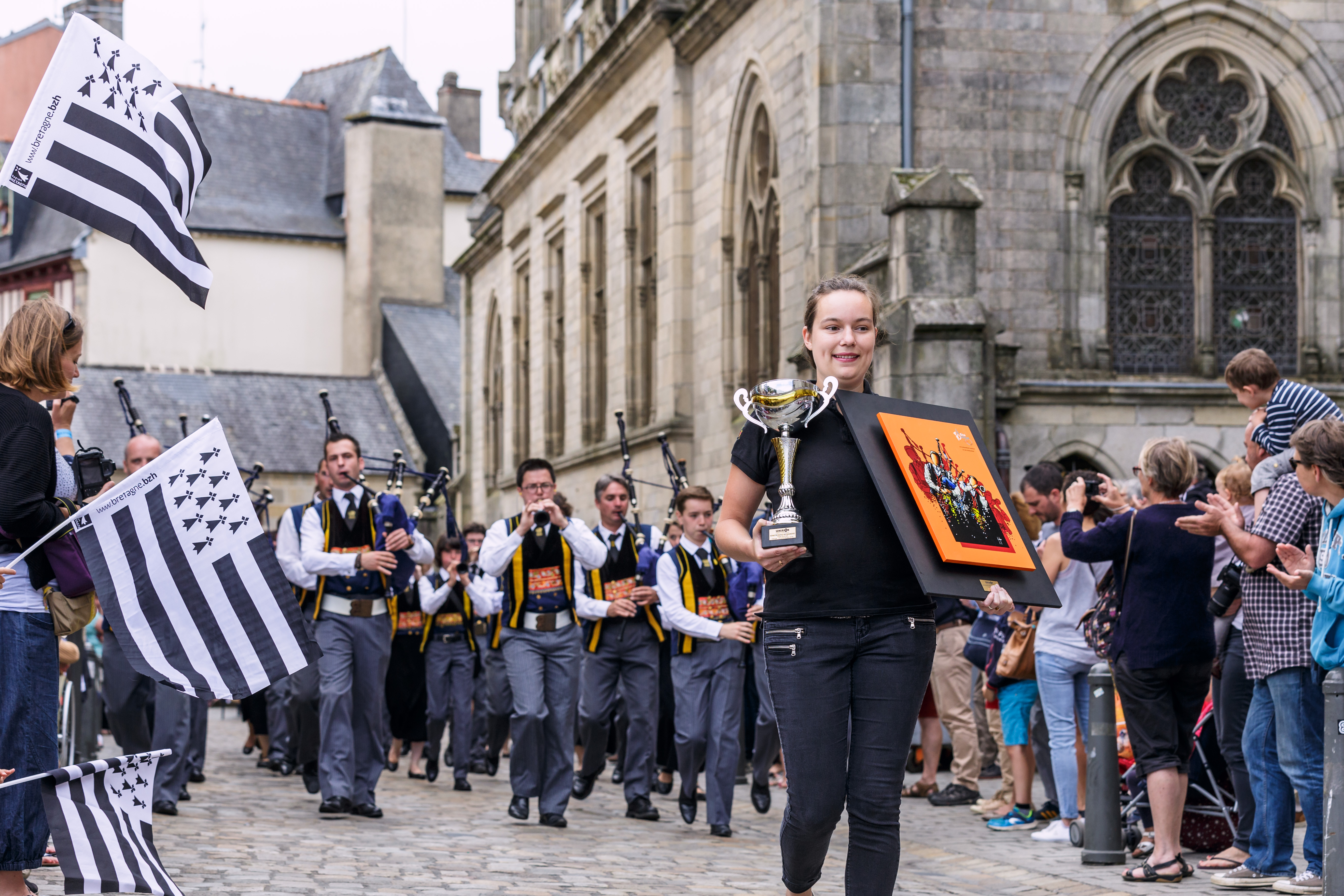
Le bagad Glazik Kemper et ses prix au festival de Cornouaille

## Quatrième catégorie

### Composition
À l'issue du championnat 2015, seul Saint-Brieuc descend en 4e catégorie, Athis-Mons choisissant de ne pas monter, tandis que le bagad de Carnac et le bagadig de Saint-Malo sont promus (respectivement 1er et 2e aux concours de 5e catégorie). Sur les 27 groupes que compte la catégorie en 2016, 21 sont inscrits sur la liste des participants au championnat. Sant Brieg, descendu de troisième catégorie, ne se présente pas aux concours et prépare un spectacle avec la fanfare de Moncontour, comme la Kevrenn Kastell de Saint-Pol-de-Léon engagée dans un projet artistique au Bénin du 3 au 21 février.

### Épreuve d'hiver à Pontivy
Le 21 février, les 21 ensembles, soit près de 500 musiciens, se succèdent au Palais des Congrès de Pontivy. Le règlement laisse le libre choix du répertoire mais impose de jouer à l'identique l'air de marche An Aotrou Koetanskorn deux fois de suite. Comme pour les autres catégories, en plus des instruments traditionnels complémentaires non sonorisés autorisés (harpe, violon, chant...), des instruments acoustiques non traditionnels transportables peuvent entrer dans la composition du bagad. La seule contrainte est que cet instrument doit être joué par un des musiciens de la formation.
Pour la poule 1, c'est un bagad venu de la Normandie qui s'impose : Kevrenn an Daou Loupard basé à Vire et à Saint-Lô. Neuvième les deux années précédentes, le bagad Osismi Speied, de Spézet, monte à la deuxième place de la poule, avec une suite plinn. Le bagadig Dazont (« l'avenir ») de Sonerien An Oriant complète le podium. Pour la poule 2, le bagad An Hanternoz de Dol remporte la première place avec une suite axée sur le terroir de Loudéac. Le bagad Ar Banal Aour de Bannalec occupe la deuxième place, après avoir sonné une suite dédiée à son pays de l'Aven. Le bagadig Roñsed-Mor de Locoal-Mendon se place sur la 3e marche du podium.
Le bagadig de Perros-Guirec choisi d'être accompagné sur scène par des lapins mécaniques roses de la marque de piles Duracell ! Le prix de la marche imposée est attribué au Bagad An Erge Vihan (poule 1) et au Bagad an Hanternoz (poule 2).

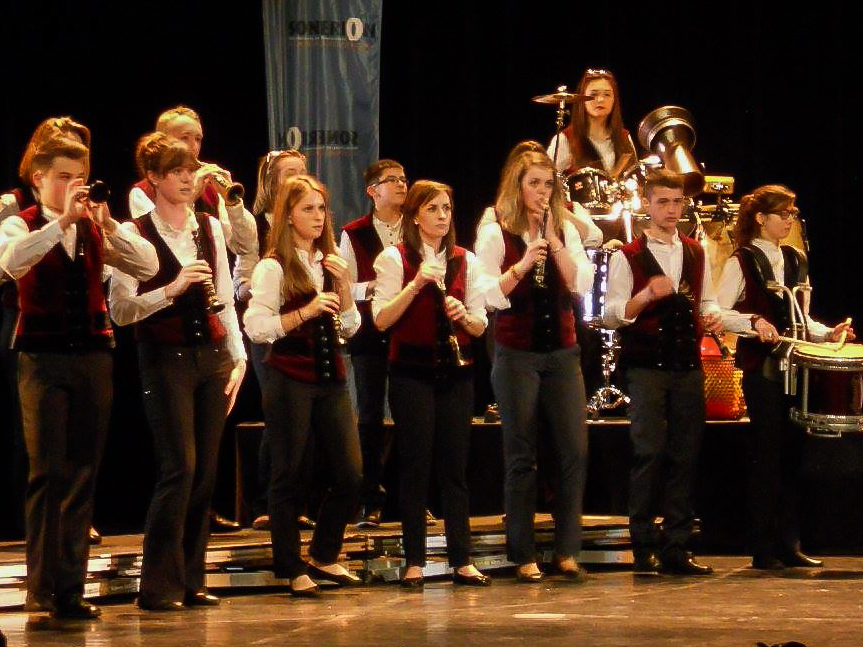
Bagadig Roñsed Mor
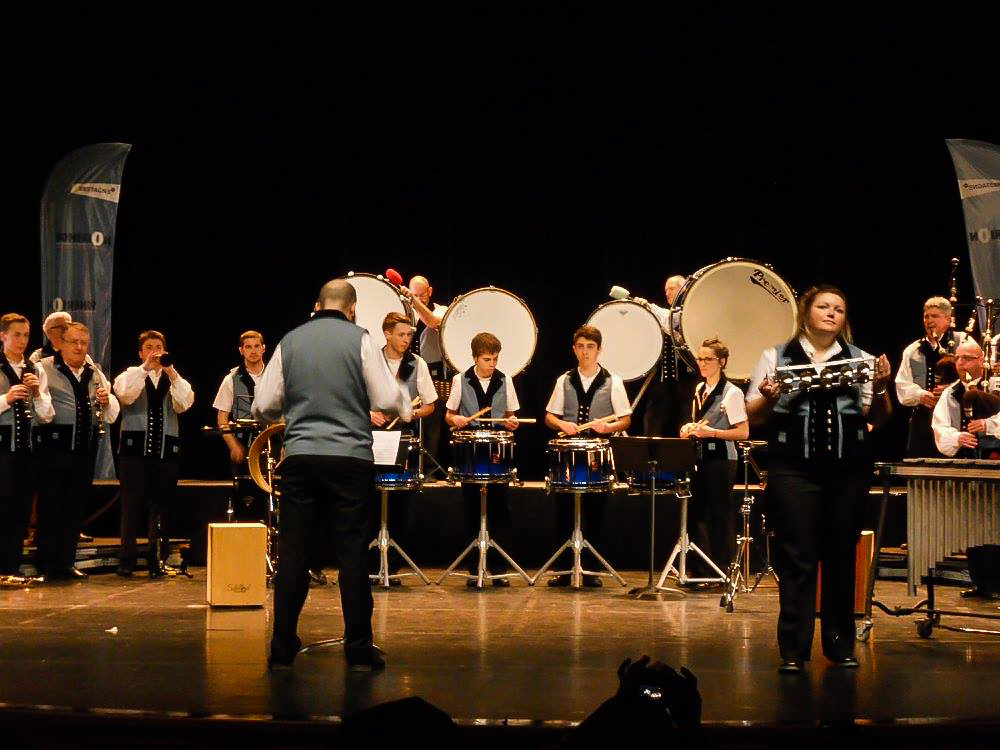
Bagadig Melinerion
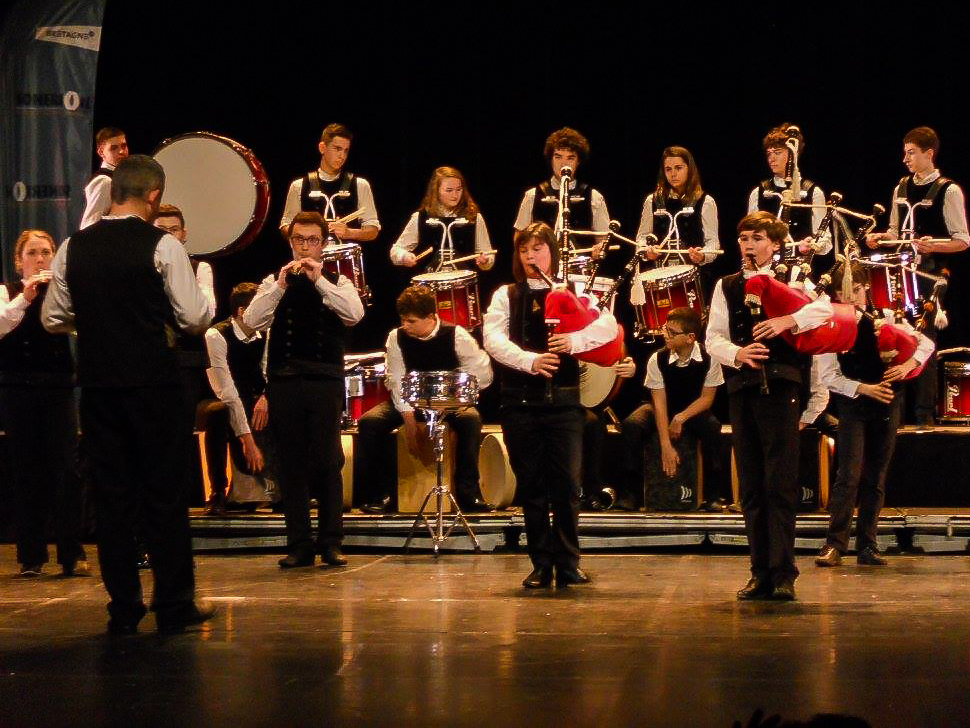
Bagadig Cap Caval
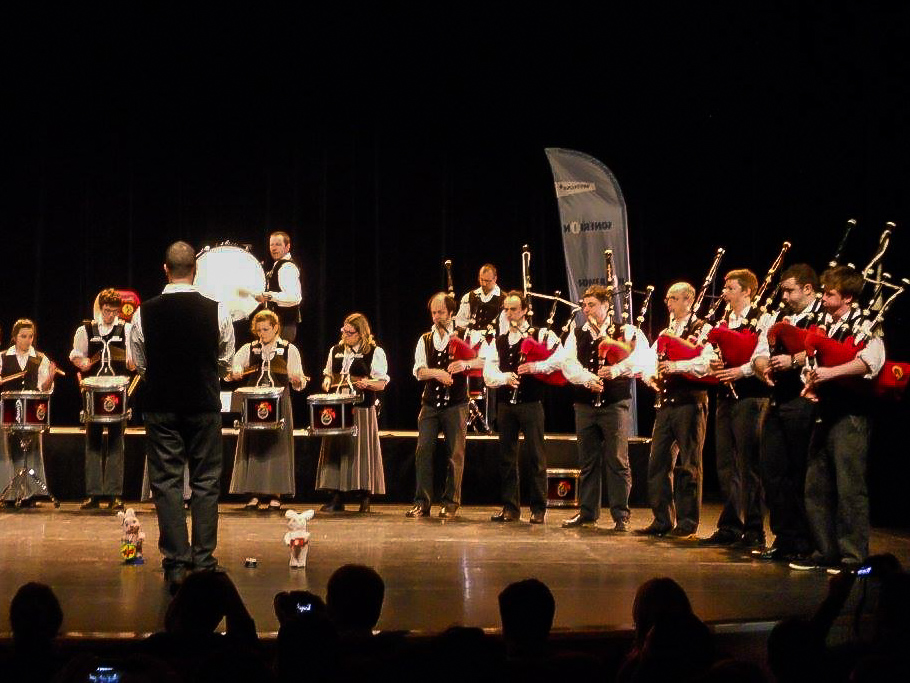
Bagadig Sonerien Bro Dreger
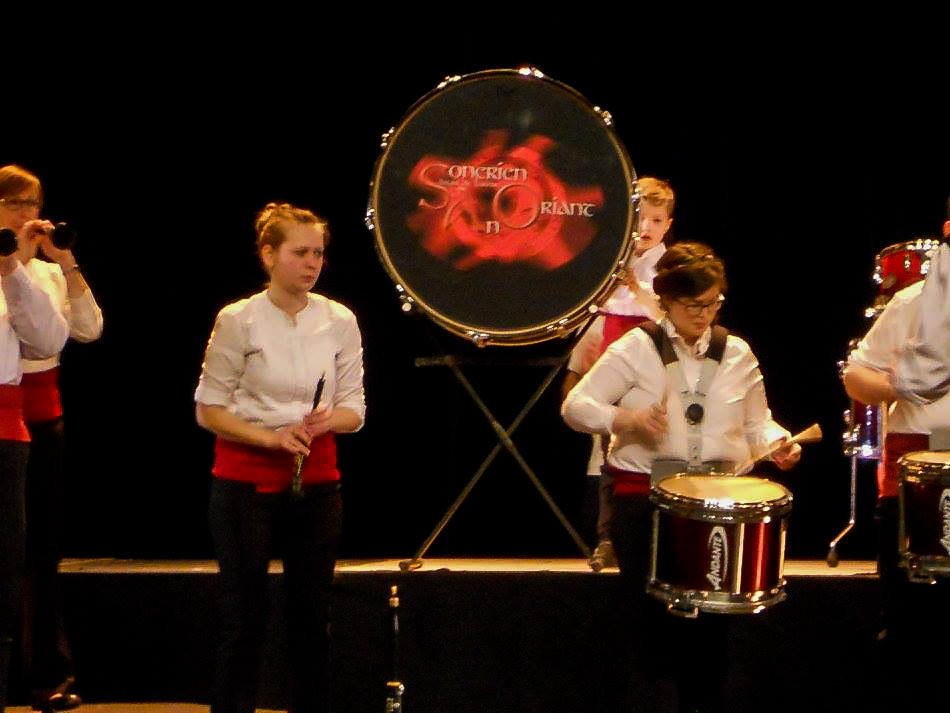
Bagadig Dazont an Oriant
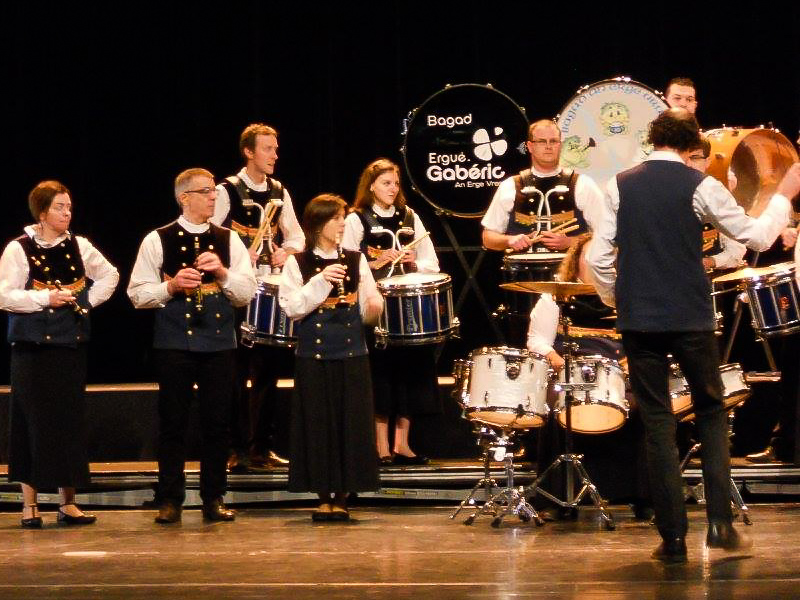
Bagad An Erge Vras

### Épreuves estivales à Dinard et Lorient

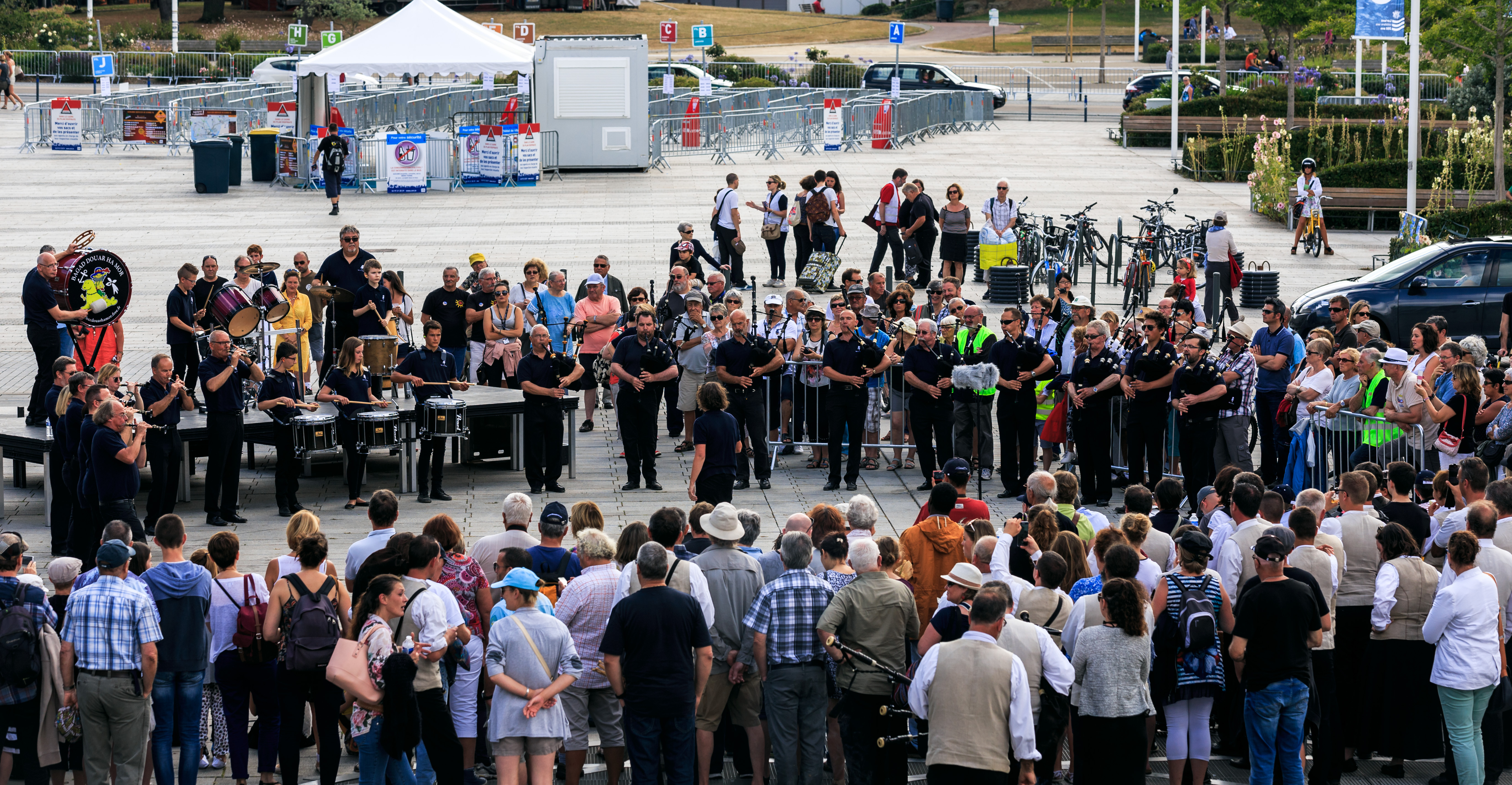
Spectateurs place de l'hôtel de ville à Lorient.

Les six premiers des deux poules de la première épreuve se retrouvent en finale pour la poule A qui se tient pour la deuxième fois à Dinard sur la digue de l'écluse, le 14 juillet. Parmi les douze sélectionnés à Dinard, le bagadig Roñsed-Mor prend la tête de la finale avec une moyenne de 17,53, face aux 16,16 et 16,15 du bagadig Cap-Caval et du bagad An Hanternoz de Dol. Les bagadig de Roñsed-Mor et Cap-Caval peuvent ainsi accéder à la troisième catégorie pour l'année suivante. Cependant, le but d'un bagad-école étant de faire jouer des élèves ensemble avant qu'ils intègrent le « grand » bagad, Roñsed-Mor « laisse passer l'été » avant de prendre sa décision. En 2017, il décide de ne pas participer au championnat.
Tandis que douze bagad se retrouvent à Dinard en juillet, les neuf derniers de la première épreuve se retrouvent au Festival interceltique de Lorient le 6 août, pour la finale de la poule B. Le bagadig Quic-en-Groigne, en 5e catégorie l'édition précédente, remporte l'épreuve, suivi du bagad Nominoë de Redon et du bagadig Sonerien Bro Dreger.

Poule B
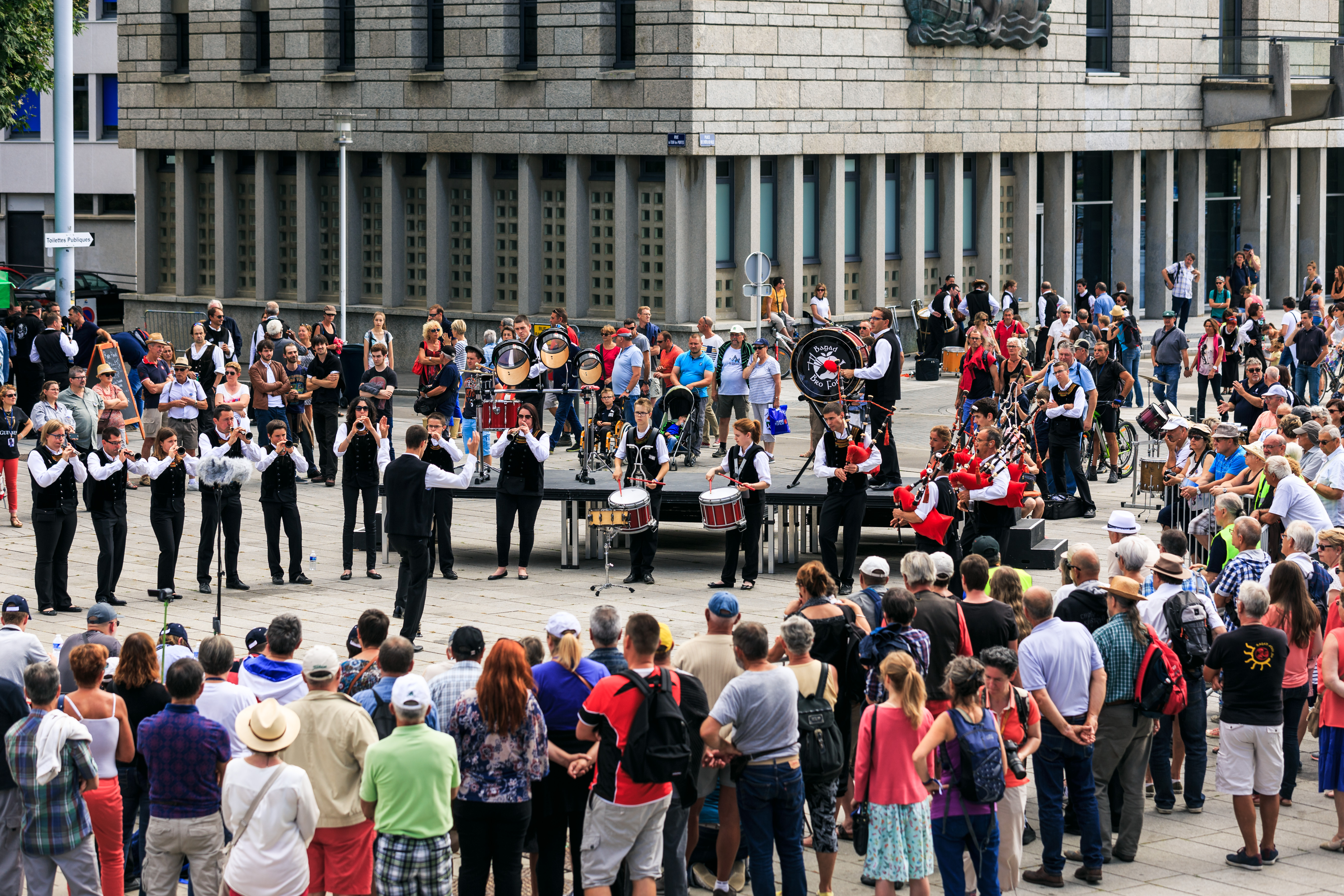
Le bagad Bro Foën à Lorient
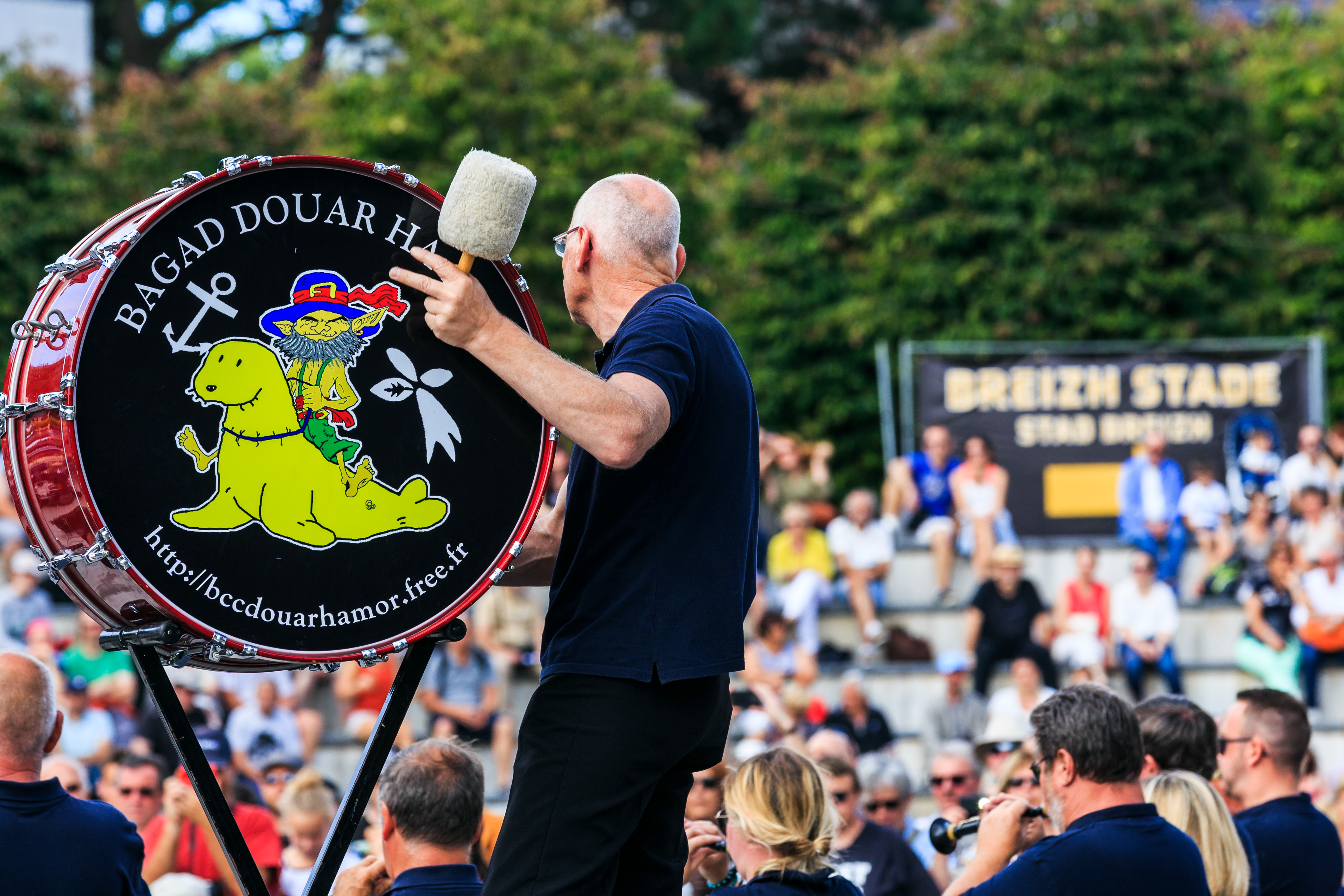
Grosse caisse du bagad Douar ha Mor
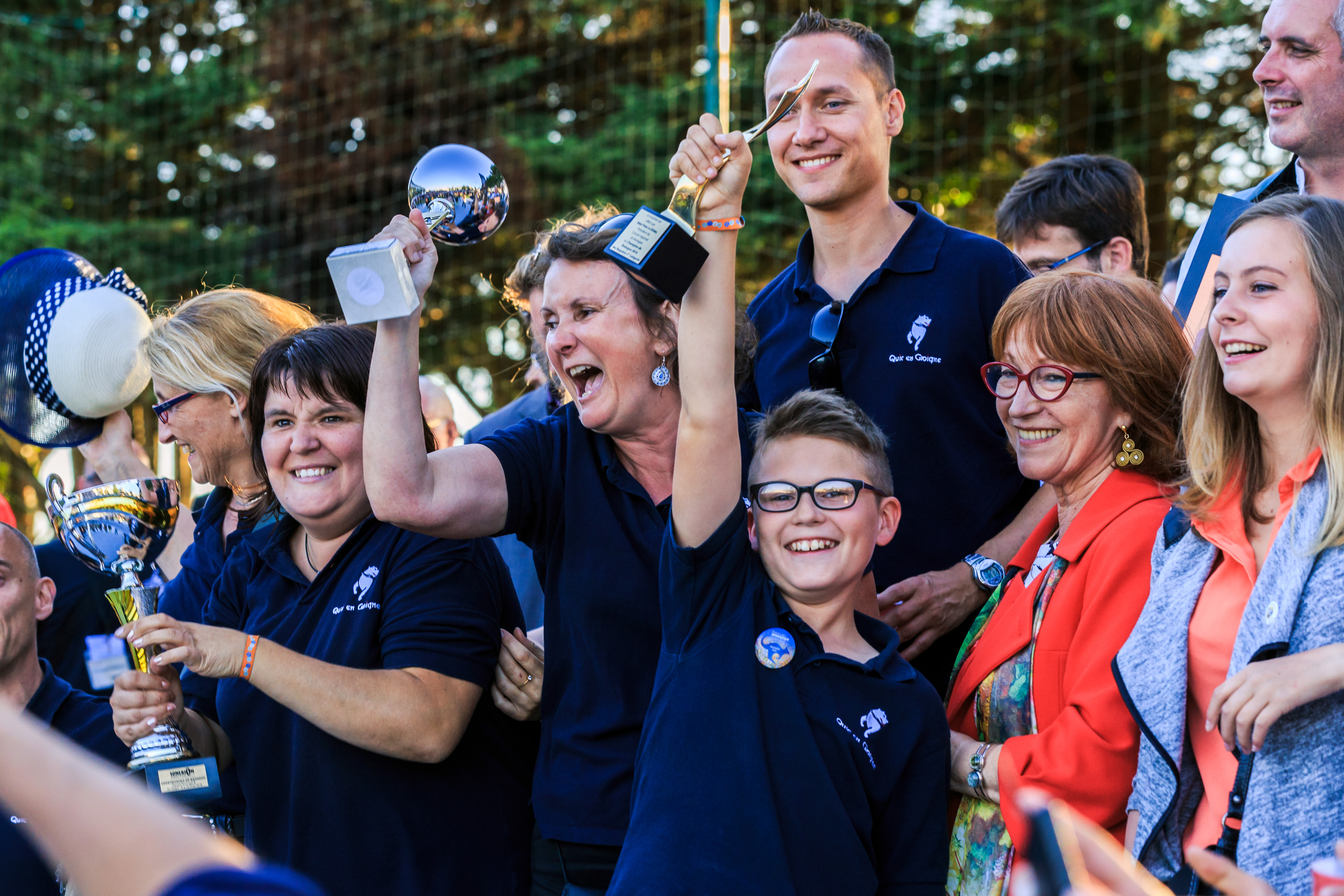
Le bagadig Quic-en-Groigne remporte l'épreuve
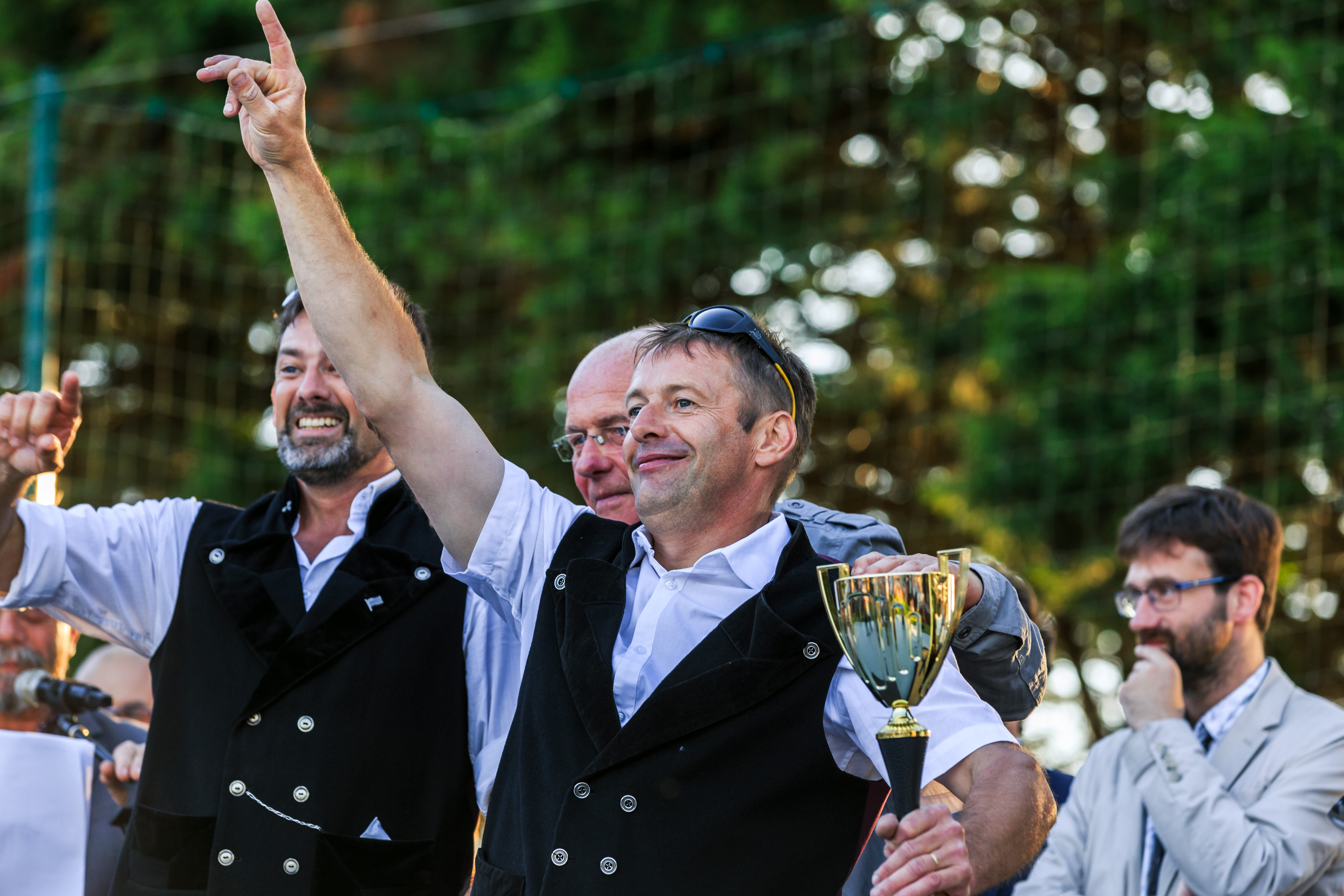
En 2e position, le bagad Nominoë
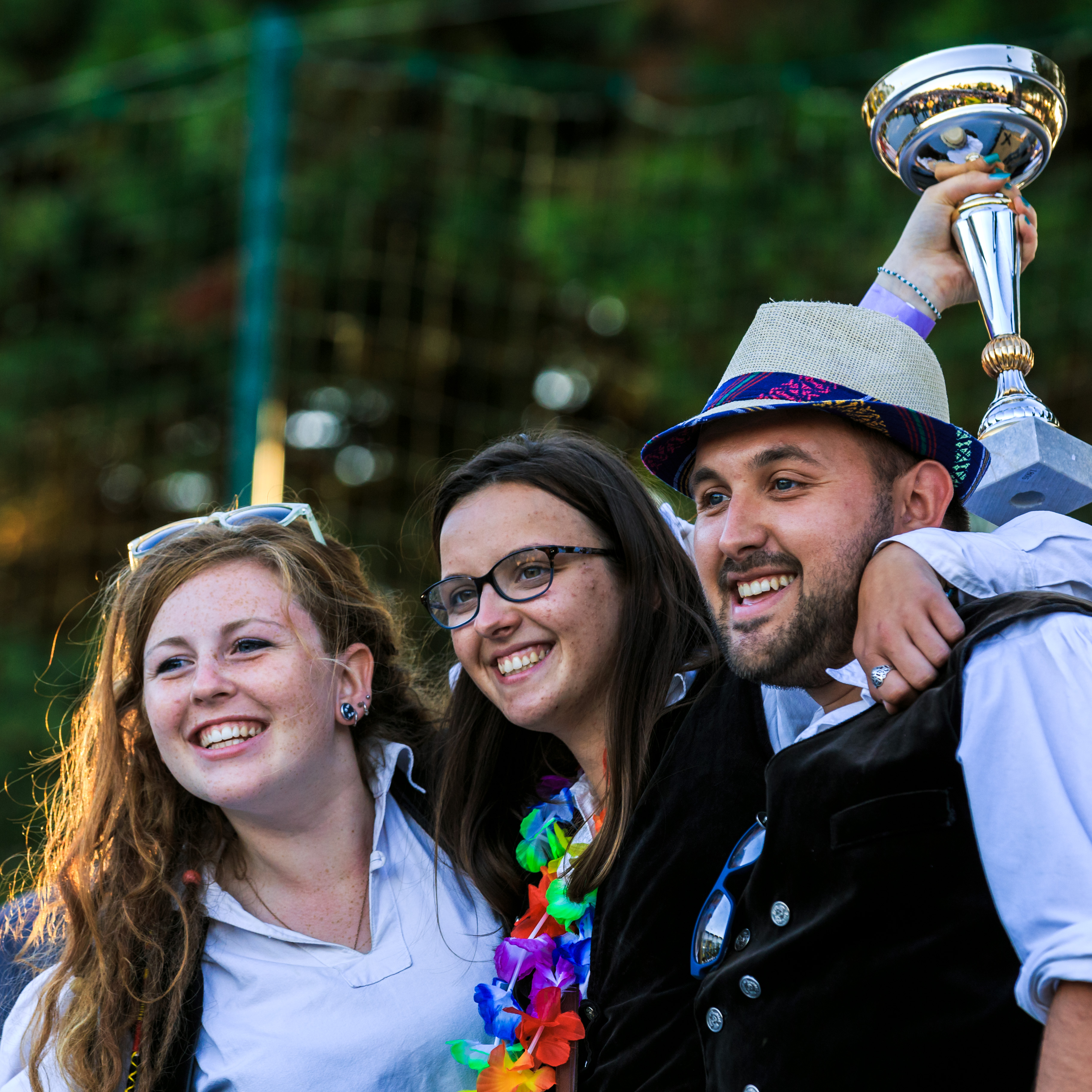
Sonerien Bro Dreger complète le podium

## Cinquième catégorie

### Concours départementaux

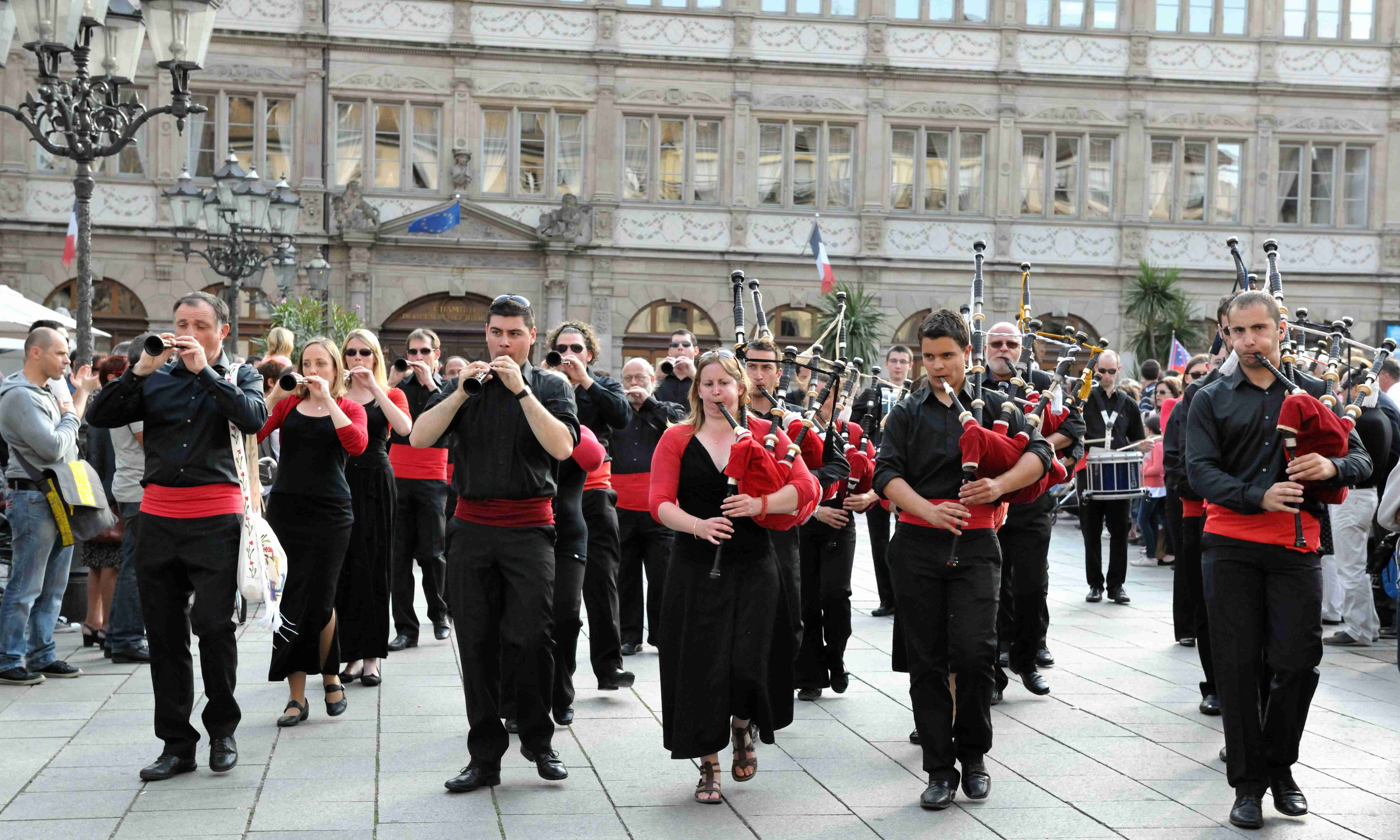
Le bagad Avel Su de Marignane, vainqueur à Strasbourg.

- Fête de la fédération Sonerion Bro Roazhon à Dol de Bretagne le 1er mai. Le bagad Men Ru de Monfort remporte le concours[159].
- Fête de la fédération Sonerion Aodoù an Arvor sur le site du Légué à Plérin le 1er mai[160]. Le bagad Landreger de Tréguier remporte le concours[161].
- Fête de la fédération Sonerion Bro Gwened à Vannes le 5 mai, regroupant 38 formations : 21 bagad, 13 bagadig et quatre bagadigan[162]. Le concours est remporté par le bagadig Bubry et le bagadigan de Locoal-Mendon reçoit un coup de cœur du jury[163].
- Fête de la fédération Sonerion Penn ar Bed à Quimper le 14 mai, regroupant 18 formations « scolaires », avec comme thèmes de danses imposés : Dans la rive du bois et Derrière chez moi y'a un étang[164]. Le concours est remporté par le bagadig Brieg[165].
- Concours de la fédération Divroet lors du festival Euroceltes à Strasbourg le 7 mai[166]. Le bagad Avel Su de Marignane remporte le concours[167].

### Épreuve d'été à Carhaix

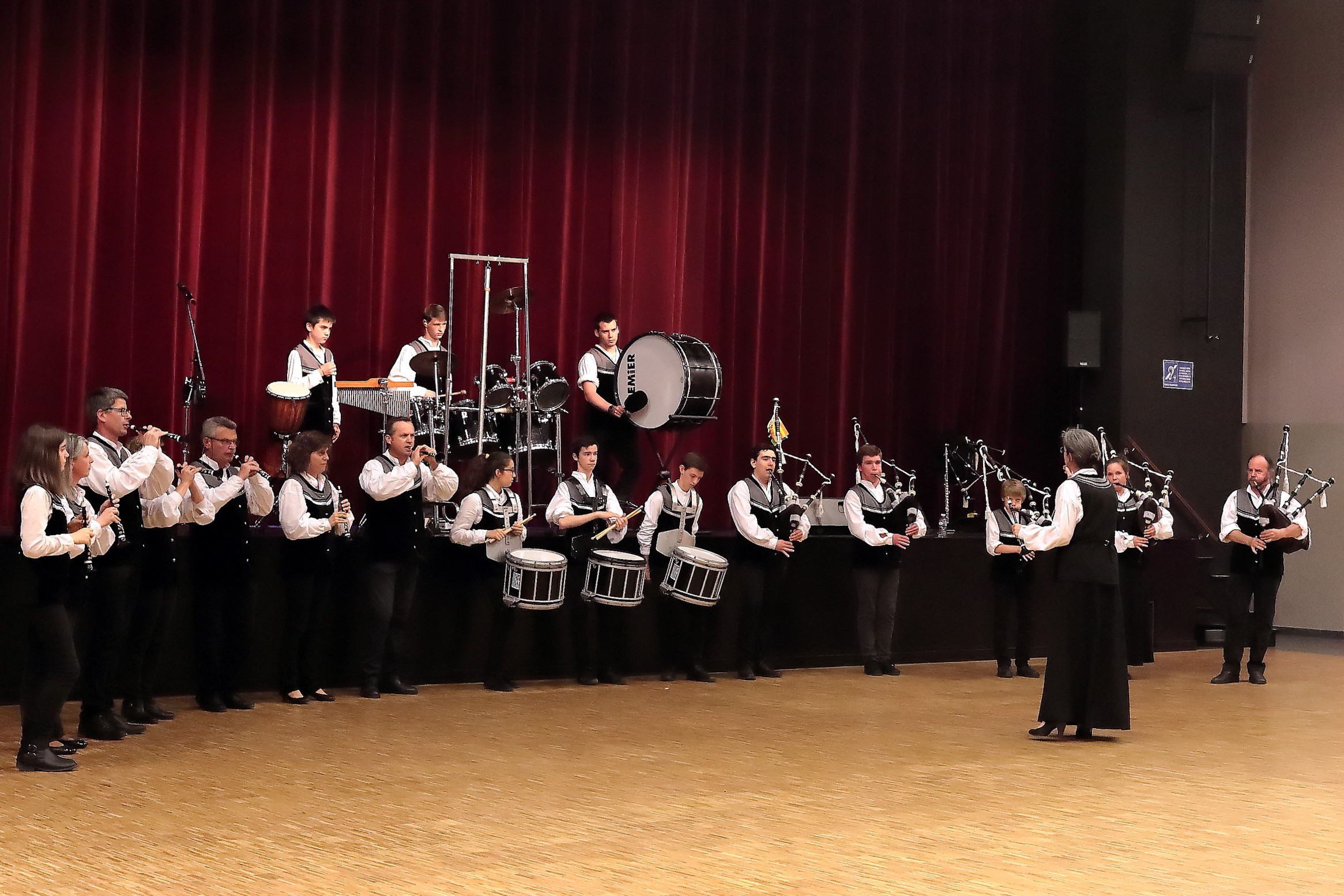
Le bagad Dor Vras à Argentré-du-Plessis en 2016.

22 groupes sont en compétition le 9 juillet lors du rassemblement Bagadañs à Carhaix, au stade Charles-Pinson. Le championnat de la cinquième catégorie est organisé par « poules » le matin, avant une finale l'après-midi, où se retrouvent les trois premiers de chaque poule. Chaque bagad présente une suite, d’une durée de six minutes, avec une tolérance de plus ou moins une minute. Elle doit intégrer un air imposé, En devalig du-hont en tu rall a Pondi, chant plus connu sous le titre de Miliner Pondi ou Ar Miliner.
Le bagad d'Argentré-du-Plessis remporte le championnat 2016. Il présente à Carhaix quatre morceaux : un air de marche, créé par des sonneurs du bagad et intitulé Dor Vras (nom breton du bagad), une mélodie traditionnelle du pays Bigouden intitulée Labousig Ar c'hoad, trois thèmes traditionnels d'hanter-dro du pays Vannetais et la marche imposée Miliner Pondi. Dor Vras devance Men Ru, le bagad de Montfort-sur-Meu. Ces deux groupes d’Ille-et-Vilaine accèdent donc à la quatrième catégorie.

## Synthèse des résultats
Légende

### Résultats de la première catégorie
| \| Quimper Cap Caval Alre Roñsed-Mor Pondi Bro Dreger Brieg Kemperle Melinerion Beuzeg Elven Karaez St-Nazaire \| Localisation des bagadoù de première catégorie · Quimper compte 3 bagad en première catégorie : · Kemper, Penhars et Meilhoù Glaz. |
| Quimper Cap Caval Alre Roñsed-Mor Pondi Bro Dreger Brieg Kemperle Melinerion Beuzeg Elven Karaez St-Nazaire |

| Quimper Cap Caval Alre Roñsed-Mor Pondi Bro Dreger Brieg Kemperle Melinerion Beuzeg Elven Karaez St-Nazaire |

### Résultats de la deuxième catégorie
| \| Quic-en-Groigne An Oriant Boulvriag Pañvrid ar Beskont Naoned Plougastell Konk Kerne Landi Bro Landerne Bro an Aberiou Pouldergat Bro Felger Sant-Ewan Bubry Cesson-Sévigné Bleidi Kamorh \| Localisation des bagadoù de deuxième catégorie. · Le bagad Keriz est situé à Clichy. |
| Quic-en-Groigne An Oriant Boulvriag Pañvrid ar Beskont Naoned Plougastell Konk Kerne Landi Bro Landerne Bro an Aberiou Pouldergat Bro Felger Sant-Ewan Bubry Cesson-Sévigné Bleidi Kamorh                                                                                            |

| Quic-en-Groigne An Oriant Boulvriag Pañvrid ar Beskont Naoned Plougastell Konk Kerne Landi Bro Landerne Bro an Aberiou Pouldergat Bro Felger Sant-Ewan Bubry Cesson-Sévigné Bleidi Kamorh |

### Résultats de la troisième catégorie
| \| Glazik Kemper Bagad Hiziv Bro Logunec'h Ploermael Bro An Aberiou Alre Pondi Plouha Boulvriag Brest Sant Mark Hiviz Eostiged Ar Menez Le Faouët Kombrid Kadoudal \| Localisation des bagadoù de troisième catégorie |
| Glazik Kemper Bagad Hiziv Bro Logunec'h Ploermael Bro An Aberiou Alre Pondi Plouha Boulvriag Brest Sant Mark Hiviz Eostiged Ar Menez Le Faouët Kombrid Kadoudal                                                       |

| Glazik Kemper Bagad Hiziv Bro Logunec'h Ploermael Bro An Aberiou Alre Pondi Plouha Boulvriag Brest Sant Mark Hiviz Eostiged Ar Menez Le Faouët Kombrid Kadoudal |

### Résultats de quatrième catégorie
|      |      | Groupe                         | Classement 2015 | Concours de printemps | Concours de printemps | Concours d'été | Concours d'été |
| ---- | ---- | ------------------------------ | --------------- | --------------------- | --------------------- | -------------- | -------------- |
| Note | Rang | Groupe                         | Classement 2015 | Note                  | Rang                  |                |                |
| 4eA  | 1    | Bagadig Roñsed Mor             | 4A              | 16,42                 | 3                     | 17,53          | 1              |
| 4eA  | 2    | Bagadig Cap Caval              | 6A              | 14,12                 | 11                    | 16,16          | 2              |
| 4eA  | 3    | Bagad An Hanternoz             | 8A              | 16,97                 | 1                     | 16,15          | 3              |
| 4eA  | 4    | Bagadig Melinerion             | 5B              | 16,21                 | 5                     | 15,67          | 4              |
| 4eA  | 5    | Bagadig Dazont an Oriant       | 5A              | 16,11                 | 7                     | 15,65          | 5              |
| 4eA  | 6    | Bagad Ar Banal Aour            | 3B              | 16,84                 | 2                     | 14,94          | 6              |
| 4eA  | 7    | Bagad An Erge Vras             | 6B              | 14,94                 | 10                    | 13,47          | 7              |
| 4eA  | 8    | Bagadig Penhars                | 7A              | 16,04                 | 8                     | 13,26          | 8              |
| 4eA  | 9    | Bagadig Plougastell            | 8B              | 14,11                 | 12                    | 13,21          | 9              |
| 4eA  | 10   | Bagad Osismi Speied            | NC              | 16,36                 | 4                     | 13,17          | 10             |
| 4eA  | 11   | Kevrenn An Daou Loupard        | AS              | 16,97                 | 1                     | 12,90          | 11             |
| 4eA  | 12   | Bagad An Erge Vihan            | 3A              | 15,41                 | 9                     | 12,22          | 12             |
| 4eB  | 1    | Bagadig Quic-en-Groigne        | 2e (5e)         | 13,26                 | 15                    | 16,42          | 1              |
| 4eB  | 2    | Bagad Nominoë du Pays de Redon | 4B              | 14,31                 | 13                    | 16,12          | 2              |
| 4eB  | 3    | Bagadig Sonerien Bro Dreger    | 2B              | 13,29                 | 16                    | 15,91          | 3              |
| 4eB  | 4    | Bagad An Eor Du                | 7B              | 12,98                 | 17                    | 15,78          | 4              |
| 4eB  | 5    | Bagad Arvorizion Karnag        | 1er (5e)        | 12,62                 | 18                    | 14,76          | 5              |
| 4eB  | 6    | Bagad Aùel Douar               | 3B              | 13,65                 | 15                    | 13,59          | 6              |
| 4eB  | 7    | Bagad Bro Foën                 | 1B              | 13,78                 | 14                    | 13,25          | 7              |
| 4eB  | 8    | Bagad Nozeganed                | AS              | 11,58                 | 20                    | 11,90          | 8              |
| 4eB  | 9    | Bagad Ker Vourdel              | AS              | 11,61                 | 19                    | 11,21          | 9              |

### Résultats de cinquième catégorie
| \| Dor Vras Men Ru Brieg Bro Aven Kemper Meilhoù Glaz Sant Nazer Elven \| Localisation des bagadoù de cinquième catégorie |
| Dor Vras Men Ru Brieg Bro Aven Kemper Meilhoù Glaz Sant Nazer Elven                                                       |

| Dor Vras Men Ru Brieg Bro Aven Kemper Meilhoù Glaz Sant Nazer Elven |